# Cabine téléphonique
Cet article possède un paronyme, voir Cabine.

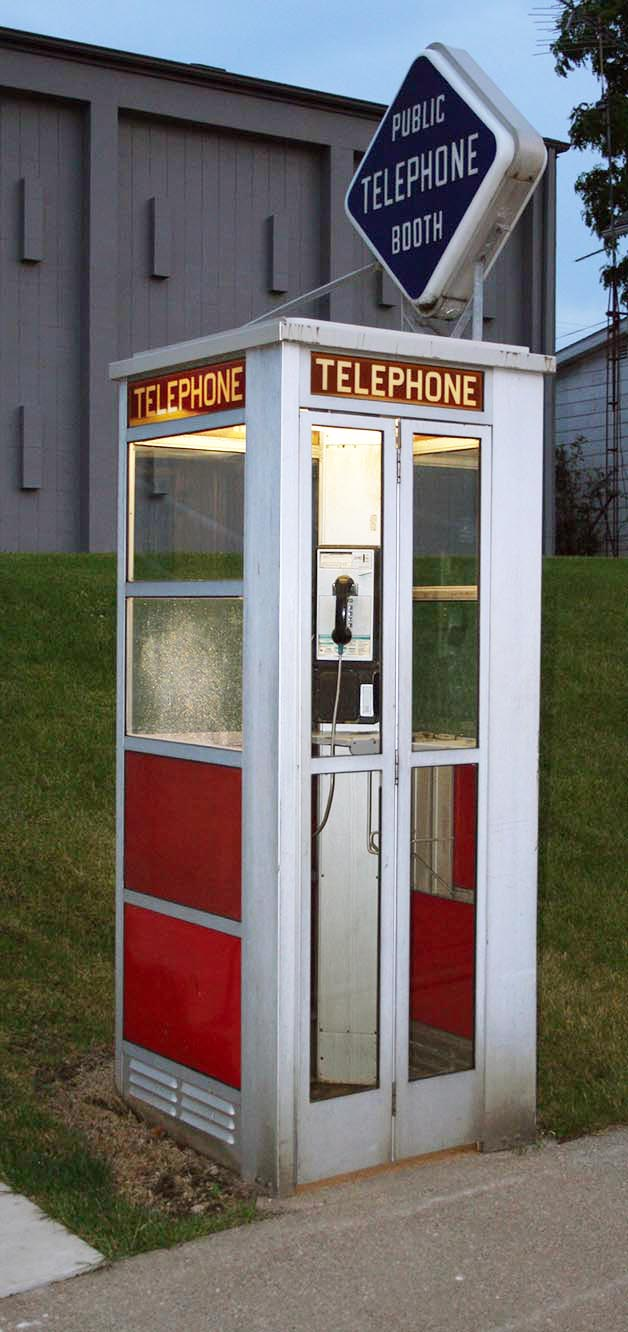
Cabine téléphonique ancienne encore en fonction à La Crescent, dans le Minnesota, le 26 mai 2012.

Une cabine téléphonique est un édicule situé sur l'espace public (typiquement, le trottoir), muni d'un téléphone permettant d'émettre et, éventuellement, de recevoir des communications qui sont réglées avec une carte à puce (carte prépayée, carte bancaire), des pièces de monnaie ou des jetons. Contrairement au téléphone public sans cabine, la cabine téléphonique permet à celui qui téléphone ou y reçoit un appel, de s'isoler du bruit ambiant, d'y tenir une conversation privée, tout en étant abrité des intempéries. Elle permet de téléphoner à toute heure et de manière anonyme, ce que ne permettaient pas forcément les téléphones publics et cabines situés dans des bars, restaurants, hôtels et bureaux de poste, etc.
Une cabine téléphonique peut recevoir des appels entrants grâce au numéro de téléphone fixe qui lui est affecté.
Certains pays ont disposé de cabines téléphoniques particulièrement iconiques, à l'instar des cabines téléphoniques rouges britanniques, des cabines jaunes en Allemagne, des cabines et téléphones publics américains popularisés par le cinéma, et des cabines norvégiennes, par exemple.
En raison de la généralisation des téléphones mobiles, la plupart des cabines ont disparu ou sont en voie de disparition et de démantèlement, mais par culture ou nécessité certains pays les maintiennent, et dans les pays qui ont cessé d'en faire usage certaines cabines restent en place ou sont réinstallées, que ce soit dans un but patrimonial ou pour d'autres utilisations, recyclées en bornes wifi et de rechargement de téléphones portables, en mini-bibliothèques, en bornes d'accueil pour défibrillateurs, en micro-restaurants de rue, en locaux de concessionnaires à Londres ou, au Japon, pour pallier des catastrophes naturelles qui bloqueraient les lignes de téléphones portables, ou en téléphone factice pour parler aux morts, par exemple.

## Histoire
L'invention du téléphone public à pièces est généralement attribuée à l'Américain William Gray, qui dépose un brevet le 13 août 1889 à Hartford, Connecticut, États-Unis. En 1891, Gray fonde la Gray Telephone Pay Station Company pour exploiter son invention.
Pourtant, l'une des plus anciennes mention connues d'un service téléphonique date de 1878. Cette année-là Thomas Doolittle met en place une ligne téléphonique payante entre Bridgeport and Black Rock (en) à l'aide de deux cabines en bois et d'un câble télégraphique de remploi. Le premier brevet d'un “cabinet téléphonique” date de 1883.
En France, les premières cabines téléphoniques sont exploitées à titre expérimental à Reims en 1883. Dans la foulée des cabines sont également implantées et testées à Lille, Roubaix et Tourcoing. L'acte d'officialisation de l'existence des cabines téléphoniques en France date de la publication du bulletin officiel du 31 décembre 1884 et du décret du 9 janvier 1885.

## Les cabines téléphoniques en France

### Histoire
La cabine téléphonique est apparue en France le 15 août 1881, lors de la première Exposition internationale d'Électricité, à Paris. Ce fut la Société générale des téléphones, alors qu'elle était la seule entreprise privée offrant un service de communication téléphonique aux particuliers, qui avait eu l'idée d'isoler ses trente téléphones en démonstration dans des guérites en chêne capitonnées.
En France néanmoins, les cabines téléphoniques à proprement parler se limitent longtemps à des cabines installées à l'intérieur des bureaux de Postes, télégraphes et téléphones (France) et à quelques centaines puis milliers de cabines extérieures d'octobre 1955 au début des années 1970. Ce faible nombre de cabines sur la voie publique et la très lente croissance de leur nombre s'explique par une conception différente alors de la part de l'État, qui en restreignait délibérément l'accès, ne considérant pas cet outil de communication comme un service public mais comme un outil stratégique, et par une pression des débitants de boissons qui souhaitaient conserver le monopole des « Taxiphones » dans leurs établissements,.
Les cabines téléphoniques désignent les habitacles, micro-architectures, édicules, cabines , aubettes, le plus souvent d'une forme qui s'apparente à celle d'une guérite, et l'appareil téléphonique qu'ils abritent.
Ces appareils munis de dispositifs de paiement se nomment le plus souvent du nom de la compagnie exploitante qui les exploite, tels que Taxiphone (1924), Pointphone (1985) ou Publiphone (1974), cette dernière dénomination étant celle de la compagnie exploitante des publiphones jusqu'à la fin de la commercialisation des télécartes.
En France le paiement des communications évolue, tout d'abord par timbre, par jetons, puis par monnaie et enfin par cartes de diverses technologies : à partir de 1978 débutent des tests publics avec des cartes magnétiques, des cartes holographiques à lecture laser, des cartes thermo-magnétiques puis la carte à puce rigide se généralise à partir de 1984.
Le mot télécarte entre dans le dictionnaire en 1990.
Dans d'autres pays plusieurs autres systèmes de cartes souples ou rigides seront adoptés, magnétiques ou à puces tandis qu'aux États-Unis (par exemple) des appareils à monnaie perdureront en service jusqu'à la fin des téléphones publics.
L'apparition des télécartes permet de développer un nouvel espace publicitaire sur ces supports et amène un engouement imprévu pour ces cartes qui font très rapidement l'objet de collections, de publications spécialisées et de cotations, durant un peu moins d'une vingtaine d'années en France (de fin 1986 et l'apparition de la première carte publicitaire, jusqu'au début des années 2000 environ). Cet engouement s'évapore parallèlement au désintérêt progressif pour les cabines téléphoniques à partir des années 2000 provoqué par l'arrivée et la généralisation de l'usage des téléphones portables à la fin des années 1990 puis par l'apparition des smartphones en 2007. Le déclin de l'usage des cabines, inutilisées et dégradées, la fin de la commercialisation et de la validité des télécartes, puis l'oubli de ces outils par les plus jeunes générations qui ne les ont pas ou très peu utilisés ont entériné l'effondrement de l'intérêt porté aux télécartes, et donc de leur valeur de collection.
Après avoir emprunté diverses formes, y compris intégrées aux abribus, ce n'est qu'à partir de 1975 et l'annonce d'un grand plan de développement pour la publiphonie française (Plan 100 000 cabines) que des modèles standardisés de cabines téléphoniques vont être très rapidement déployés en France et devenir partie intégrante de l'espace public. Durant la première décennie de ce plan et malgré l'engouement qu'il suscite, ce déploiement se heurte aux vols et au vandalisme massif (une cabine sur dix est en dérangement pour cette raison à l'époque) et incite au développement rapide de publiphones à cartes et au remplacement systématique des appareils à monnaie par ces publiphones. Ce remplacement réduit le nombre d'appareils en dérangement pour vandalisme de 90% et permet un plein essor du parc de cabines téléphoniques jusqu'en 1997.
À l'apogée de ce service, au tournant 1997-1998, 241 000 cabines sont en place dans l'Hexagone et les départements et régions d'outre-mer, soit quatre fois plus que ce que prévoyait l'obligation de service public d'une cabine pour 1000 habitants. Mais le développement dès lors très rapide de la téléphonie mobile et de l'accès à Internet pour le grand public condamnent déjà la publiphonie à une fin inexorable, seulement ralentie par les obligations de service public de l'opérateur.
Dès 1998, France Télécom entame une réflexion sur un redéploiement de certaines des cabines les moins utilisées vers des sites présumés plus profitables.
La disparition graduelle de la contrainte de service public sonnera la dépose et le démantèlement de masse de la quasi-totalité des installations.

### Évolution du nombre de cabines téléphoniques en service sur la voie publique en France métropolitaine et dans les départements d'outre-mer
| Année | Nombre de cabines en service                                                                                               | Pourcentage de cabines à cartes |
| ----- | --- | --- |
| 1946  | 1004 | 0% |
| 1947  | 1068 | 0% |
| 1948  | 891 | 0% |
| 1949  | 813 | 0% |
| 1950  | 775 | 0% |
| 1951  | 763 | 0% |
| 1952  | ? | 0% |
| 1953  | 819 | 0% |
| 1954  | 869 | 0% |
| 1955  | 954 (le 6 octobre 1955, installation de la première cabine téléphonique installée sur la voie publique en France, à Paris) | 0% |
| 1956  | 1350 | 0% |
| 1957  | 1034 | 0% |
| 1958  | 1214 | 0% |
| 1959  | ? | 0% |
| 1960  | 1423 | 0% |
| 1961  | ? | 0% |
| 1962  | ? | 0% |
| 1963  | ? | 0% |
| 1964  | ? | 0% |
| 1965  | ? | 0% |
| 1966  | ? | 0% |
| 1967  | ? | 0% |
| 1968  | ? | 0% |
| 1969  | ? | 0% |
| 1970  | ? | 0% |
| 1971  | 4600 | 0% |
| 1972  | 6500 (environ) | 0% |
| 1973  | 13300 | 0% |
| 1974  | 18500 (environ) | 0% |
| 1975  | 22800 | 0% |
| 1976  | 32400 | 0% |
| 1977  | 39600 | 0% |
| 1978  | 57300 | 0% (un publiphone à cartes holographiques en expérimentation à Paris dans un hôtel) |
| 1979  | 78800 | 0% |
| 1980  | 102300 | 0% (13 publiphones prototypes à cartes holographiques en service à Paris) |
| 1981  | 124900 | 0% (fin 1980 : 50 publiphones à cartes holographiques en service en France) |
| 1982  | 146000 | 0% |
| 1983  | 167000 | 0% (Un peu plus d'un millier de publiphones à cartes holographiques en service en France, 10 prototypes de publiphones à cartes à puce en service à Lyon, 10 en service à Blois)                                                                |
| 1984  | ? | ?% |
| 1985  | ? | ?% (Premières installations de publiphones à cartes à puce à Paris) |
| 1986  | 176000 | 12% |
| 1987  | 169000 | 17% (Abandon des cartes holographiques) |
| 1988  | 169000 | 24% |
| 1989  | 170000 | 31% |
| 1990  | 170000 | 42% |
| 1991  | 173000 | 50,3% |
| 1992  | 177000 | 58% |
| 1993  | 180000 | 70% |
| 1994  | 190000 | 75% |
| 1995  | 206000 | 76% |
| 1996  | 211000 | 83% |
| 1997  | 226000 | 88% |
| 1998  | 241000 (nombre maximal de cabines en service)                                                                              | 93% |
| 1999  | 240000 | 95% |
| 2000  | 230000 | 98% |
| 2001  | 214000 | 100% |
| 2002  | 200000 | 100% / passage à l'Euro |
| 2003  | 190000 | 100% |
| 2004  | 189000 (début officiel du démantèlement progressif du parc de cabines, de facto amorçé dès 1999)                           | 100% |
| 2005  | 180000 | 100% |
| 2006  | 169000 | 100% |
| 2007  | 166000 | 100% |
| 2008  | 158000 | 100% |
| 2009  | 143000 | 100% |
| 2010  | 137000 | 100% |
| 2011  | 129000 | 100% |
| 2012  | 116000 | 100% |
| 2013  | 94000 | 100% |
| 2014  | 69000 | 100% (fin de commercialisation des télécartes) |
| 2015  | 39000 | 100% |
| 2016  | 17300 (environ) | 100 % (fin de validité des télécartes) |
| 2017  | 6800 uniphones | 0 % (les publiphones sont devenus des uniphones, c'est-à-dire des téléphones publics à services restreints d'où l'on peut appeler les numéros d'urgence, se faire appeler, ou appeler avec une carte de paiement ou une carte prépayée à code.) |
| 2018  | 508 uniphones maintenus dans les zones blanches en attente de couverture mobile                                            | 0 % (100 % d'uniphones maintenus dans les zones blanches en attente de couverture mobile |
| 2019  | 100 uniphones (selon la presse) maintenus dans les zones blanches en attente de couverture mobile                          | 0% (100 % d'uniphones) |
| 2020  | 26 uniphones (selon la presse) maintenus dans les zones blanches en attente de couverture mobile                           | 0 % (100 % d'uniphones) |
| 2021  | 25 uniphones (selon la presse) maintenus dans les zones blanches en attente de couverture mobile                           | 0 % (100 % d'uniphones) |
| 2022  | 14 uniphones (selon la presse) maintenus dans les zones blanches en attente de couverture mobile                           | 0% (100 % d'uniphones) |
| 2023  | 4 uniphones (selon la presse) maintenus dans les zones blanches en attente de couverture mobile                            | 0% (100 % d'uniphones) |
| 2024  | 1 uniphone maintenu en Alsace (à Murbach) dans une zone blanche en attente de couverture mobile                            | 0% (100 % d'uniphones) |
| 2025  | 1 uniphone maintenu en Alsace (à Murbach) dans une zone blanche en attente de couverture mobile                            | 0% (100 % d'uniphones) |

### Déclin, suppressions, avenir
La suppression des 5 450 cabines encore en service en France métropolitaine (en septembre 2017) est planifiée pour la fin de l'année 2017 épilogue d'un déclin entamé avec l'apparition du téléphone portable. Depuis l'apogée de 241 000 cabines en 1998, leur nombre a décliné du fait d'un moindre usage et d'une moindre rentabilité. Malgré une baisse de leur fréquentation due à l'émergence de la téléphonie mobile, elles continuent d'être utilisées, notamment par des personnes insuffisamment équipées ou soucieuses de préserver leur anonymat, ou encore parce que les tarifs peuvent y être plus économiques vers certaines destinations.
Dans l'Hexagone et les départements et régions d'outre-mer, bien que l'exploitation du service de publiphonie (terme officiel) soit ouvert à la concurrence, l'ARCEP a confié la gestion des cabines publiques à l'opérateur du service universel, actuellement France Télécom (renommé ensuite Orange). L'opérateur historique a retiré progressivement les publiphones qu'il ne considère plus comme rentables, c'est-à-dire dont la durée d'utilisation est inférieure au seuil de cinq minutes par jour. 60 % des cabines ont disparu depuis 1997. Entre fin 2007 et 2008, la durée des communications a baissé de moitié.
Au nom du service universel, l'opérateur historique était tenu d'assurer un maillage minimum du territoire, même dans les zones géographiques de faible fréquentation où elles ne sont pas rentables : chaque commune devait ainsi être équipée d'au moins une cabine téléphonique, et des cabines supplémentaires doivent être installées au-delà de 1 000 habitants.
Les cabines françaises possédaient un système automatique d'alerte en cas de panne.[réf. nécessaire] La maintenance et le nettoyage de la cabine sont externalisés, la réparation des téléphones est assurée par un des 22 techniciens spécialisés.[réf. nécessaire] France Télécom semble s'acheminer vers une externalisation de cette maintenance des téléphones. Les syndicats accusent l'opérateur de délaisser ses cabines, ce qui repousserait les clients potentiels et accentuerait le phénomène de la vitre cassée.[réf. nécessaire]
Néanmoins, la croissance de la téléphonie mobile reste le facteur majeur de la baisse d'utilisation des publiphones. France Télécom affirme travailler sur une nouvelle version des cabines,. Un prototype de cabine téléphonique de nouvelle génération a vu le jour en 2010 à titre expérimental sur l'avenue des Champs-Élysées à Paris, celui-ci permettait notamment d'accéder à un navigateur Web et employait la technologie Voix sur IP,,.
La loi française (reprécisée par l'arrêté du 14 février 2012) prévoit l'existence d'une cabine téléphonique par commune et d'une seconde cabine pour les communes de plus de 1 000 habitants. France Télécom a été désignée en 2012 pour deux ans, pour fournir la composante du « service universel » d’accès à des cabines téléphoniques publiques installées sur le domaine public ou à d'autres points d'accès au service téléphonique au public.
Début 2014, l'Autorité de régulation des communications électroniques et des postes, questionne dans un avis paru au journal officiel l'utilité publique des cabines téléphoniques.
Citée par un article des Échos, Orange déclare qu'« entre 2000 et 2013, on a constaté 95 % de décroissance des usages. Et cela s’est accéléré depuis deux ans, on est actuellement à –47 % » ; à brève échéance, les cabines pourraient disparaître. En avril 2015, Orange donne les chiffres suivants : il reste « près de 40 000 cabines au titre du service universel ». Ces cabines n'engendrent « qu’environ 12 millions d’euros de chiffre d’affaires annuel » contre « 516 millions d’euros » en 2000. C'est alors que les autorités acceptent le démantèlement de ces cabines résiduelles en sortant les cabines publiques du service universel avec la loi Macron amendée par le Sénat le 14 avril 2015. Cet amendement supprime l'obligation de service universel concernant la publiphonie à la condition que les communes concernées par le retrait soient couvertes par les réseaux mobiles 2G à fin 2016 et 3G fin 2017.
À la suite de cette loi et de la fin de validité des télécartes en 2016, la plupart des cabines téléphoniques subsistantes sont rapidement désinstallées. À Paris, la dernière cabine est démontée en juin 2017.
Dans certaines communes, les cabines sont conservées et parfois reconverties en mini-bibliothèques. En septembre 2017, Le Figaro a dénombré 1 527 télécabines « sauvées » de cette manière.
En 2020, Stéphane Richard, PDG de Orange, déclare que seules vingt-six cabines subsistent en France, dont deux cabines en Haute-Garonne.
Le 25 mars 2022 le collectif Observatoire international pour la réinstallation des cabines téléphoniques (OIRCT) revendiquant le « droit à vivre sans smartphone », remet en service une cabine téléphonique à Grenoble. C'est selon elle une « première mondiale » et elle projette d'en réinstaller 21 autres dans l'agglomération, alors que la seule ville de Grenoble en comptait autrefois 450 selon elle,. Le collectif grenoblois milite pour le droit à vivre sans portable et contre la numérisation généralisée.
Interrogée en septembre 2022 par les Dernières Nouvelles d'Alsace, l'entreprise Orange déclare qu'il reste encore « 96 cabines à déposer » et « 14 cabines en fonctionnement ». Le même mois, TF1 annonce 5 cabines toujours en service.
Durant l'été 2023, selon Orange, au moins 4 cabines téléphoniques sont toujours en service (sans compter celles désactivées mais pas encore démontées, celles en attente de transformation et dont le téléphone a été déposé, et celles transformées pour divers usages).

### La dernière cabine téléphonique de France métropolitaine
Début juillet 2024, le magazine Paris Match publie un article sur une cabine téléphonique présumée être la dernière en service en France et localisée à Murbach, hameau d'Alsace en Florival. Cet article est particulièrement relayé et la cabine locale recueille un enthousiasme imprévu. Parmi les raisons, outre la visibilité de l'article, le numéro de la cabine, le 03 89 74 11 53, est transmis dans l'article, et des lecteurs appellent sans relâche, faisant continuellement sonner la cabine que le plupart des habitants et des touristes ne voyaient plus ou présumaient déconnectée, et des personnes décrochent et parlent avec leurs interlocuteurs surprises. La cabine devient ainsi un véritable phénomène localement et sur les réseaux, et elle provoque un engouement dont la commune cherche logiquement à tirer profit pour attirer les touristes. Les appels provenant de toute la France et de pays étrangers, un registre a été placé à disposition dans la cabine afin que les personnes décrochant le combiné notent l'origine des communications.
Encore située en zone blanche durant l'été 2024, la cabine est maintenue par Orange afin de garder un moyen de joindre les secours, notamment en cas de panne électrique .
Orange communique très peu sur les dernières cabines téléphoniques en service mais présente celle-ci comme la dernière. Cette déclaration contredit pourtant de précédentes affirmations et de nombreux journaux ont annoncé à plusieurs reprises avoir trouvé les dernières cabines en service : en l'occurence il pourrait s'agir de la dernière cabine fonctionnelle mais pas du dernier téléphone public puisque qu'existeraient d'autres appareils encore service sur la voie publique dans le Territoire de Belfort et la Drôme. Rien ne permet donc de déterminer que cette cabine est la dernière car aucune liste exhaustive n'existe.
Comme l'ensemble des dernières cabines fonctionnelles après la fin de validité des télécartes en 2016, cette cabine est équipée d'un appareil de type uniphone permettant seulement d'appeler des numéros d'urgences et des numéros gratuits, de téléphoner à partir de codes, ou de se faire appeler.
Au printemps 2025, la cabine téléphonique de Murbach est toujours en service.

### État des lieux dans les territoires d'outre-mer (2024)
En septembre 2024, 590 cabines téléphoniques subsistent en état de marche en Polynésie française, dans les territoires d'outre-mer, dont 500 sur la seule île de Tahiti. Ce chiffre concerne probablement tous les publiphones encore service, y compris ceux sans cabines. Ces téléphones publics fonctionnent avec des cartes à code à gratter (OPT card). Ils sont maintenus en service et entretenus même si leur utilisation s'est considérablement réduite. Malgré cela, un trafic existe encore, le plus important se trouve au petit centre pénitentiaire d'Uturoa à Raiatea et génère "590 277 XPF par an, soit en moyenne 49 190 XPF par mois".
Le retrait des cabines téléphoniques est à l'étude même si le matériel est encore en parfait état de marche (sur certaines îles, leur installation ne date que d'une dizaine d'années).

### Le retour des cabines en France métropolitaine
À la suite d'un article publié dans le magazine local grenoblois, Le Postillon durant le printemps 2021 et dénommé L'appel des cabines, ce journal évoque la remise en service des cabines téléphoniques publiques. Associé à un collectif (l’Observatoire international pour la réinstallation des cabines téléphoniques (OIRCT)) les membres du journal lancent l'idée d'une cabine téléphonique mobile et la transporte dans plusieurs endroits de Grenoble. Selon un article du journal Le Parisien, il s'agirait d'une « première mondiale » ; le 25 mars 2022, cette cabine téléphonique en état de fonctionnement a été inaugurée dans un parc de la ville sous les yeux de nombreux habitants mais aussi ceux des membres du collectif.
Commown, acteur strasbourgeois qui lutte contre l’obsolescence programmée des produits électroniques, et Telecoop, un opérateur télécom coopératif, présentent en juin 2024 à Strasbourg un prototype de cabine low-tech comme alternative ou comme réponse au “tout-numérique”, à la fracture numérique, au danger des écrans et à la dépendance aux smartphones et également au cyberharcèlement. Telecoop envisage d'implanter ces cabines à proximité d'école pour retarder l'âge d'utilisation du premier téléphone, à proximité des centres d’accueil et d’hébergement des SDF et dans des lieux stratégiques, notamment pour les femmes et enfants battus. Parmi les autres arguments avancés il y a la capacité à communiquer en cas de catastrophe et de coupure de courant.
Ces cabines téléphoniques, construites en bois et en plexiglas, sont équipés de vieux téléphones à cadran tournant et de tablettes 4G pour téléphoner, consulter Internet, s'orienter dans la ville, ou recharger son téléphone portable,.

### Galerie

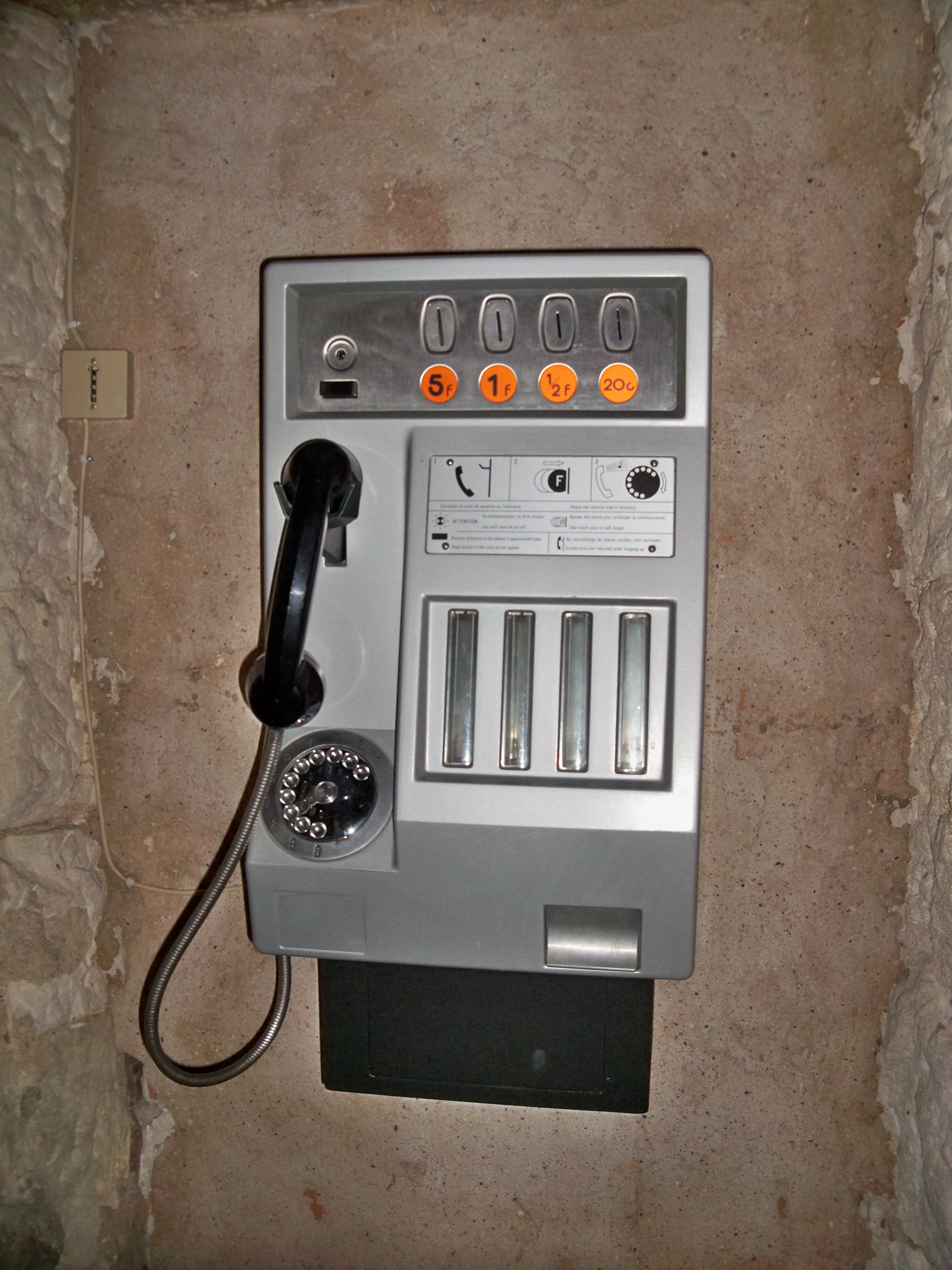
Publiphone Type 800 à pièces, livré neuf durant dix années environ en France à partir de 1974.
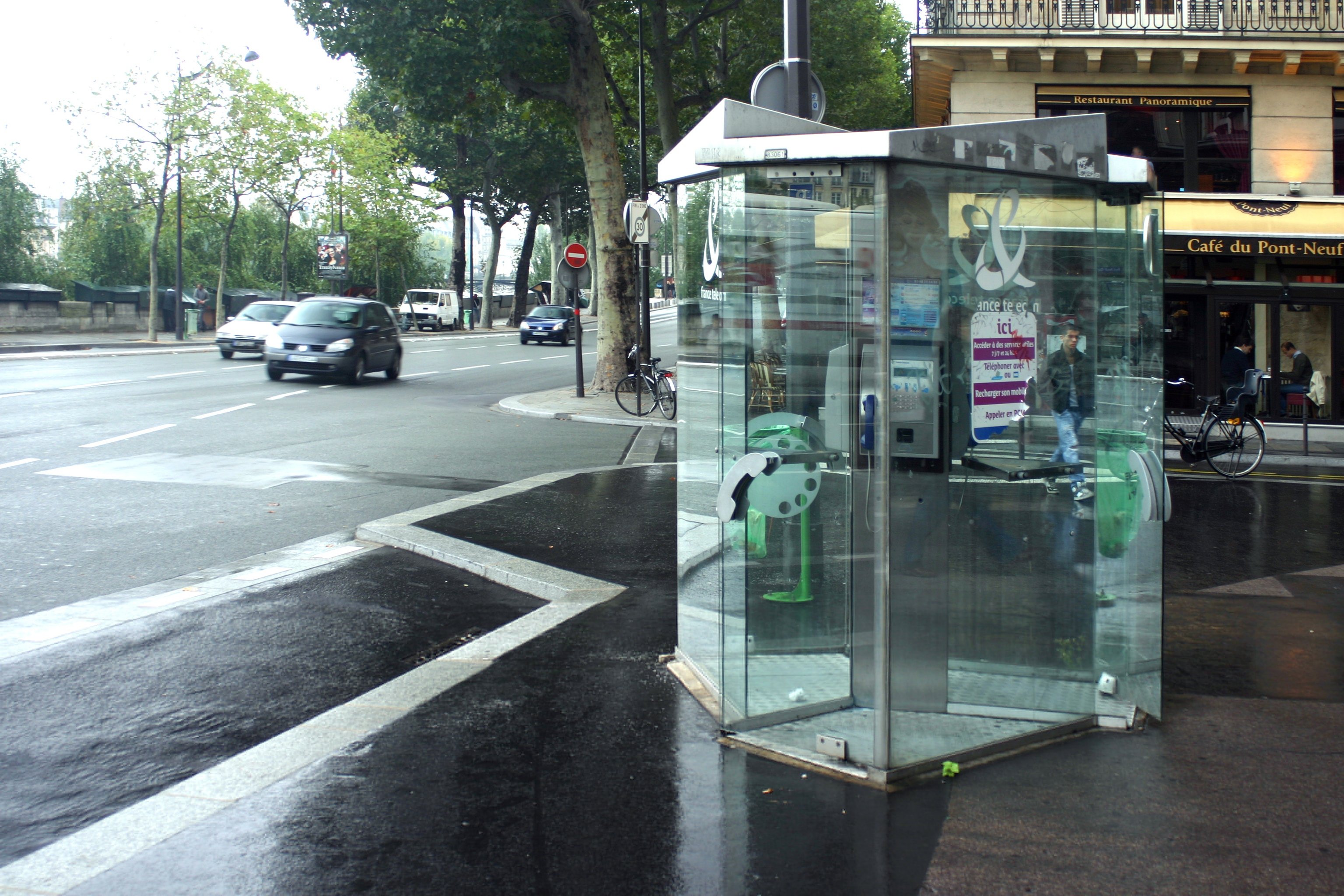
Cabines type Paris triple, livrées neuves de 1977 à 1987 et Publiphone PF16 commercialisé à partir de 1992. Angle quai du Louvre et rue de l'Arbre sec, Paris, France (2006).
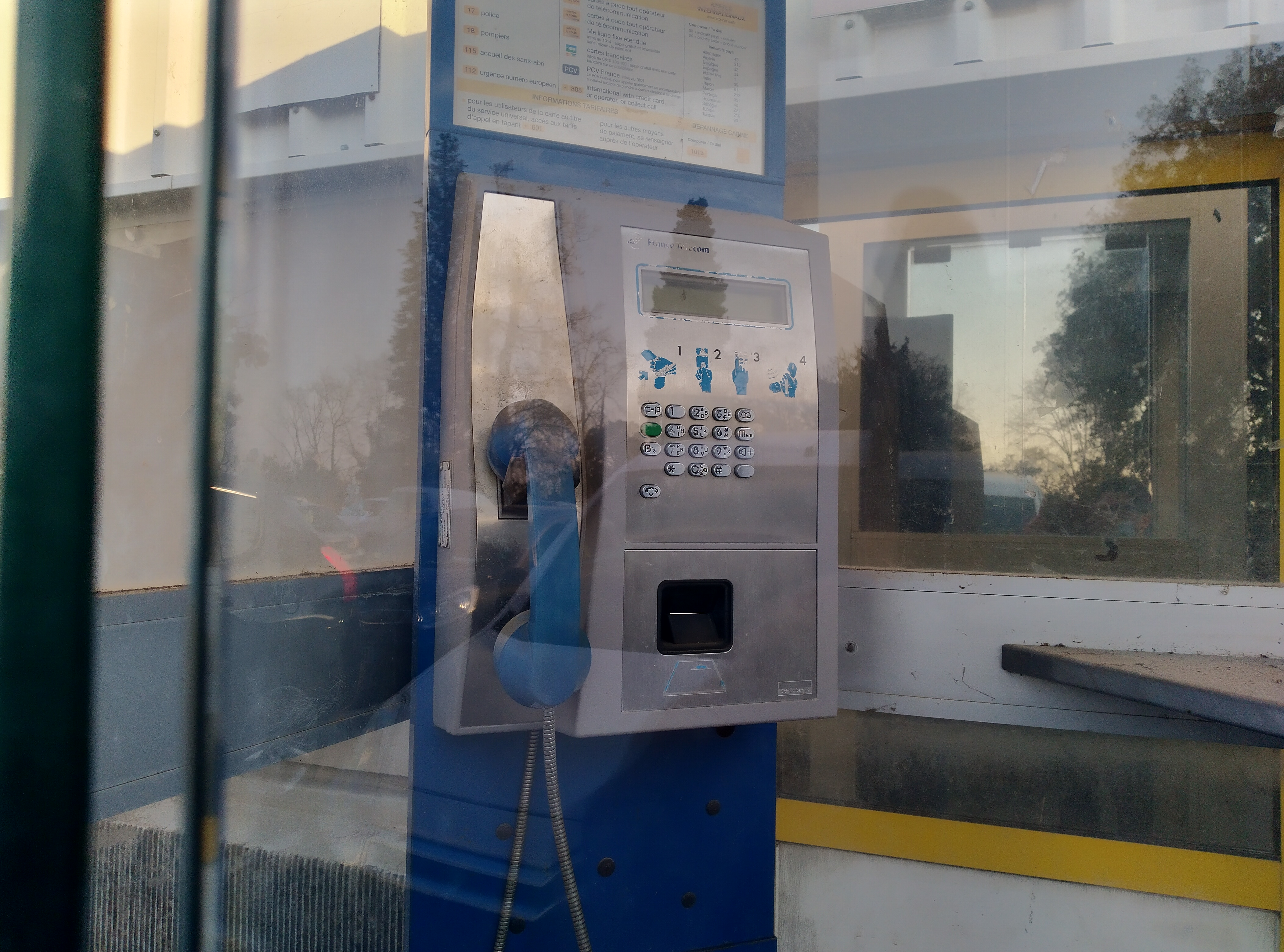
Publiphone PF16 à cartes, France (2022).
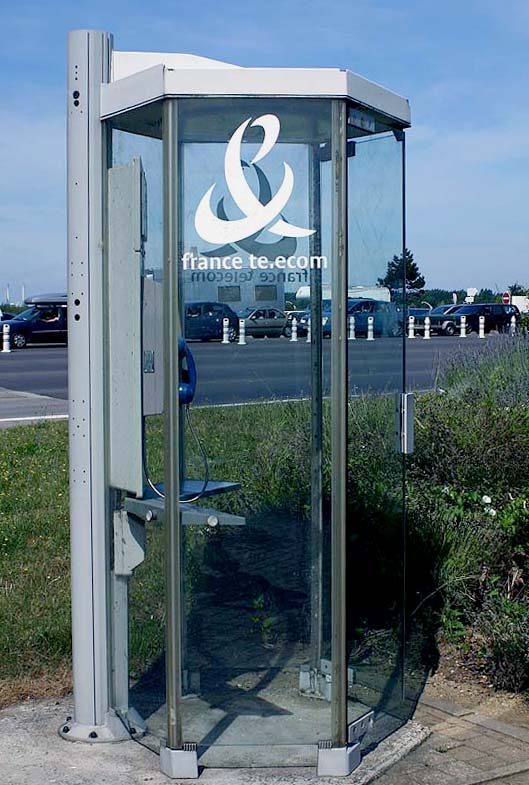
Cabine type 601 SP et Publiphone PF16 à cartes, France (2006).
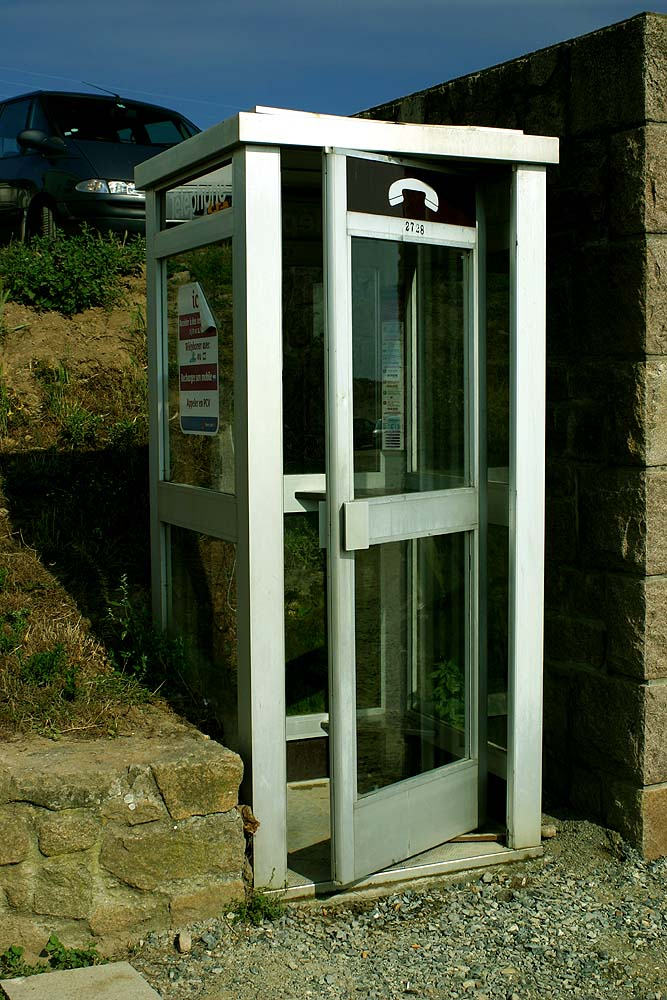
Cabine téléphonique type La parisienne, à simple porte, France (2006).
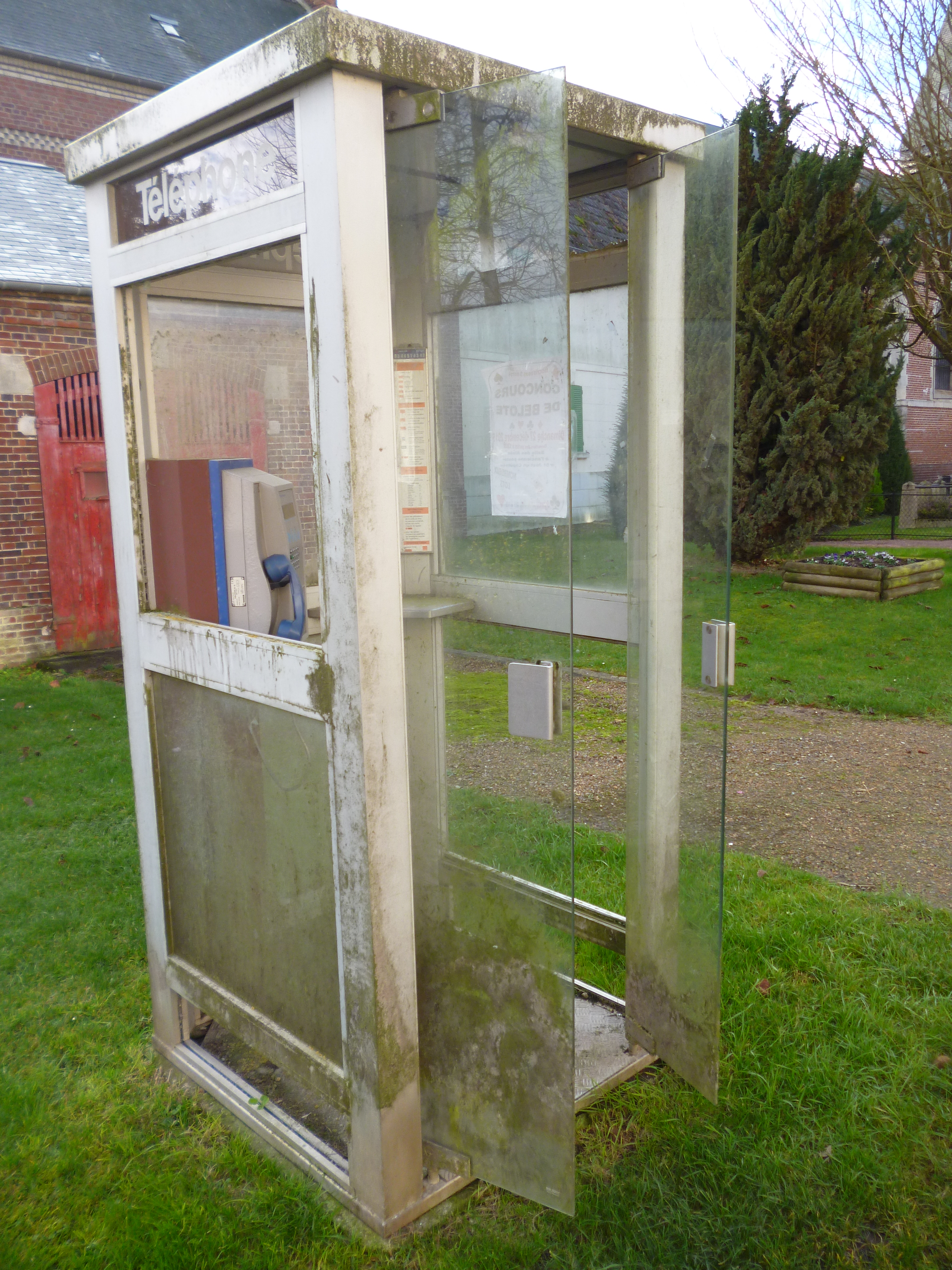
Ansauvillers, France, Cabine téléphonique type La parisienne à double portes en verre sans montant en 2015, France. La cabine n'est plus entretenue ni utilisée depuis longtemps comme l'atteste son état.

## Les cabines téléphoniques à l'étranger

### Allemagne
L'Allemagne aurait inauguré le 12 janvier 1881, la première "cabine téléphonique" d'Europe sur la Potsdamer Platz à Berlin. Les États-Unis et la France, indiquent également avoir proposé la première cabine téléphonique et plusieurs dates variant entre 1878 et 1889 sont avancées pour le prouver.
De 1947 à 1994 les cabines jaunes de la Bundespost sont aisément reconnaissables. Au milieu des années 1990, sous la gérance de Telekom, le nombre de cabines téléphoniques culmine en Allemagne à 160000. Fin 2022, 12000 cabines sont encore en service. Toutes les cabines à cartes subsistantes sont désactivées le 21 novembre 2022 tandis que les cabines à télécartes le sont à la fin janvier 2023. Leur démontage est planifié pour s'achever en 2025, mais outre les cabines conservées par des collectionneurs ou reconverties à d'autres usages, 3000 cabines subsisteront et seront modifiées pour accueillir des dispositifs d'amplification du signal des téléphones portables.
Le Musée de la communication de Berlin (de) possède une importante collection de cabines téléphoniques (une cinquantaine de pièces, toutes époques confondues). À proximité est érigé un mémorial de la “cabine téléphonique inconnue”.

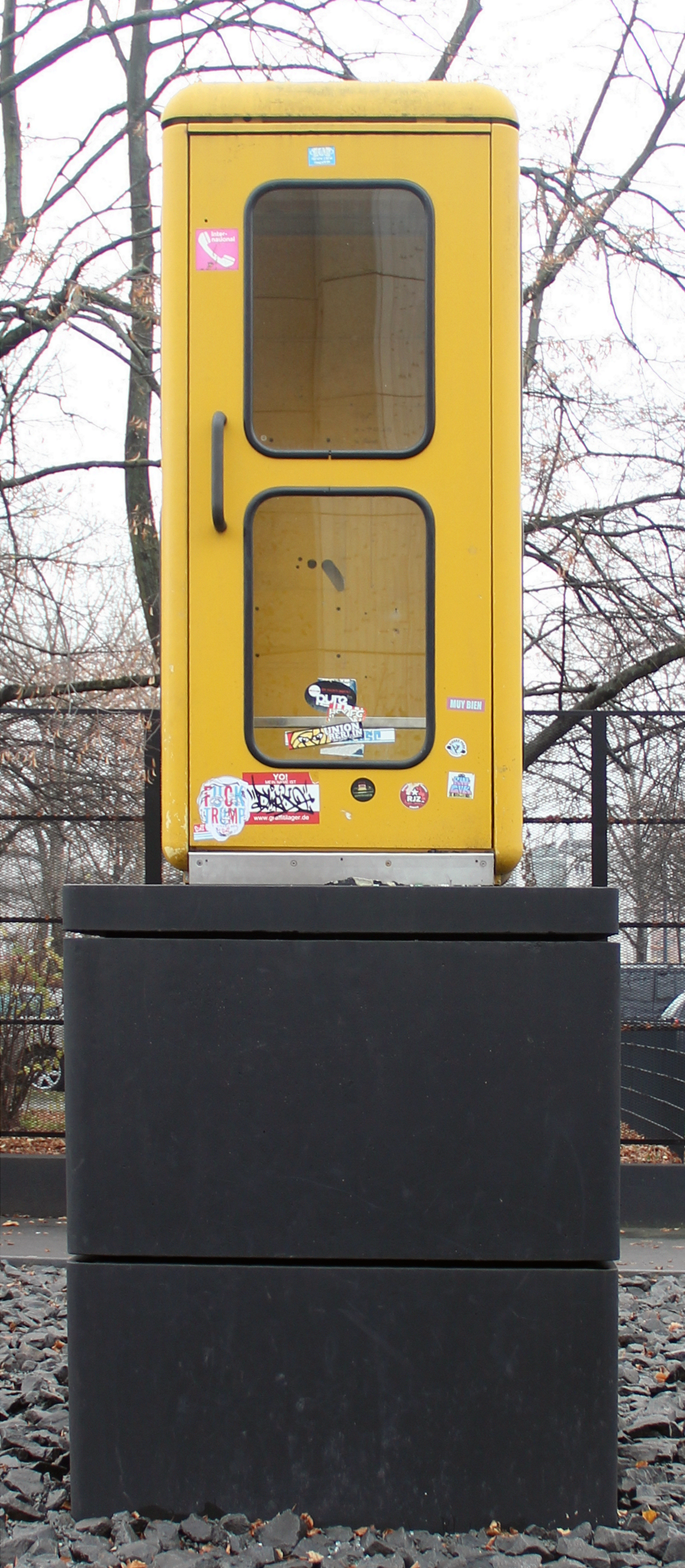
Mémorial de la cabine téléphonique inconnue, à Berlin, Leipziger Straße 9, Berlin-Mitte.
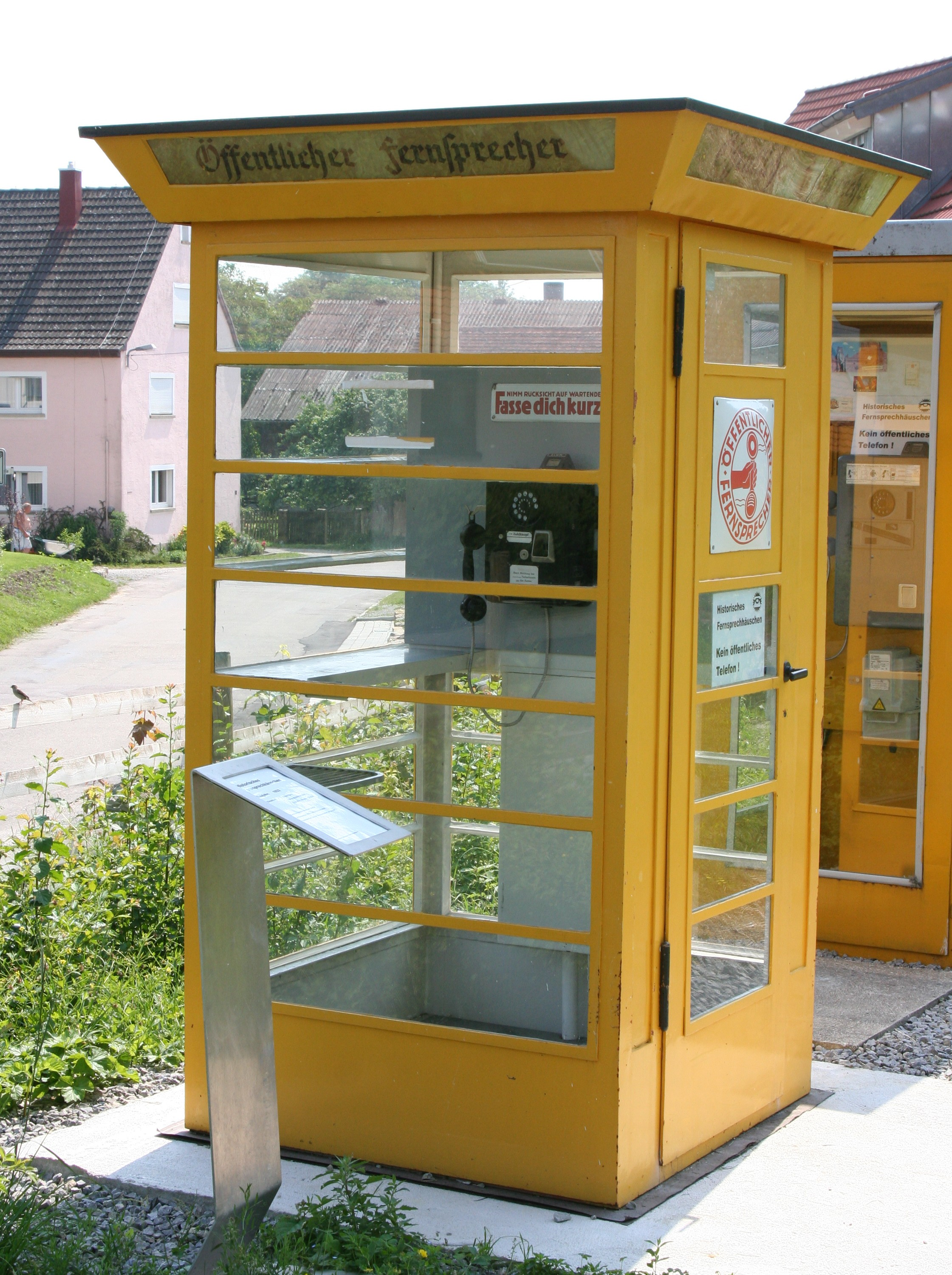
Cabine allemande de 1932.
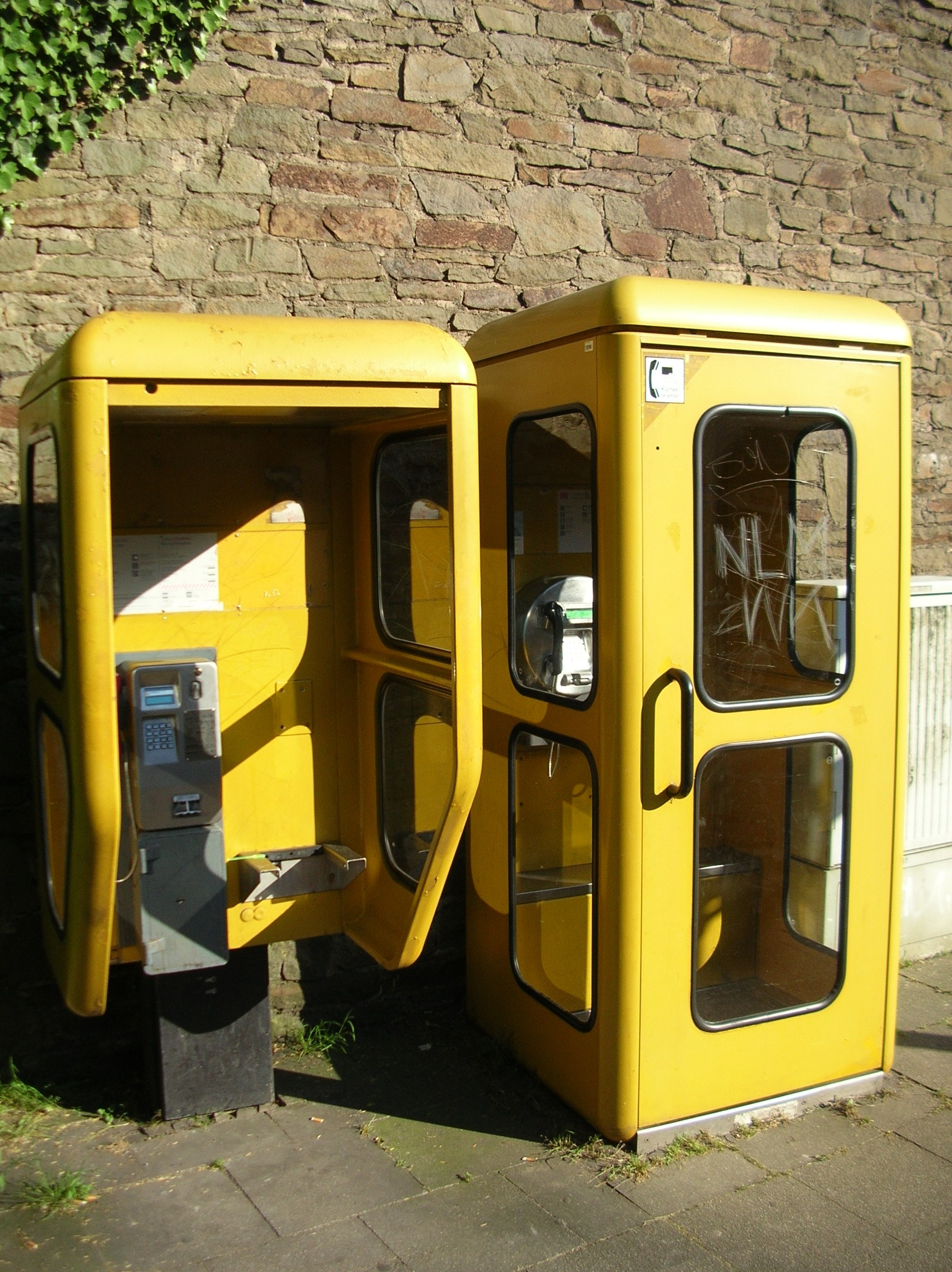
Cabines installées par la Deutsche Bundespost, cabine gauche pour les utilisateurs de fauteuils roulants.
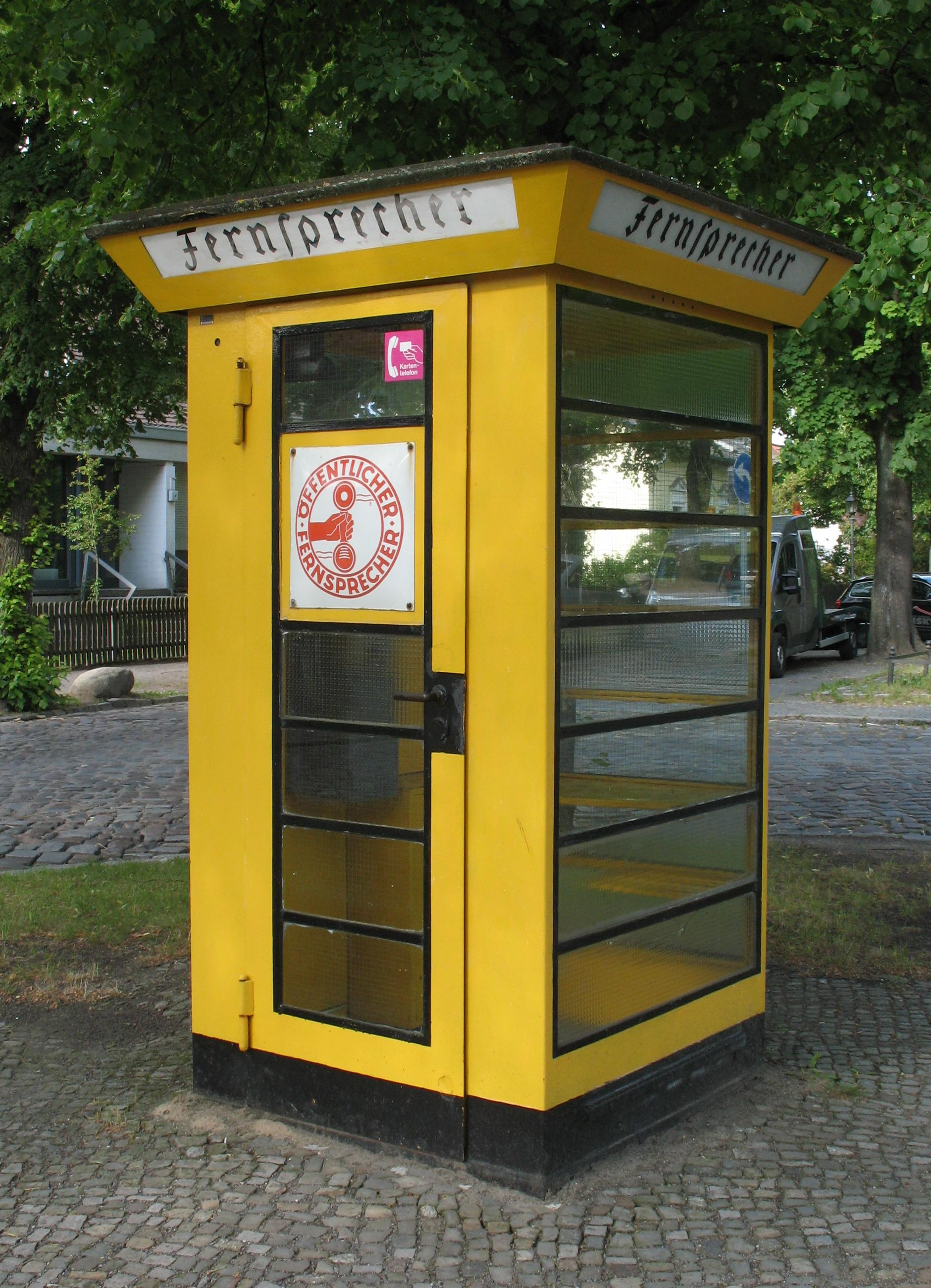
Berlin, Allemagne.
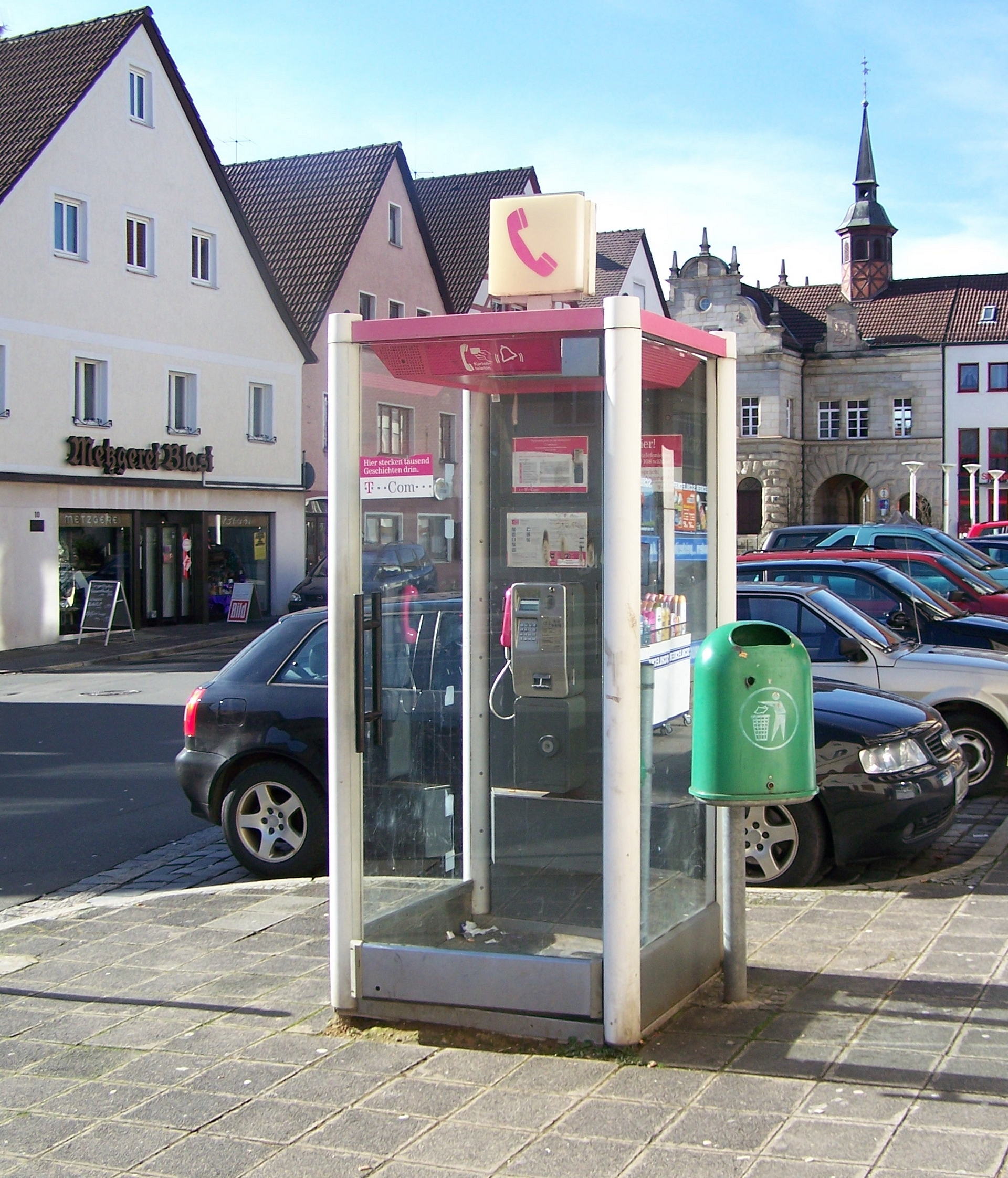
Allemagne (un modèle contemporain).
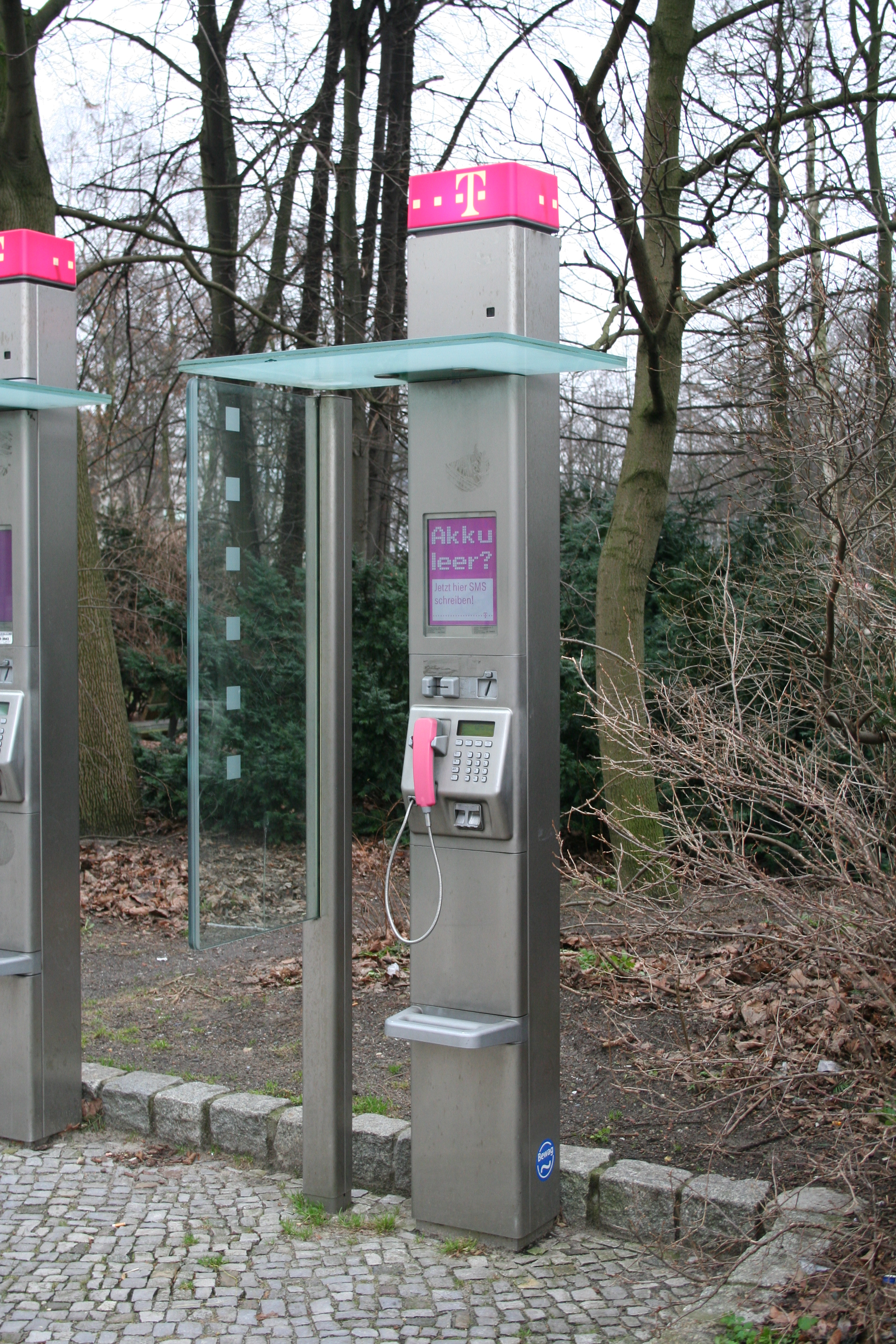
Pilier téléphonique au lieu de cabine.

### Andorre
La Principauté d'Andorre est encore équipée de cabines téléphoniques en service à ce jour,.

### Australie
En vertu de l'obligation de service universel (USO), le gouvernement exige légalement de l'opérateur Telstra qu'il veille à ce que les services téléphoniques standard et les téléphones publics soient « raisonnablement accessibles à tous les habitants de l'Australie ». Certaines communautés, notamment dans les régions reculées, dépendent des téléphones publics, de même que les personnes qui n'ont pas accès à un téléphone mobile.
À l'apogée du service, au début des années 1990, le pays comptait plus de 80 000 téléphones publics. Au 30 juin 2016, selon l'ACMA, il y avait environ 24 000 téléphones publics en Australie. Le 3 août 2021, alors qu'il restait 15 000 téléphones publics dans toute l'Australie, Telstra annonce que tous les appels à partir de téléphones publics vers des lignes standards locales et nationales de téléphones fixes et de mobiles en Australie deviendraient gratuits, et que Telstra ne prévoyait pas d'éliminer davantage de téléphones publics,. Un an plus tard, Telstra annonce avoir installé des points Wi-Fi gratuits sur 3000 de ses téléphones publics et planifier d'équiper l'ensemble des 15000 téléphones publics de son parc de la sorte.

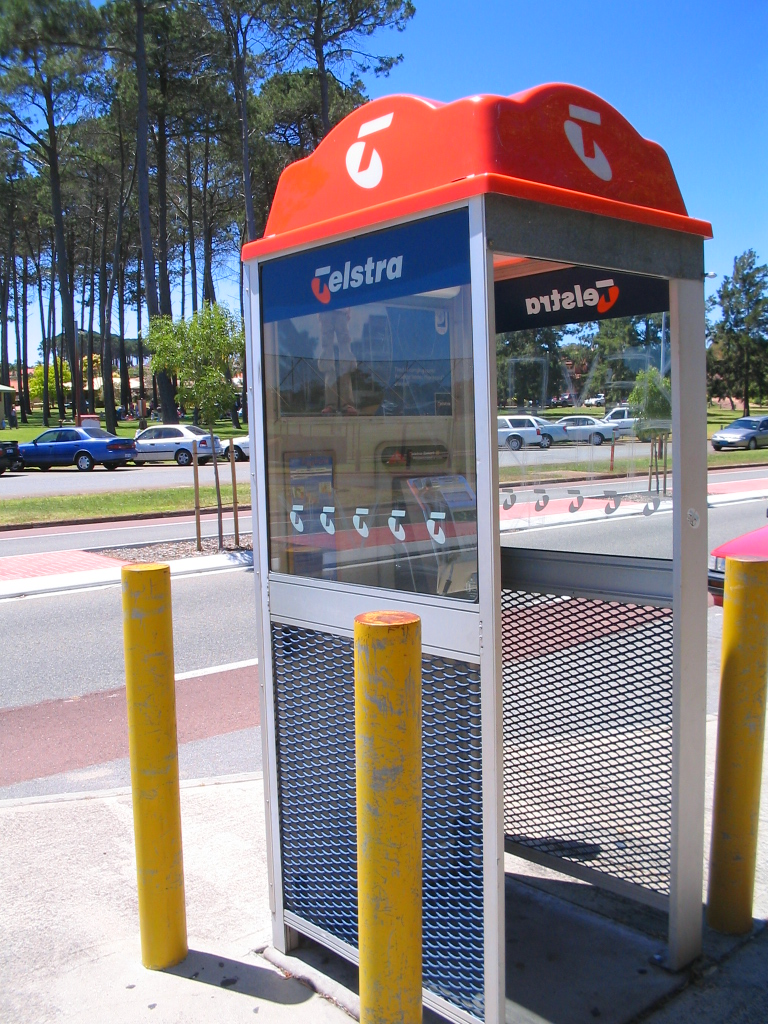
Winthrop (en), Australie.

### Belgique
En Belgique, les premières cabines en aluminium sont déployées à partir de l'Exposition universelle de 1958. La société de télécommunications Belgacom, détenue majoritairement par l'État, en exploite 18 000 à l'apogée de leur déploiement, en 1997. En 2008, il en subsiste 8 000 mais en 2013 l’utilisation moyenne d’une cabine étant tombée à une communication par mois, au 1er juin 2015, plus aucune cabine n'est en service. La dernière cabine démontée se trouvait à Anvers,.

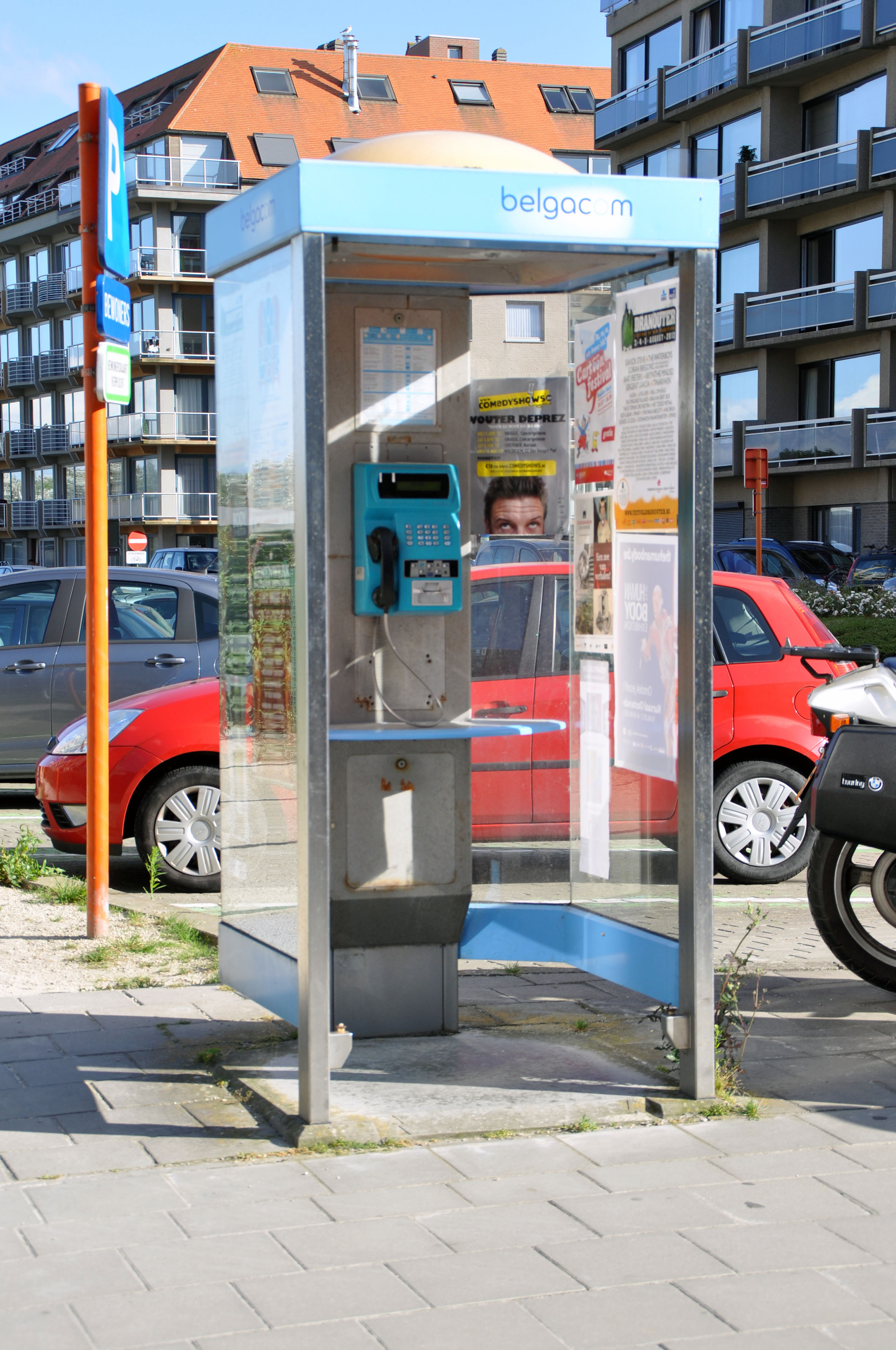
Belgique, 2012.

### Chine

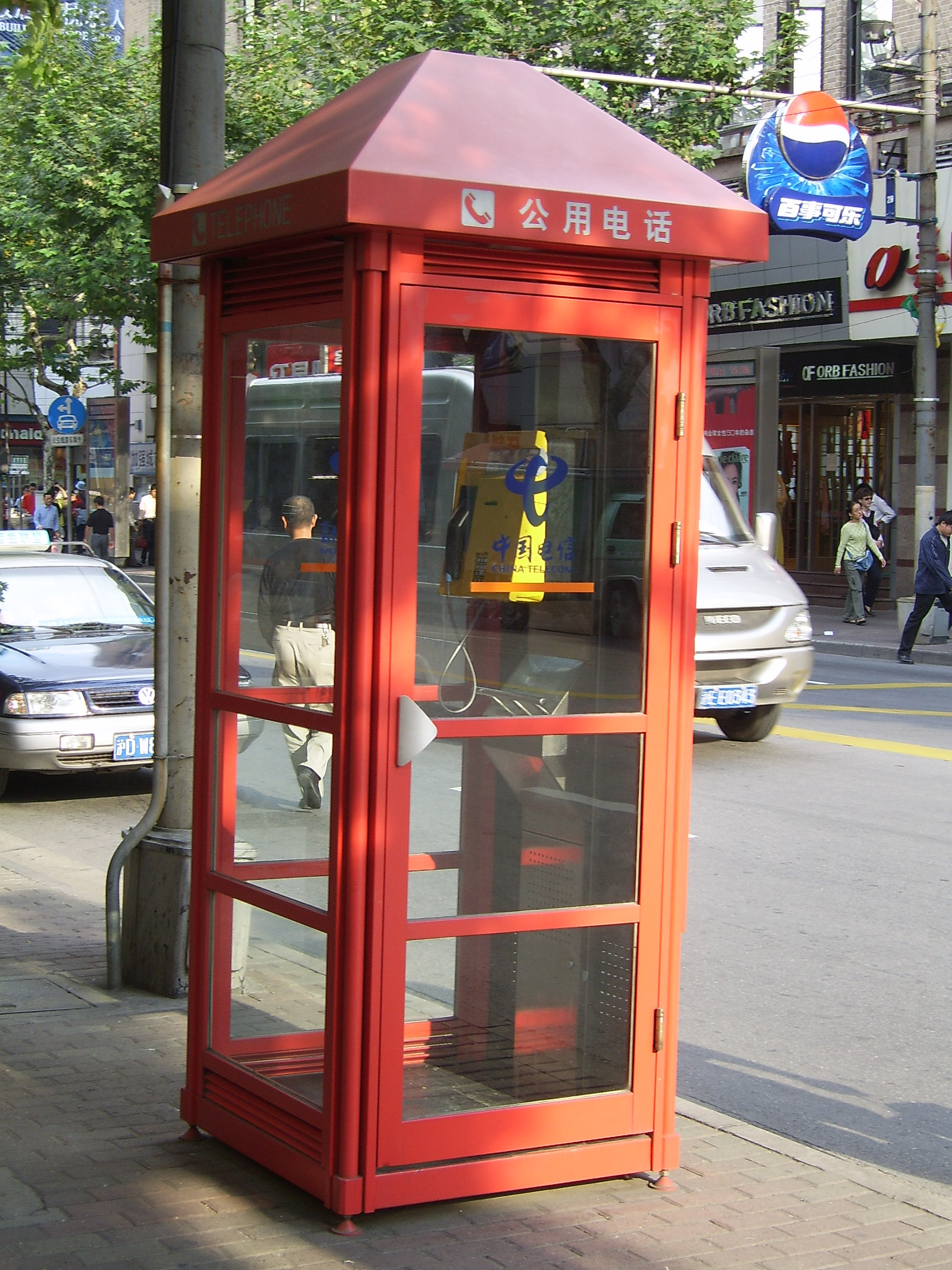
Shanghai, Chine.
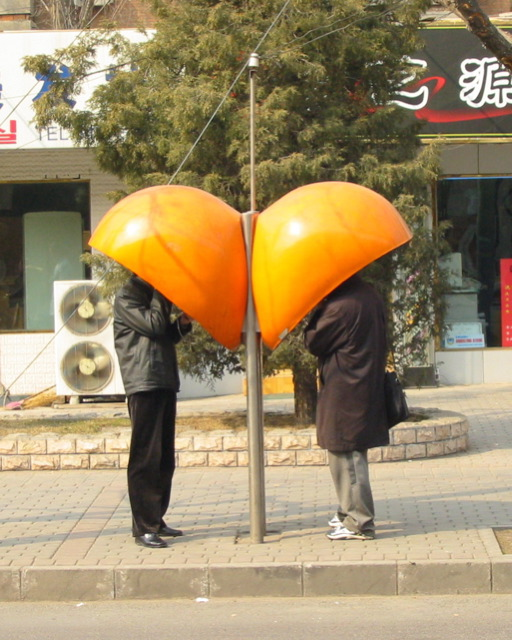
Pékin, Chine.

### Danemark
Le 13 décembre 2017, les trois dernières cabines téléphoniques publiques du Danemark ont vu leurs lignes supprimées, elles étaient situées dans la ville d'Aarhus.

### États-Unis
En 1995, 2,6 millions de téléphones publics sont installés aux États-Unis. La très grande majorité d'entre eux fonctionne avec de la monnaie et quelques-uns sont adaptés pour la lecture de cartes téléphoniques et de cartes bancaires. Seulement 5 % d'entre-eux étaient encore en service en 2018 : environ un cinquième des 100 000 téléphones publics restants se trouvait à New York selon la FCC, mais ne subsistaient que 4 cabines téléphoniques à New York, toutes situées dans l'Upper West Side à Manhattan ; les autres étant des téléphones publics sans cabines (payphones) ou des appareils convertis en hotspots WiFi. Les appels entrants n'étaient plus disponibles, mais les appels sortants étaient gratuits. En février 2020, la ville de New-York confirme que, malgré un plan visant à supprimer des dizaines de téléphones publics, les cabines emblématiques continueraient d'être entretenues,. Le 23 mai 2022 les derniers téléphones installés dans l'espace public new-yorkais (qui ne sont pas des cabines mais des “payphones”) sont supprimés,, mais des téléphones publics et des cabines téléphoniques subsistent un peu partout dans le pays et subsisteraient également dans la ville, même s'il semble impossible d'en dresser la liste. La plupart ne sont plus en service, mais il subsiste néanmoins toujours des appareils en fonction. Les principales compagnies qui opéraient ces téléphones publics se sont retirées (Sprint en 2006, AT&T en 2008 et Verizon en 2011) et les téléphones publics encore en service sont désormais exploités par plus d'un millier de compagnies privées indépendantes aux conditions tarifaires qui leur sont propres mais souvent prohibitives pour les personnes qui ne possèdent pas de téléphones.
Découlant de ce constat émergent des initiatives de remise en service de téléphones publics proposant des appels gratuits,,. Parmi elles, Futel (en) qui a réinstallé 13 téléphones publics à Portland au service des plus démunis et des personnes qui ne possèdent pas de téléphone ou qui refusent de souscrire à la numérisation généralisée de la société. Les appels sur ces appareils sont gratuits et Futel propose également gratuitement un service de messagerie vocale et de standard d'information.

### Finlande
En 2007, les sociétés Finnet et TeliaSonera Finland suppriment leurs téléphones publics, et le dernier opérateur restant, Elisa Oyj, l'a fait au début de la même année.

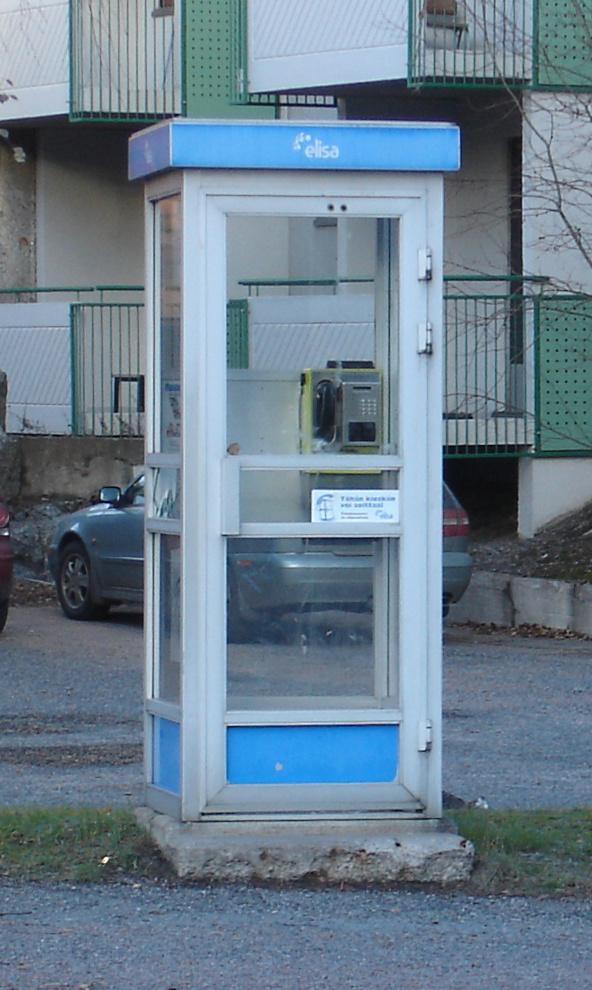
Cabine téléphonique à Tampere, en 2006.

### Irlande
Eir, le transporteur de l'obligation de service universel en ce qui concerne les téléphones publics, a systématiquement supprimé les téléphones publics qui tombent sous l'exigence minimale de conservation, d'une moyenne mobile d'une minute d'utilisation par jour sur six mois.
En juin 2019, 456 emplacements conservent des publiphones (aucun dans l'ensemble du comté de Leitrim), contre 1320 en mars 2014.

### Italie
En octobre 2023, environ 2 000 cabines téléphoniques seraient toujours en fonction sur le territoire italien, dont 650 à Milan, où fut jadis installée la toute première cabine italienne. À ce stade, un projet envisage de conserver et de renouveler ces cabines pour les adapter à l'époque : elle devraient permettre de téléphoner gratuitement sur les fixes et mobiles nationaux, vérifier les horaires des transports et spectacles, et réserver les billets ou un taxi par l'intermédiaire d'une interface multilingue. Ces appareils bénéficieront en outre d'une fonctionnalité pour lutter contre la violence contre les femmes et les phénomènes de petite délinquance : un bouton permettra à quiconque se sent menacé dans la rue de contacter directement un opérateur pour obtenir de l'aide.

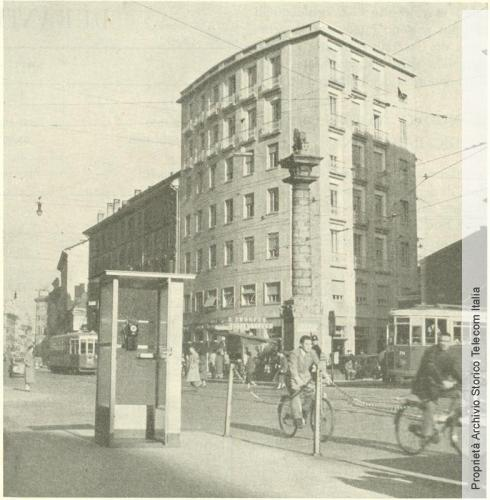
Une des premières cabines téléphoniques, à Milan (fin années 50 / début années 60).

### Japon
Il restait 108 000 cabines téléphoniques et téléphones publics en service en 2022, soit un peu plus d'un siècle après l’installation des premiers téléphones publics en 1900 à Tokyo (il y en a eu jusqu'à 935 000 en 1984). Verts pour les appels nationaux, gris pour l’international, ces téléphones sont assez peu utilisés et déficitaires pour les opérateurs mais ils sont maintenus pour les territoires isolés et pour leur utilité en cas de catastrophes naturelles puisque lors des derniers séismes et tsunamis le réseau mobile s'est très vite trouvé saturé ou en dérangement. De surcroit 61 800 téléphones spéciaux sont maintenus en service dans des lieux publics identifiés comme des centres d’évacuation potentiels et ne peuvent être utilisés qu’en cas de catastrophes,.

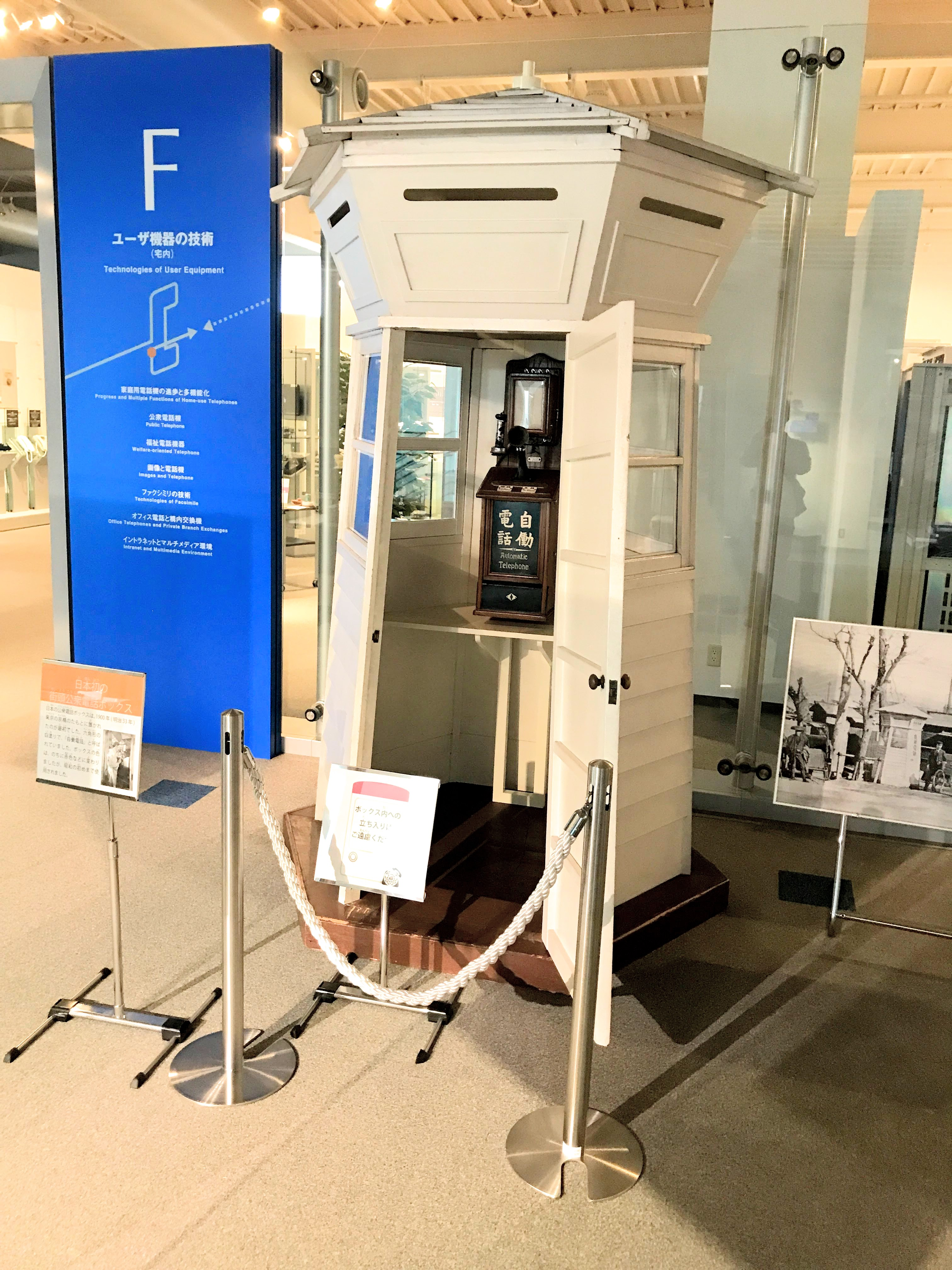
Reproduction de la première cabine téléphonique publique du Japon, installée en 1900. Collection du musée d'histoire technique NTT InterCommunication Center.
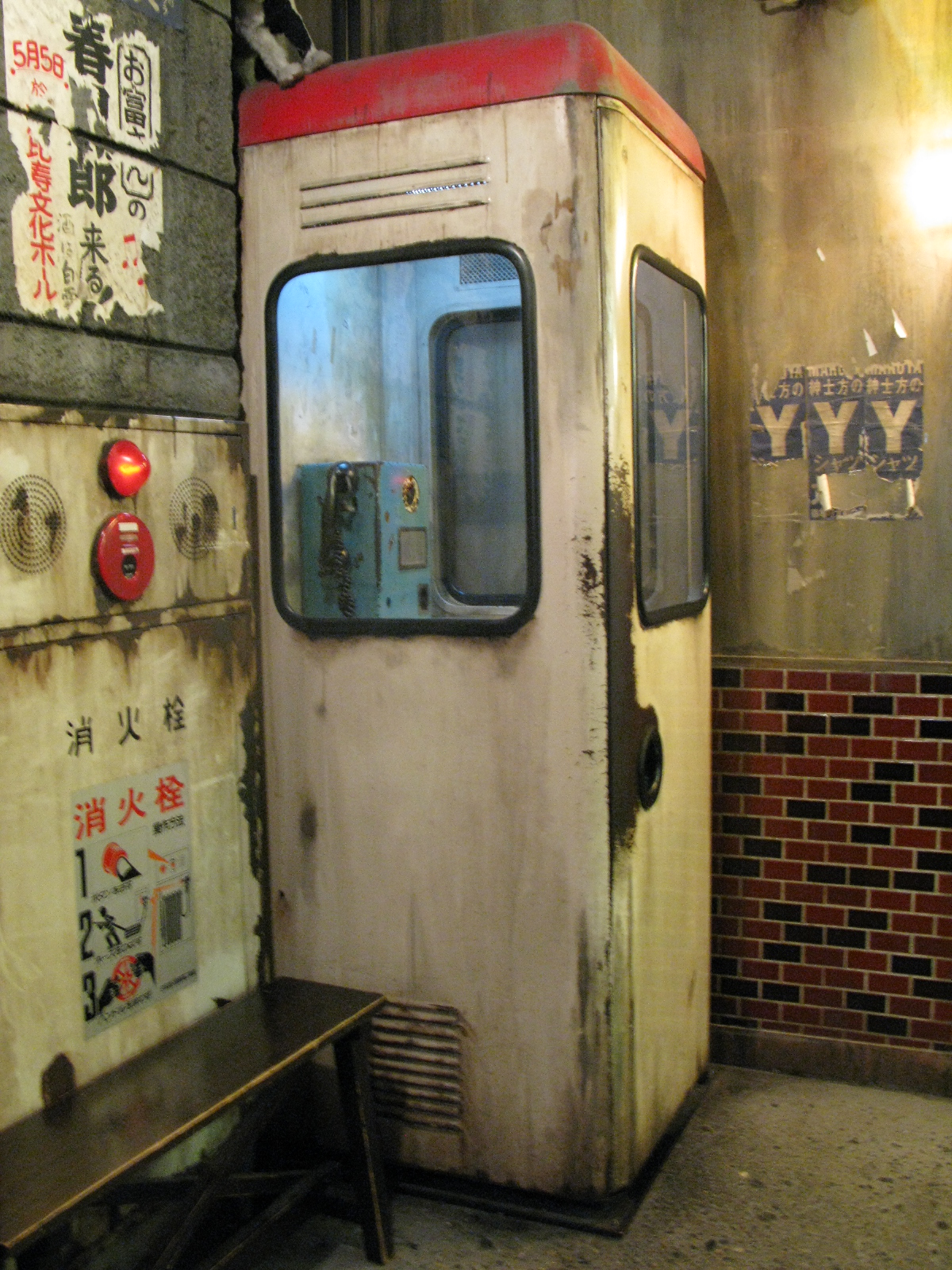
Réplique d'une cabine de l'Ère Shōwa au Musée du rāmen de Shin-Yokohama.
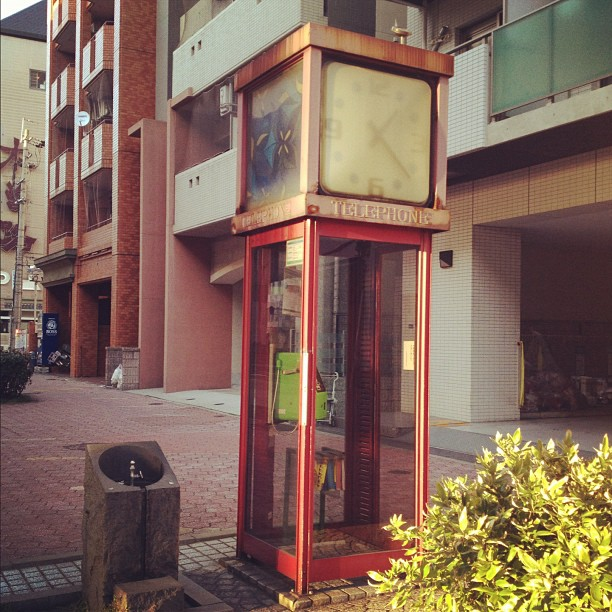
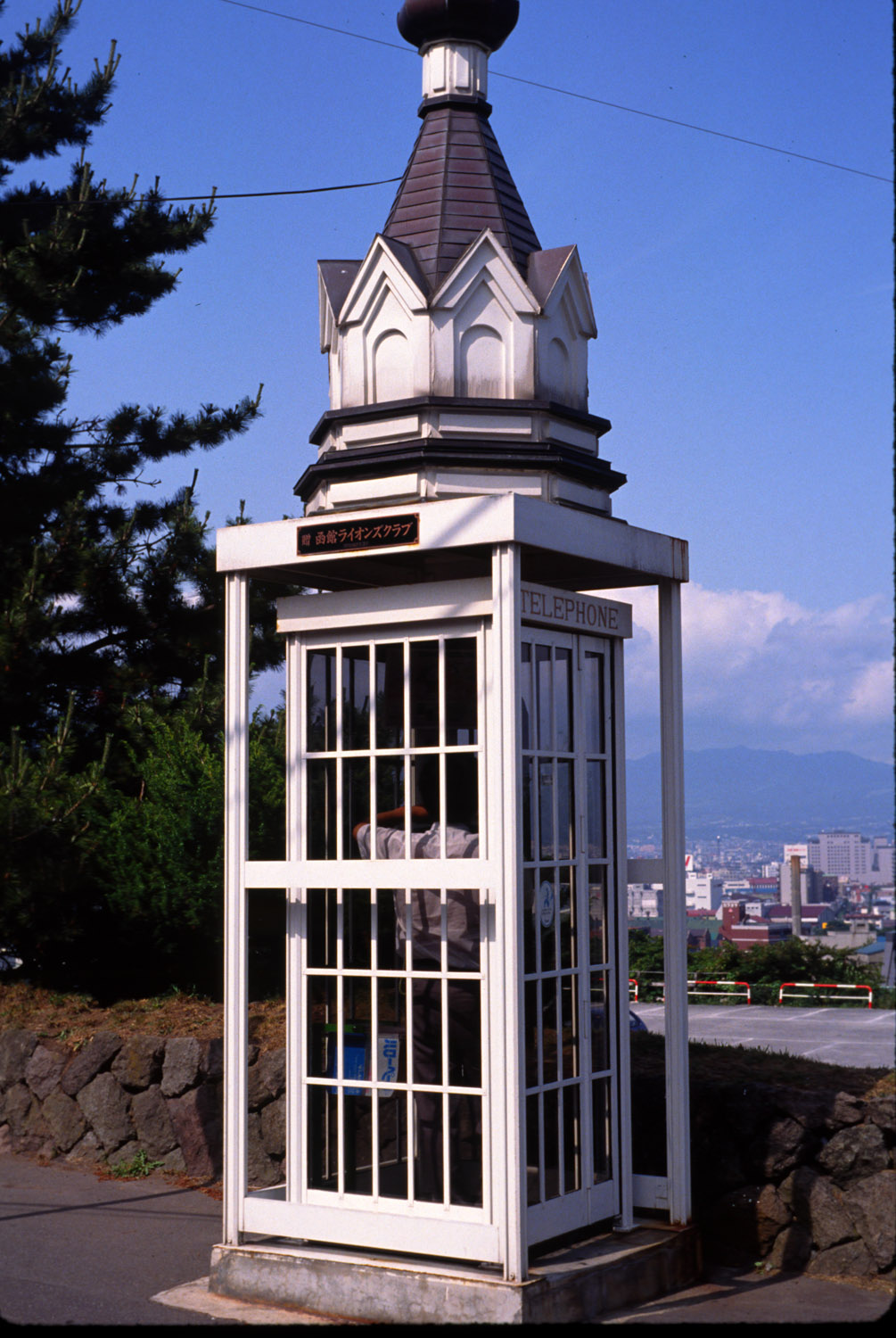
Hakodate, Japon.
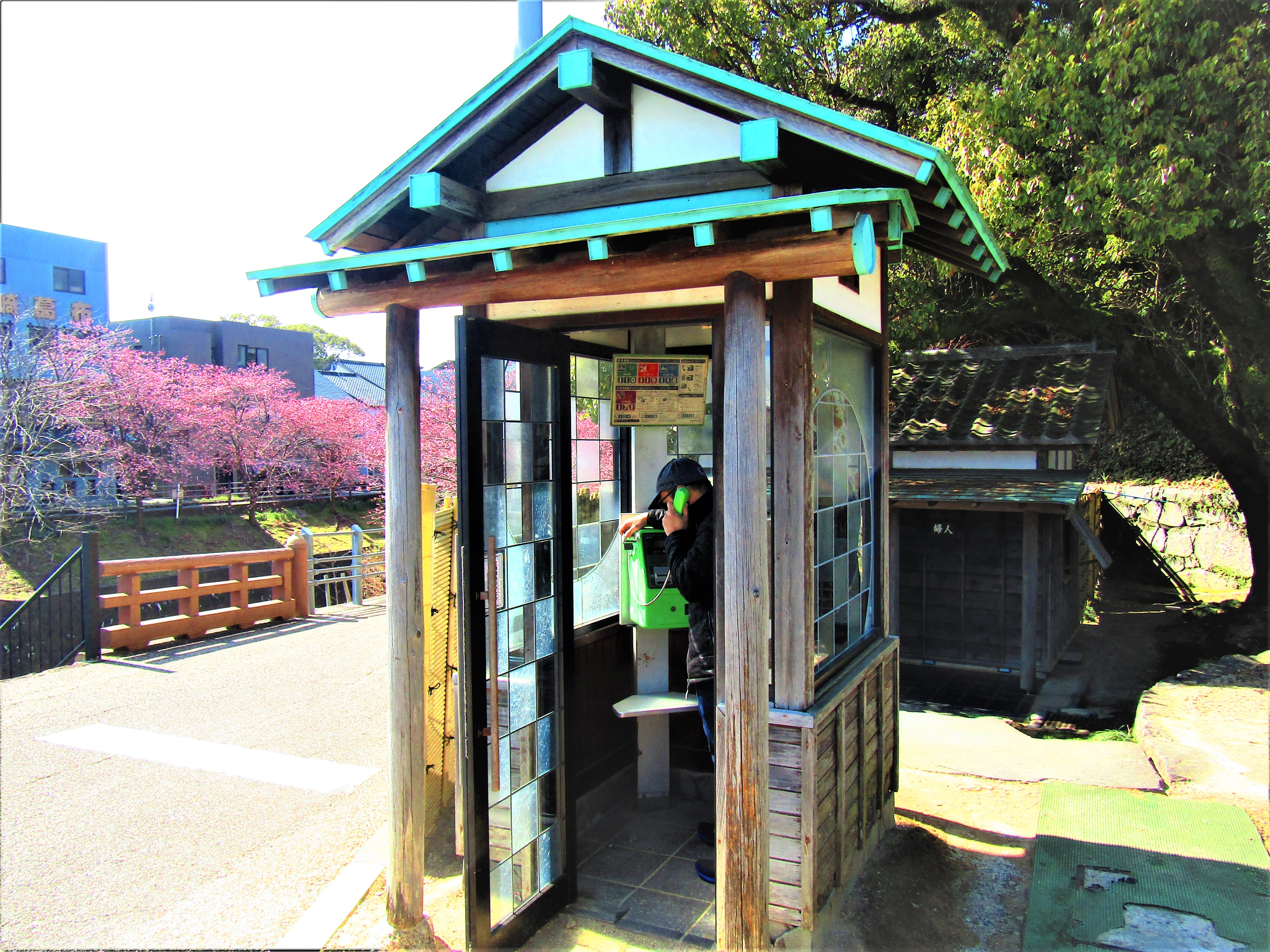
Kakegawa City
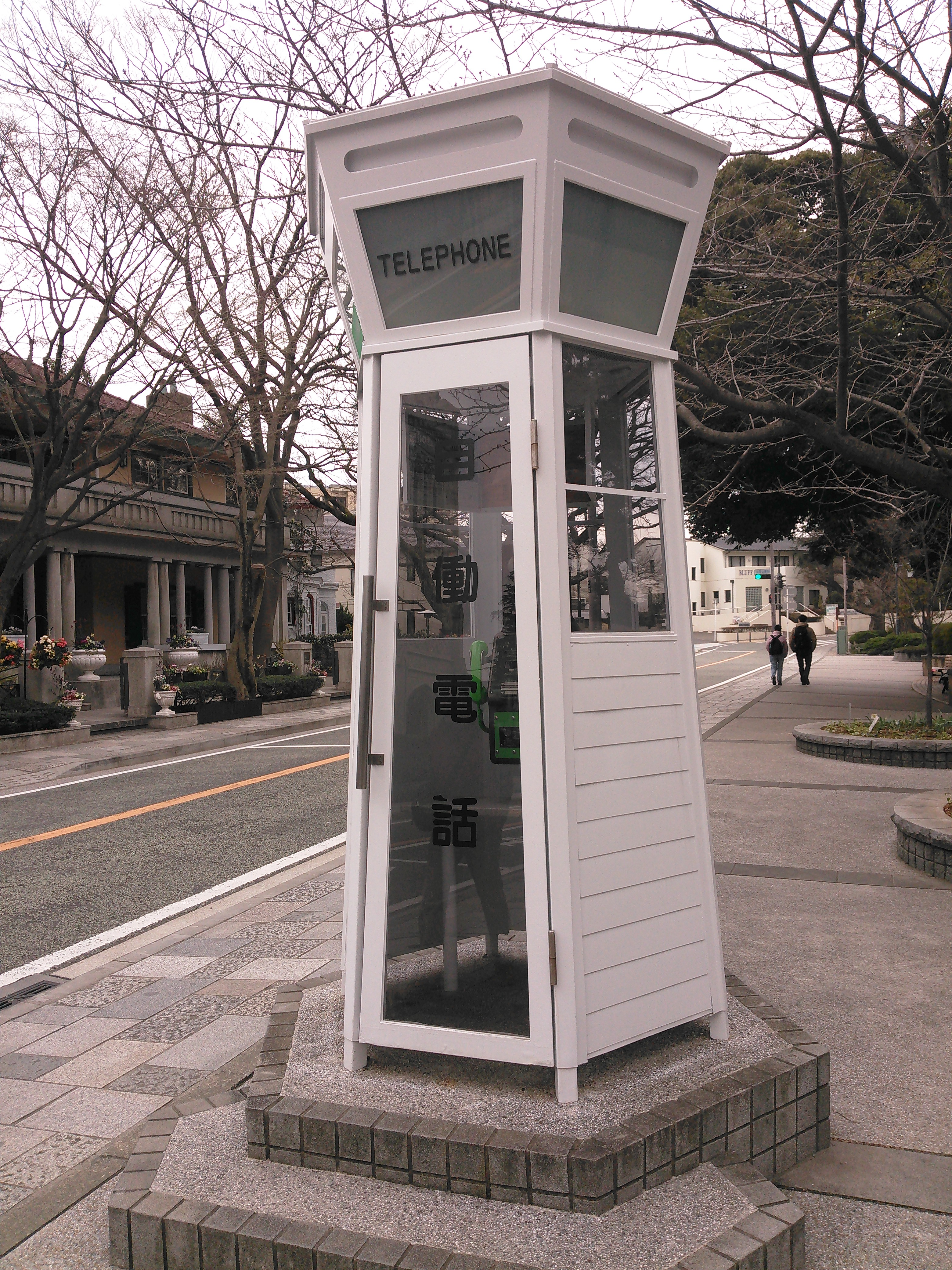
Yokohama
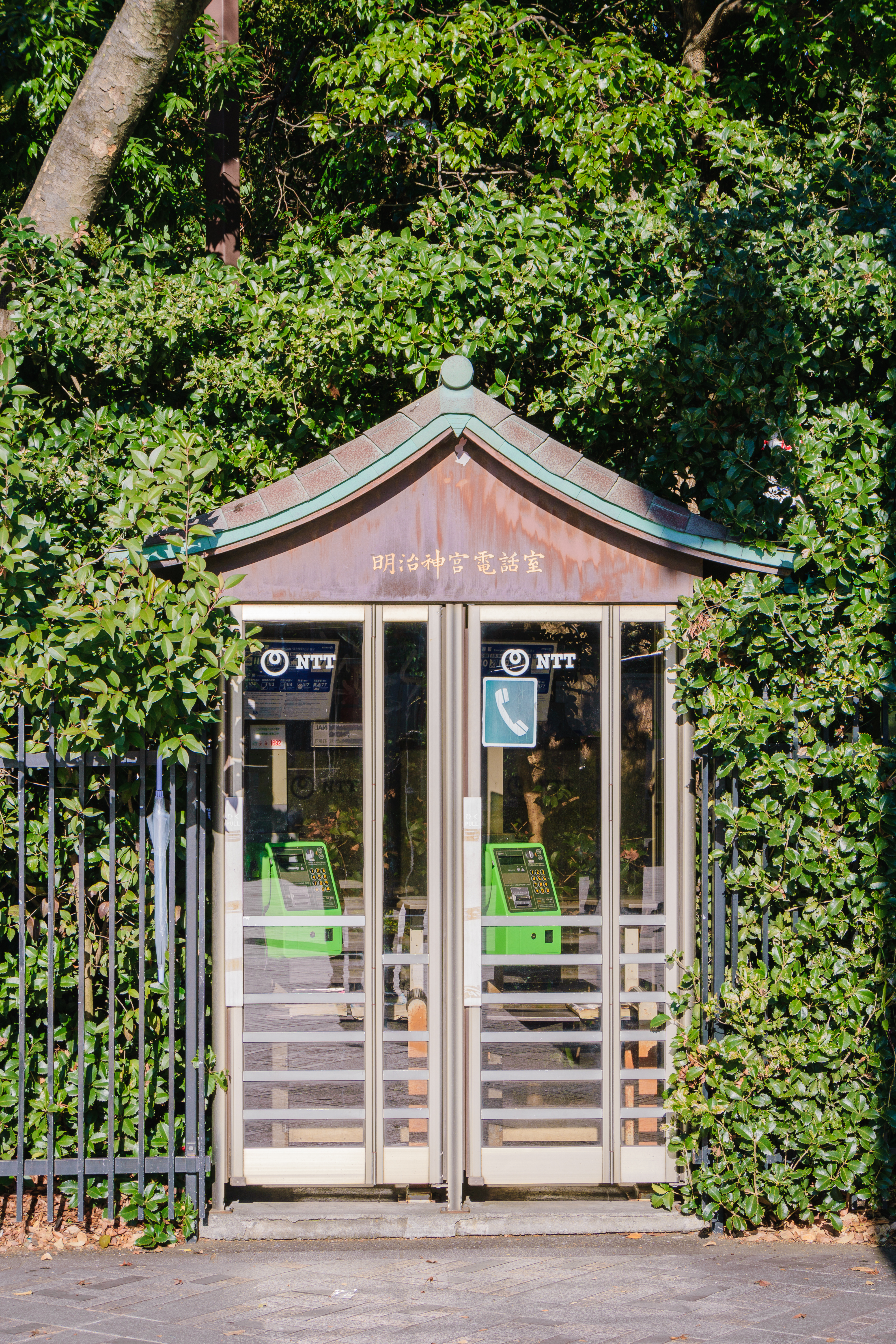
Tokyo
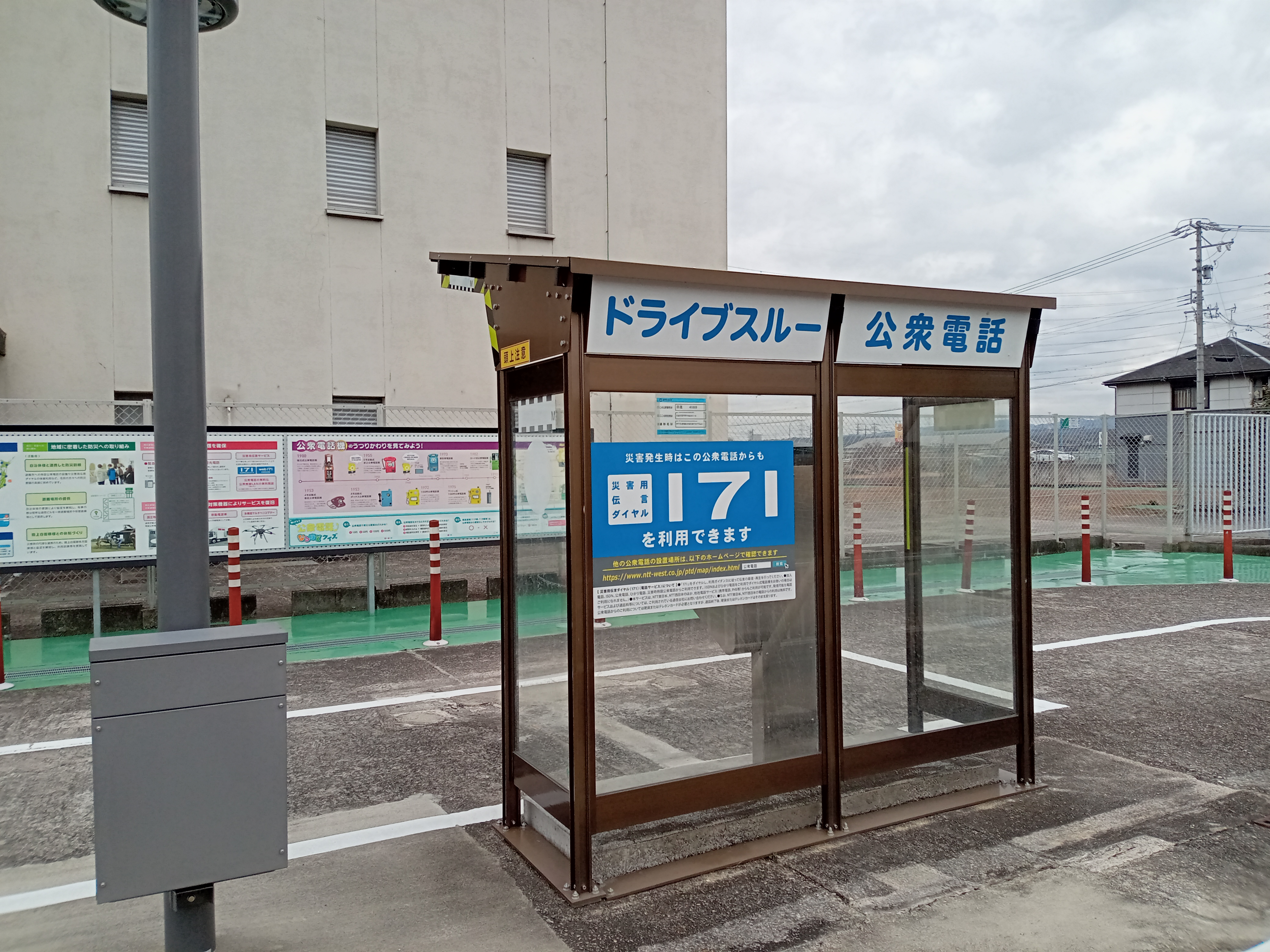
Un modèle unique de téléphone accessible en voiture, à Nisshin

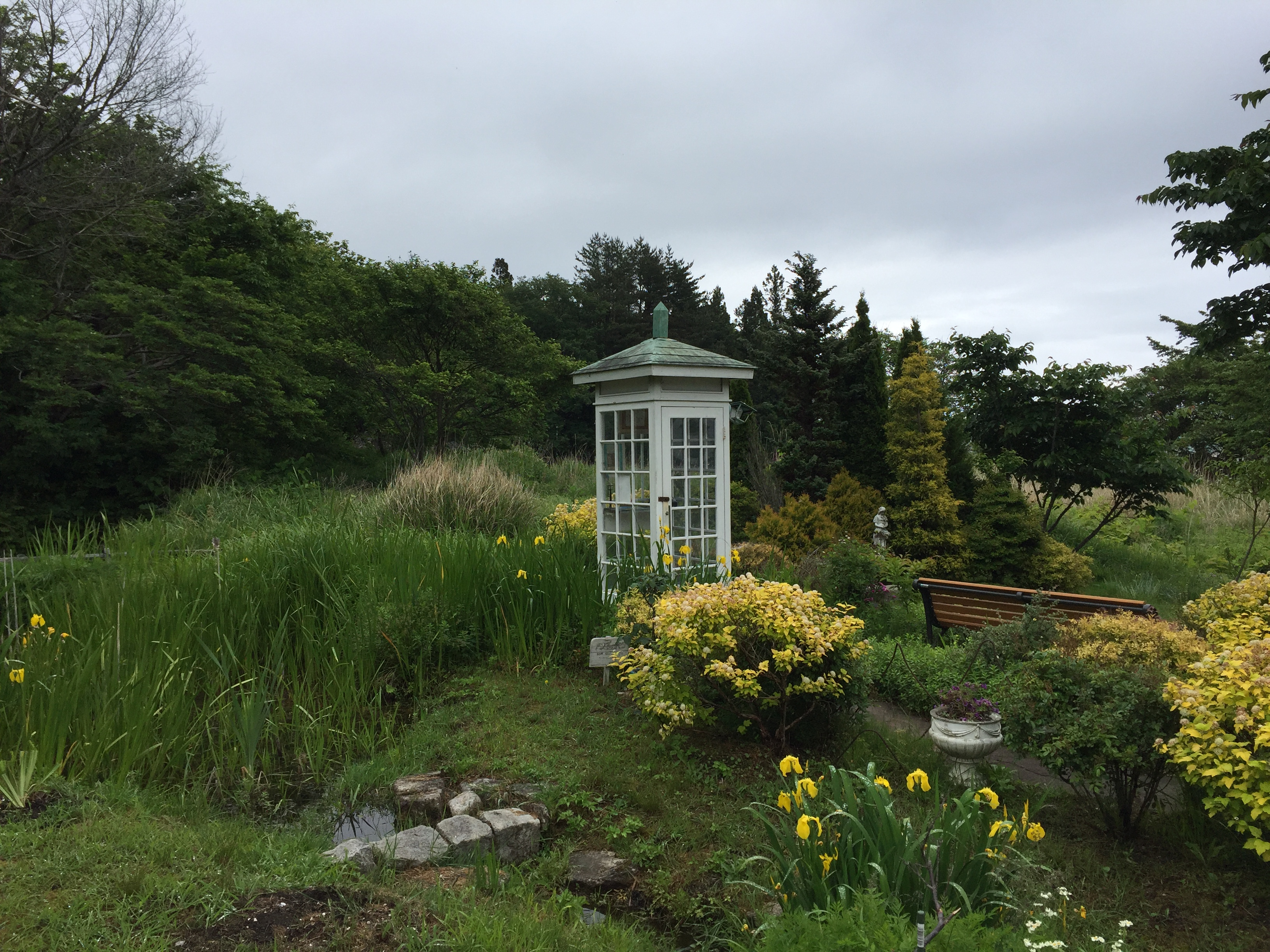
Le “”, à Ōtsuchi au Japon, en 2018.

Initiative singulière et insolite du paysagiste Itaru Sasaki, le téléphone du vent situé à Ōtsuchi est une cabine reliée à rien installée pour parler aux victimes du séisme de 2011 de la côte Pacifique du Tōhoku, pour aider au deuil et à la mémoire. Cette cabine a inspiré un livre et un film (voir plus bas : “Cabine téléphonique dans la culture”), mais également des “répliques” dans plusieurs pays, comme par exemple en Suisse, au dessus du Lac de Neuchatel.

### Jordanie
En 2004, la Jordanie est devenue le premier pays au monde à ne pas disposer de cabines téléphoniques de manière générale. La pénétration des téléphones mobiles/cellulaires dans ce pays est si élevée que les cabines téléphoniques ne sont pratiquement plus utilisées depuis des années. Les deux sociétés privées de services téléphoniques payants, à savoir ALO et JPP, ont fermé leurs portes, et il n'existe actuellement aucun service téléphonique payant.

### Norvège
En Norvège, le modèle de cabine téléphonique le plus courant (prénommé ”RIKS”) est conçu par Georg Fasting en 1932 et c'est un exemple de fonctionnalisme (la moitié inférieure de la cabine est par exemple ajourée pour permettre son nettoyage). La première cabine est mise en service en 1933 sur le quai de la Norwegian America Line, et 9000 cabines sont produites jusqu'en 1972. La dernière cabine téléphonique en état de marche en Norvège est mise hors service en juin 2016. Depuis lors, 100 de ces cabines téléphoniques sont préservées dans tout le pays et protégées par les lois sur le patrimoine culturel.

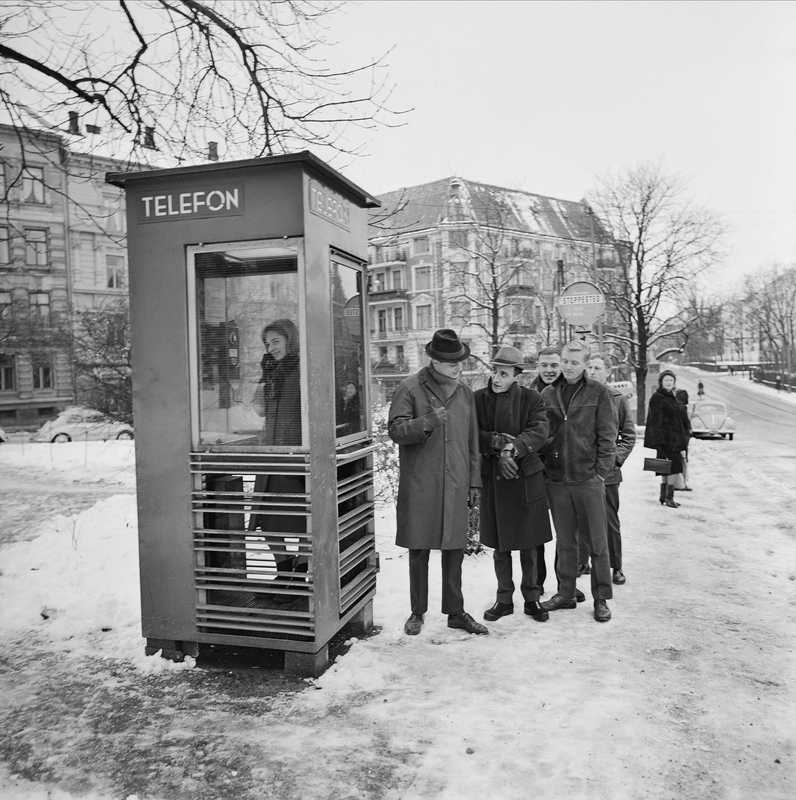
Cabine téléphonique en Norvège (1965).
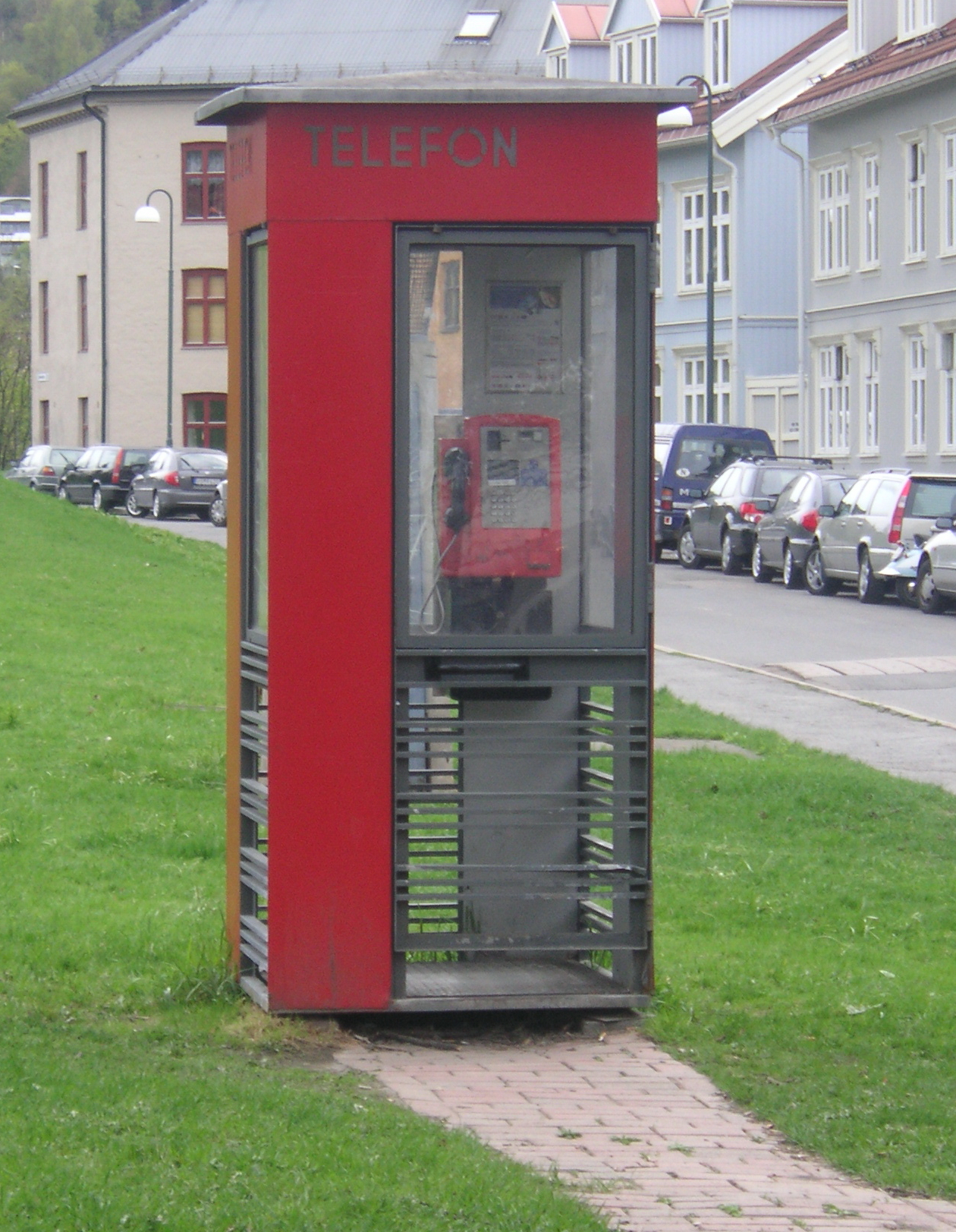
Cabine norvégienne (2005).
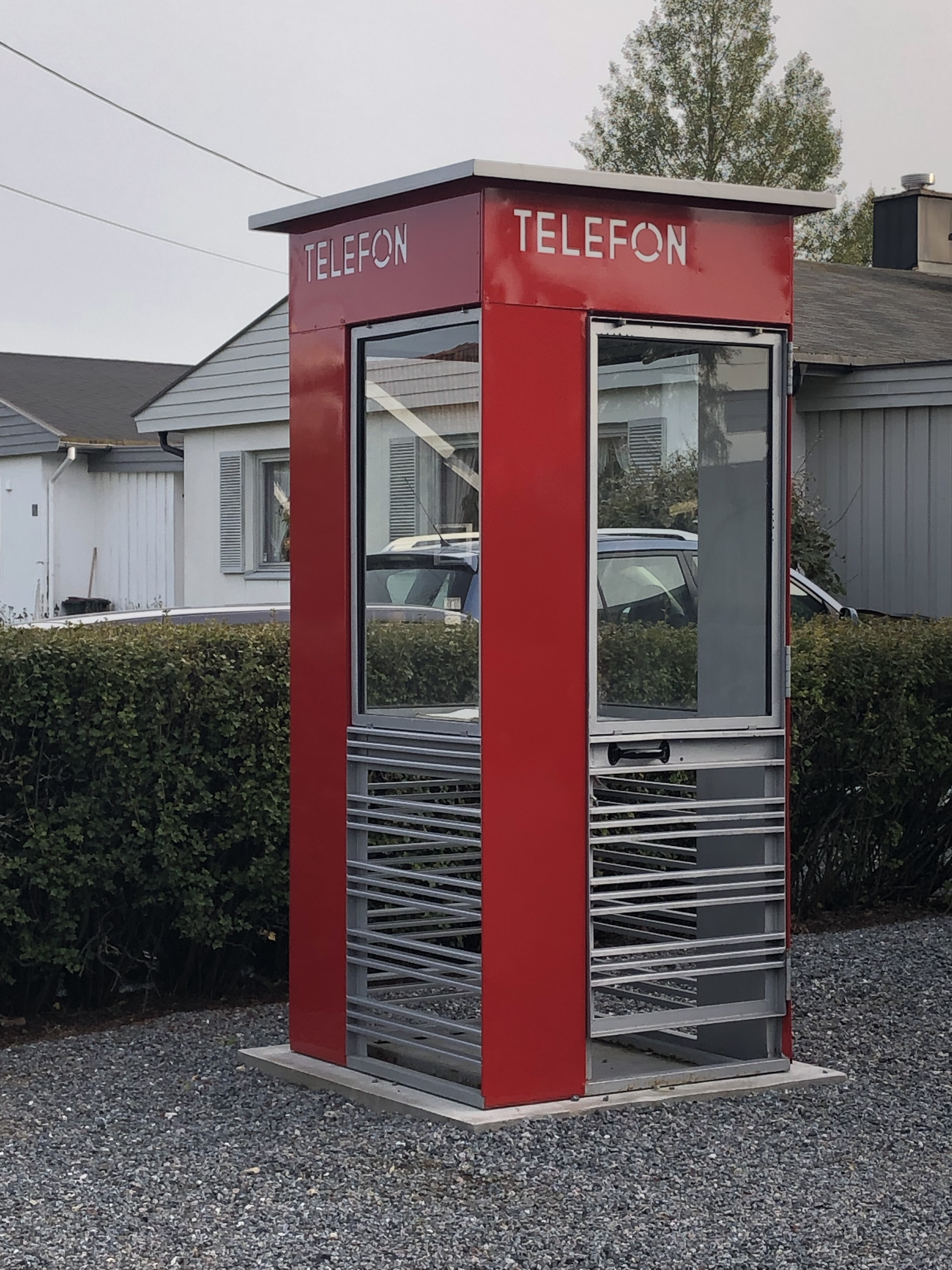
Cabine norvégienne ancienne (modèle fabriqué de 1933 à 1972) chez un particulier, à Hokksund en 2019.

### Royaume-Uni
Bien qu'il ait existé de nombreux modèles de cabines standardisées depuis 1921 (K1 à K8, KX100, et variantes de ces modèles), la cabine téléphonique rouge, ou Red telephone box (version K2 à K6, cette dernière étant la plus courante), est considérée comme une icône britannique et reconnue comme telle dans le monde entier. Pour le grand public partout dans le monde c'est sans doute aussi le plus connu et le plus iconique des modèles de cabines téléphoniques, comme l'attestent les nombreux objets de décoration qui en sont dérivés.
L'opérateur téléphonique BT supprime régulièrement les cabines téléphoniques publiques des rues du Royaume-Uni. Elle est autorisée à supprimer un kiosque sans consultation à condition qu'il y ait un autre kiosque dans un rayon de 400 m (1 300 ft) à pied. Dans les autres cas, elle est tenue de se conformer aux règles de l'Ofcom en consultation avec l'autorité locale. À partir de 2008, le programme « Adopt a Kiosk » permet de racheter les cabines désaffectées pour 1£ symbolique pour leur redonner d'autres usages (hébergement de petites bibliothèques communautaires, défibrillateurs externes automatisés, galeries d'art ou mini-cafés),,
Malgré cela un grand nombre de cabines existent encore, maintenues dans leur usage initial pour 22000 d'entre-elles (en 2022), reconverties ou conservées par des collectionneurs, et un bon nombre sont conservés et classées à titre de monuments historiques.
En 2025, 5 millions d'appels sont passés par an selon Ofcom.
La législation impose depuis 2022 que les cabines soient maintenues fonctionnelles si leur utilisation est constatée pour plus de 52 appels d’urgence par an ou si elles se situent dans des zones où la couverture mobile est insuffisante.

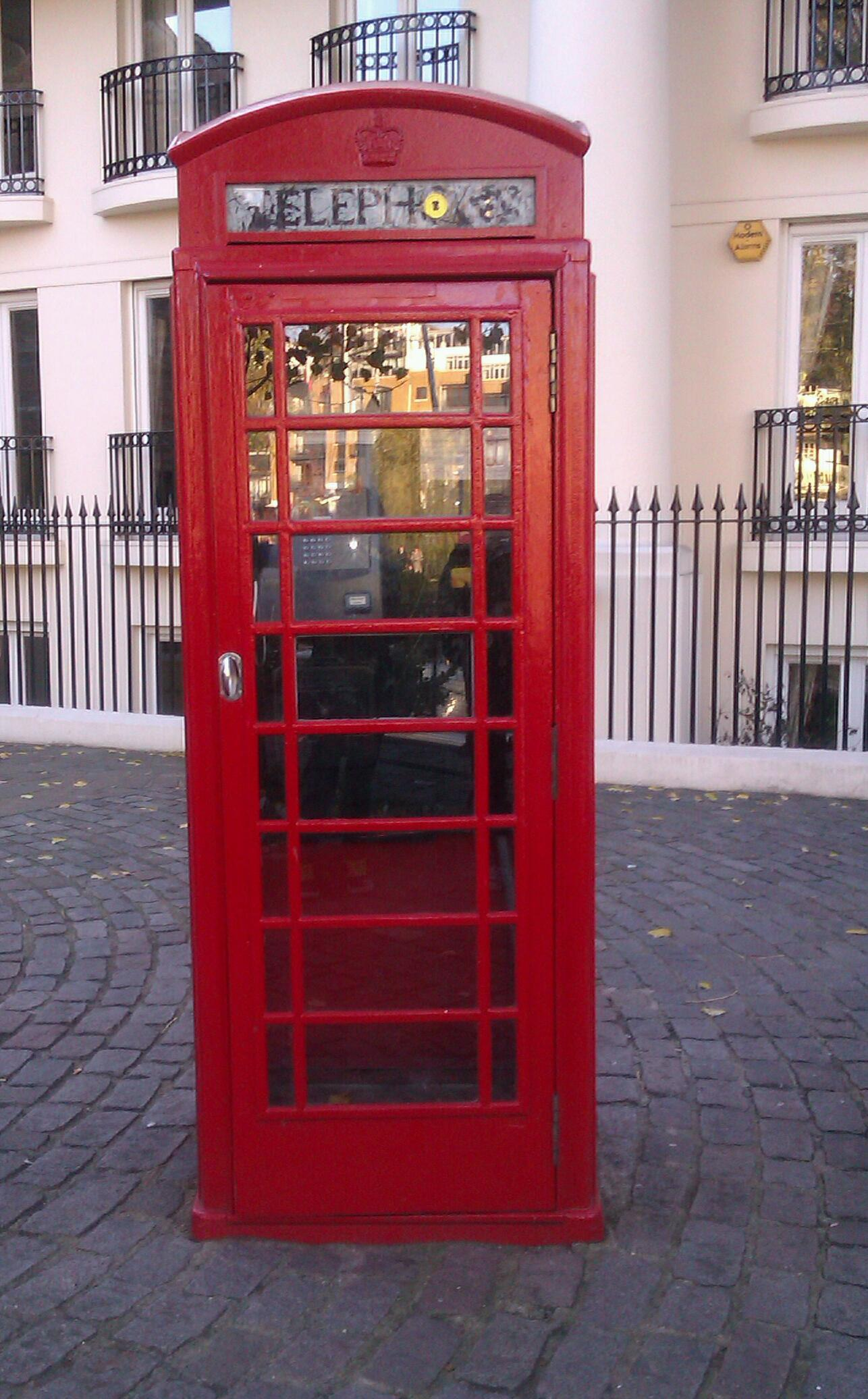
Cabine téléphonique à Londres, aux Docks de Saint Catherine.
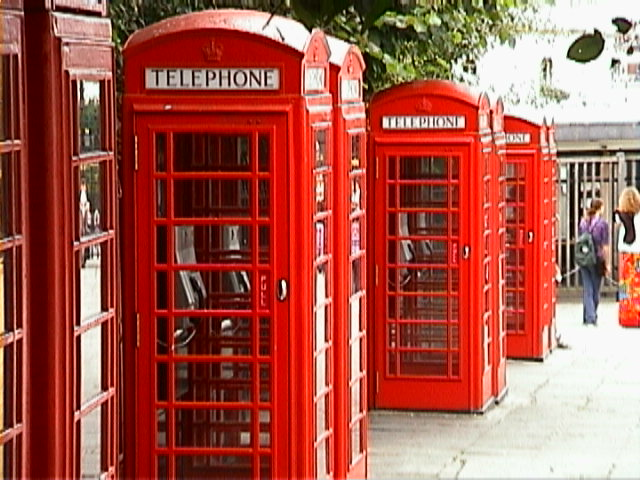
Cabines téléphoniques londoniennes, modèle créé par l'architecte Giles Gilbert Scott.
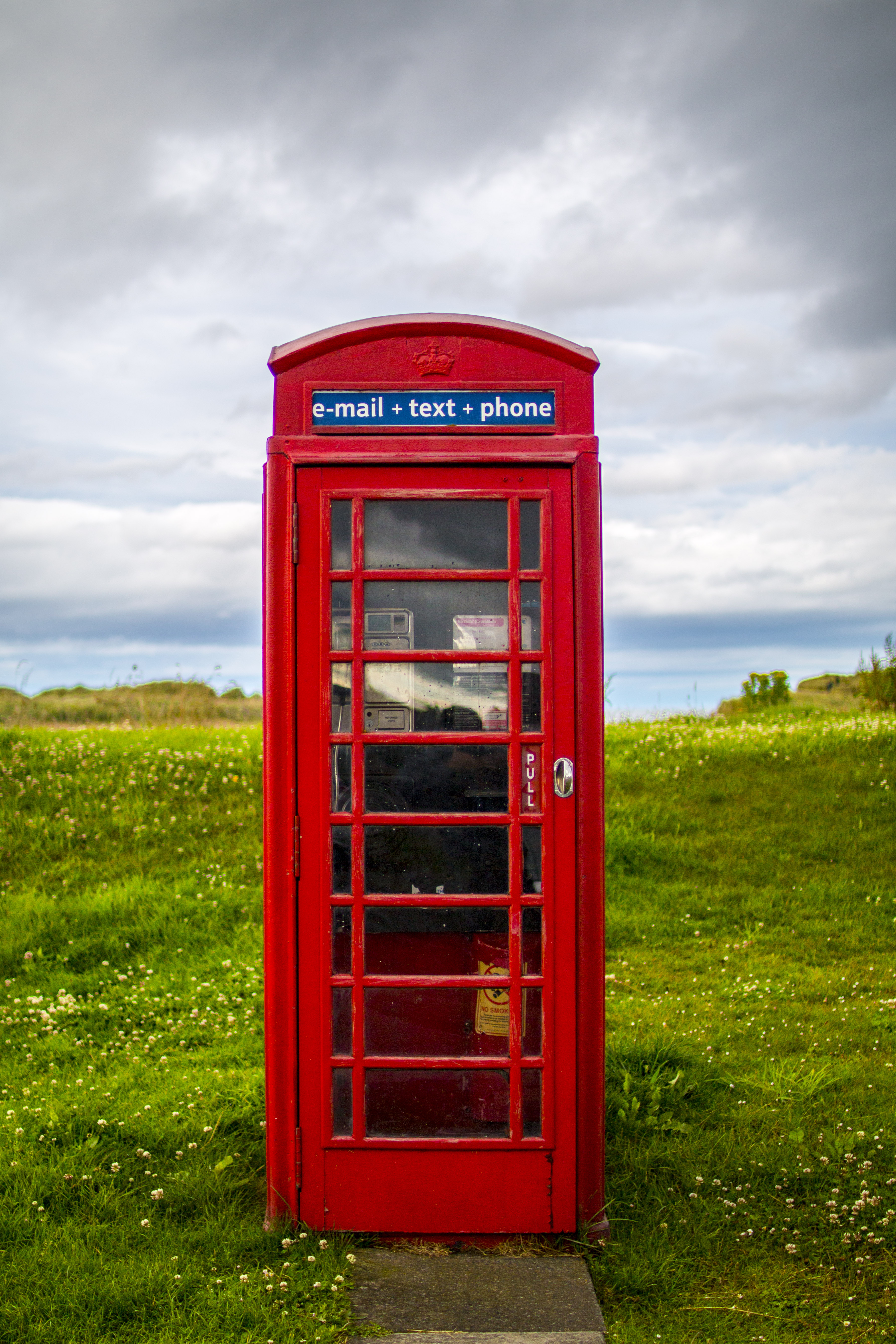
Cabine téléphonique dans la campagne écossaise.
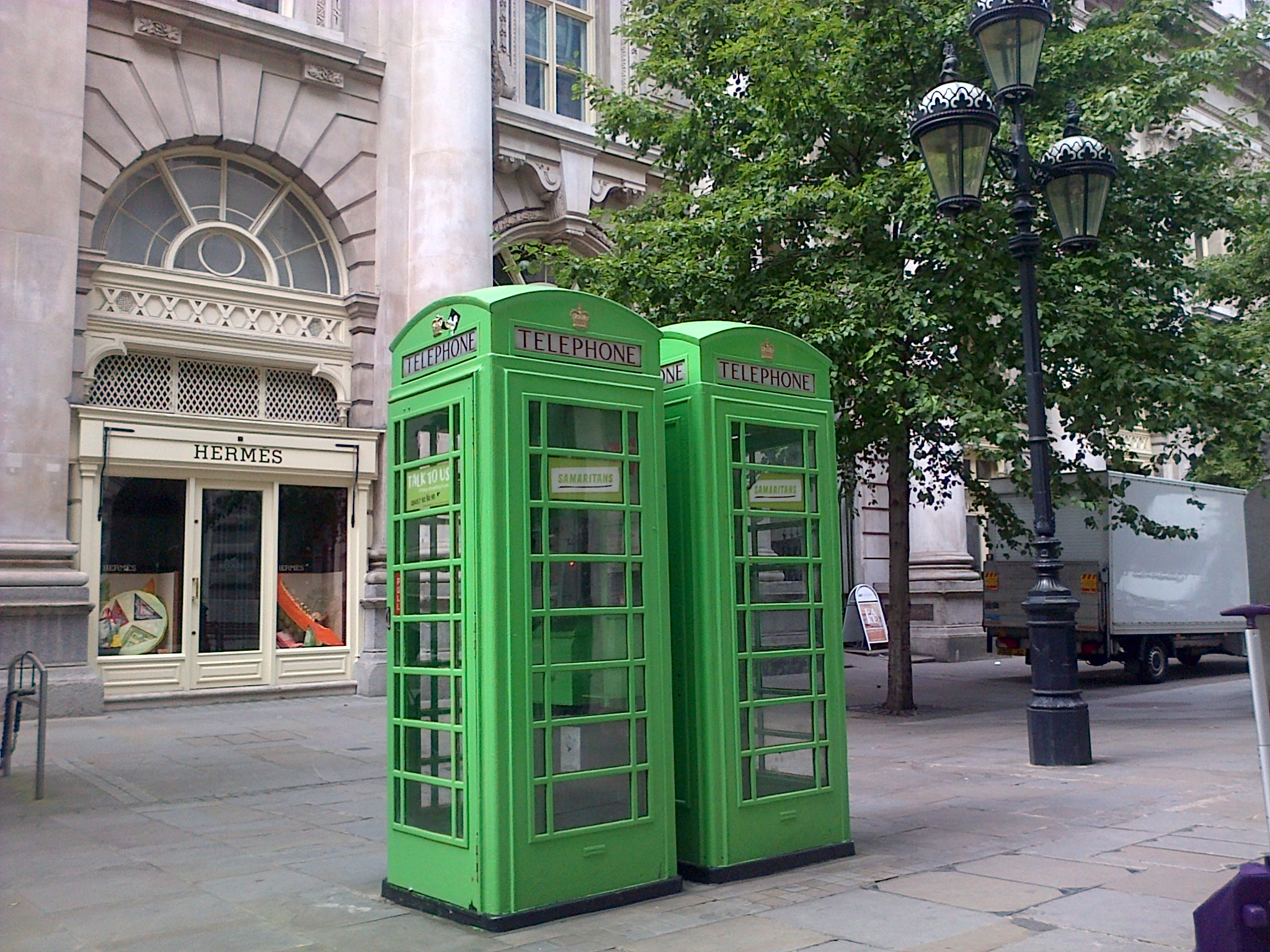
Cabines téléphoniques vertes à Londres.
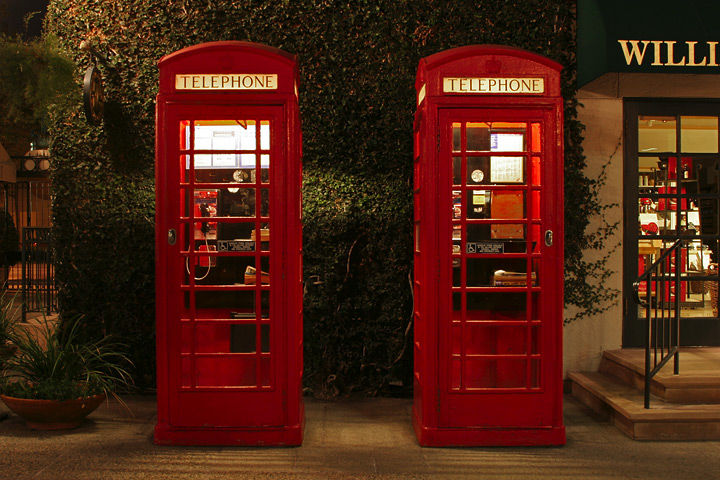
Répliques de cabines rouges britanniques à Pasadena, en Californie).
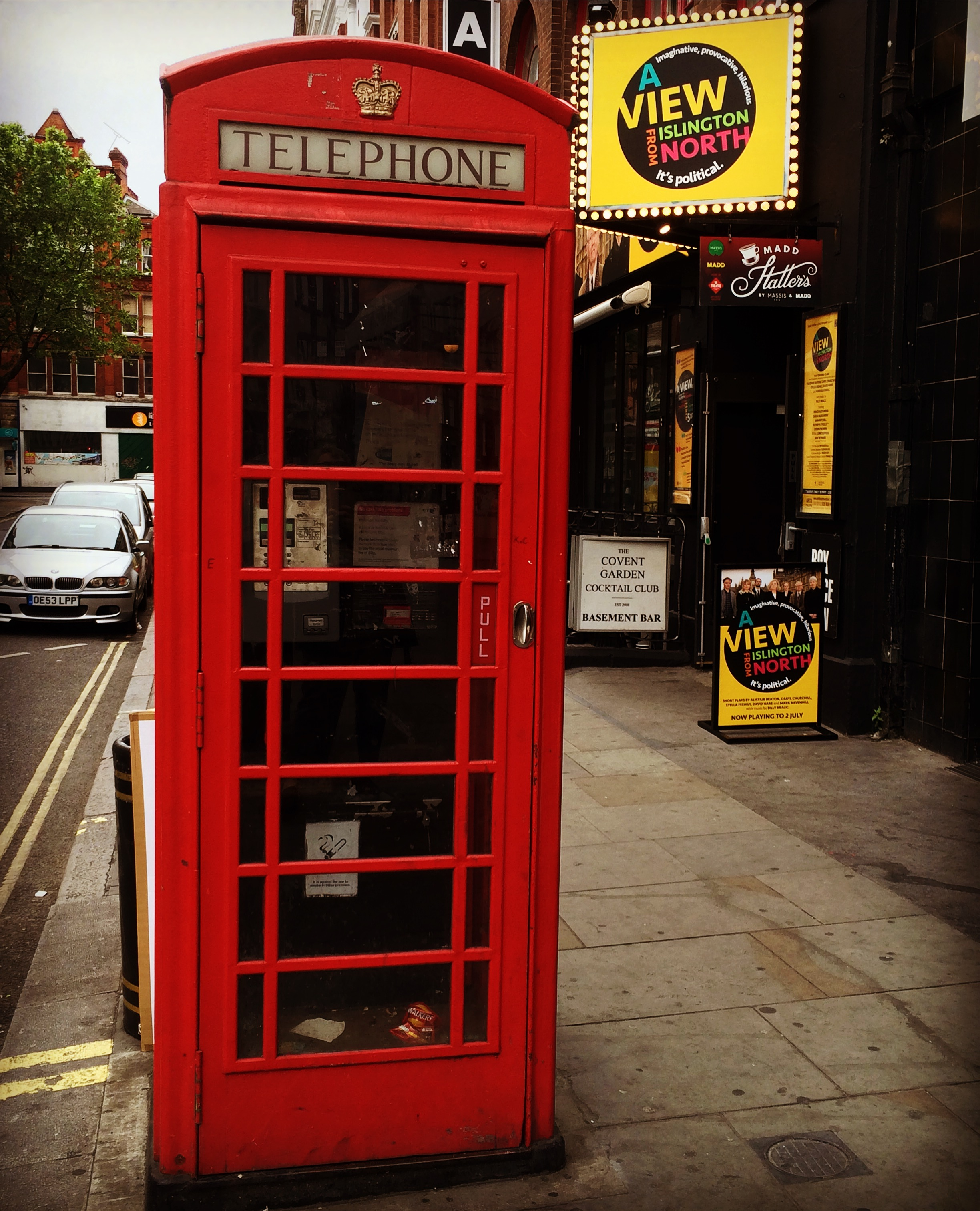
La cabine téléphonique rouge typique de Londres sur Great Newport Street

### Russie, Union Soviétique et Ukraine
C'est en 1909 que les 26 premières cabines téléphoniques de la Compagnie Bell apparaissent dans l'Empire russe, après qu'Alexandre Popov ait longuement milité pour leur introduction. Les premiers modèles évoluent rapidement : les cabines en bois massif deviennent des cabines en métal et vitrages, plus adaptées à leur environnement. La révolution de 1917 cause de gros dégâts sur les réseaux de communication mais Lénine ordonne un an plus tard d'installer des téléphones publics “en nombres suffisants” dans les villes aussi vite que possible. Sans succès, puisqu'en 1921, seules 10 cabines sont installées à Moscou. Le réseau téléphonique soviétique est modernisé au début des années 30 et c'est à la fin de cette décennie qu'apparait le téléphone public “Type V” permettant de recevoir des appels, chaque téléphone possédant son propre numéro.
Dans les années 1960, Moscou est équipé d'environ 6000 cabines téléphonique, et un appel coûte 2 Kopecks, quel que soit sa durée, ce qui fait des cabines des endroits conviviaux, et des refuges prisés. Dans les années 80, les tarifs changent et il faut rajouter de l'argent en cours de communication selon la durée de l'appel, ce qui amène quelques résistances et des fraudes diverses pour parvenir à téléphoner gratuitement sans limites. L'équipement de Moscou atteint son pic en 1991, à la fin de l'URSS, avec près de 34000 téléphones publics dans la ville. Dès lors, leur nombre décroit, et les appareils à télécartes font leur apparition à la fin des années 90, amenant également leur lot de fraudes. Avec la généralisation de l'usage des téléphones portables, l'usage des téléphones publics décroit considérablement et ces équipements sont tombent plus ou moins dans l'oubli, sans pour autant disparaître, et en continuant néanmoins à être utilisées. En 2019, les téléphones publics subsistants deviennent gratuits pour les appels intérieurs à la Russie, et Rostelecom constate même une hausse de leur usage durant la crise du coronavirus.
Fin 2023, en pleine guerre en Ukraine et peut-être à cause de la vulnérabilité constatée des réseaux de téléphonie mobile, la Russie installe à nouveau des téléphones publics, reliés à des réseaux cablés, sur les territoires occupés de Sievierodonetsk et de la région de Louhansk, en Ukraine.

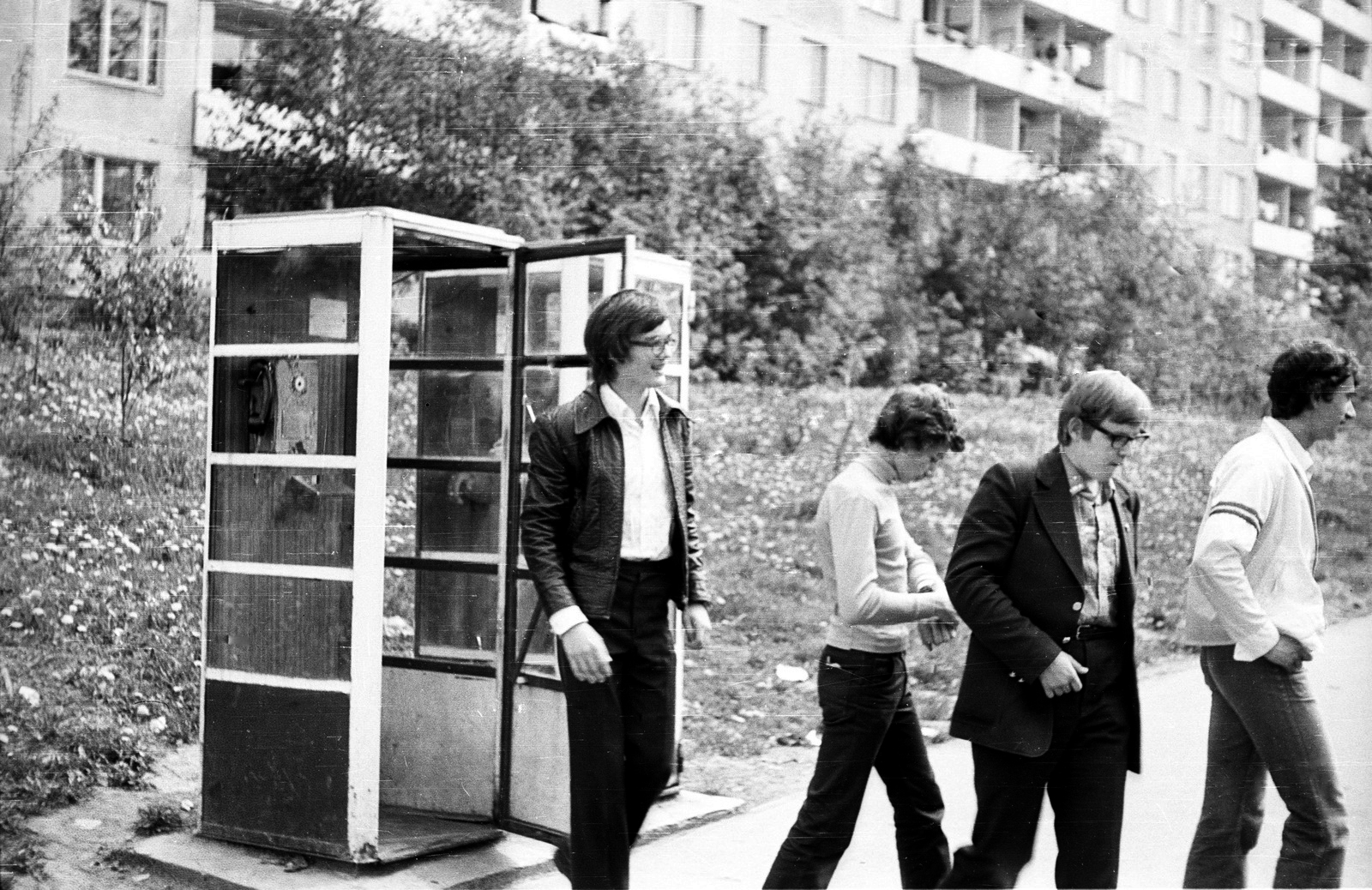
Cabine téléphonique à Moscou, en 1981.
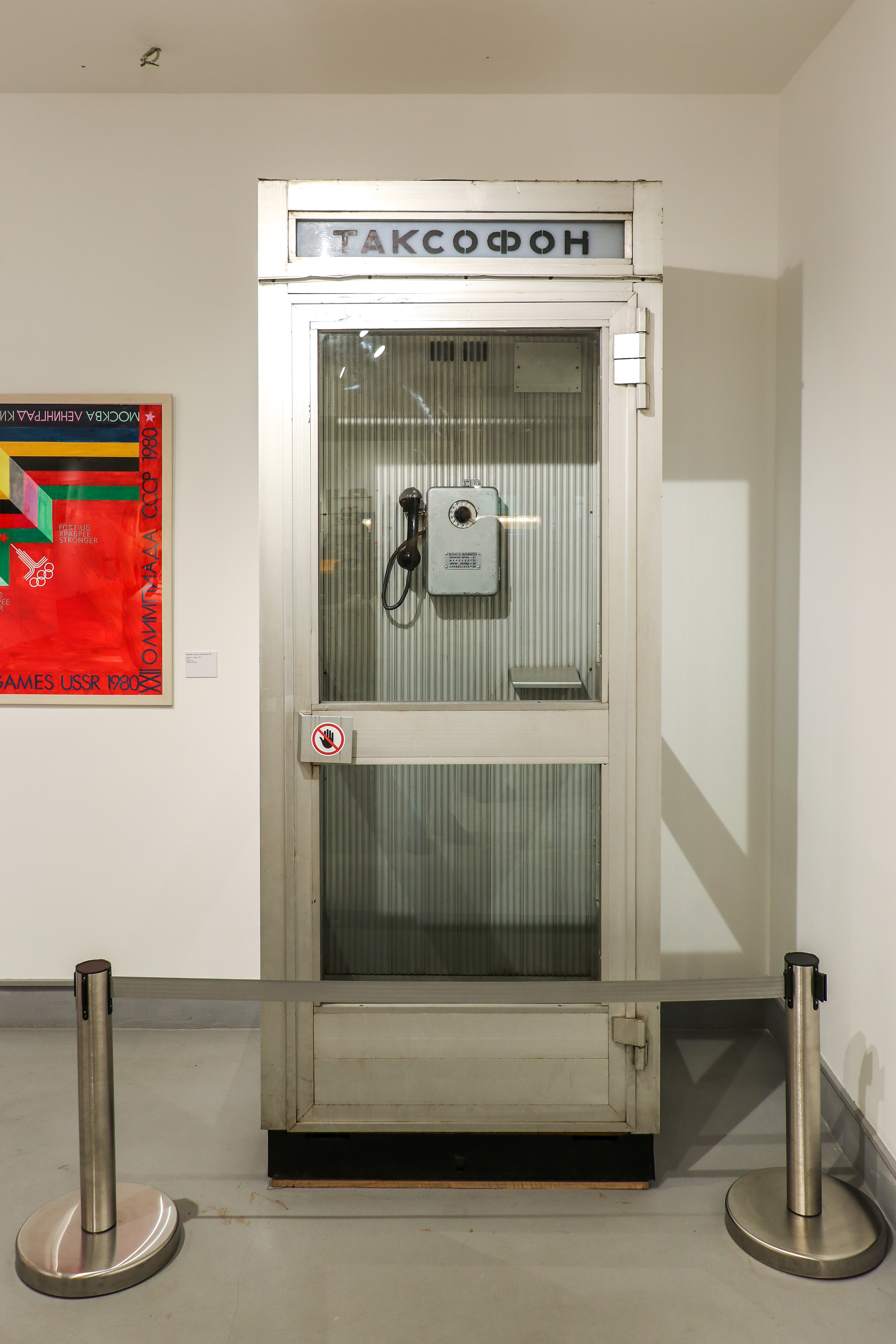
Cabine téléphonique de type 1a de 1990, collection du Musée Polytechnique, exposition "Histoire du design russe. Sélections", présentée du 15 mars au 25 novembre 2022 à la Galerie Tretiakov.
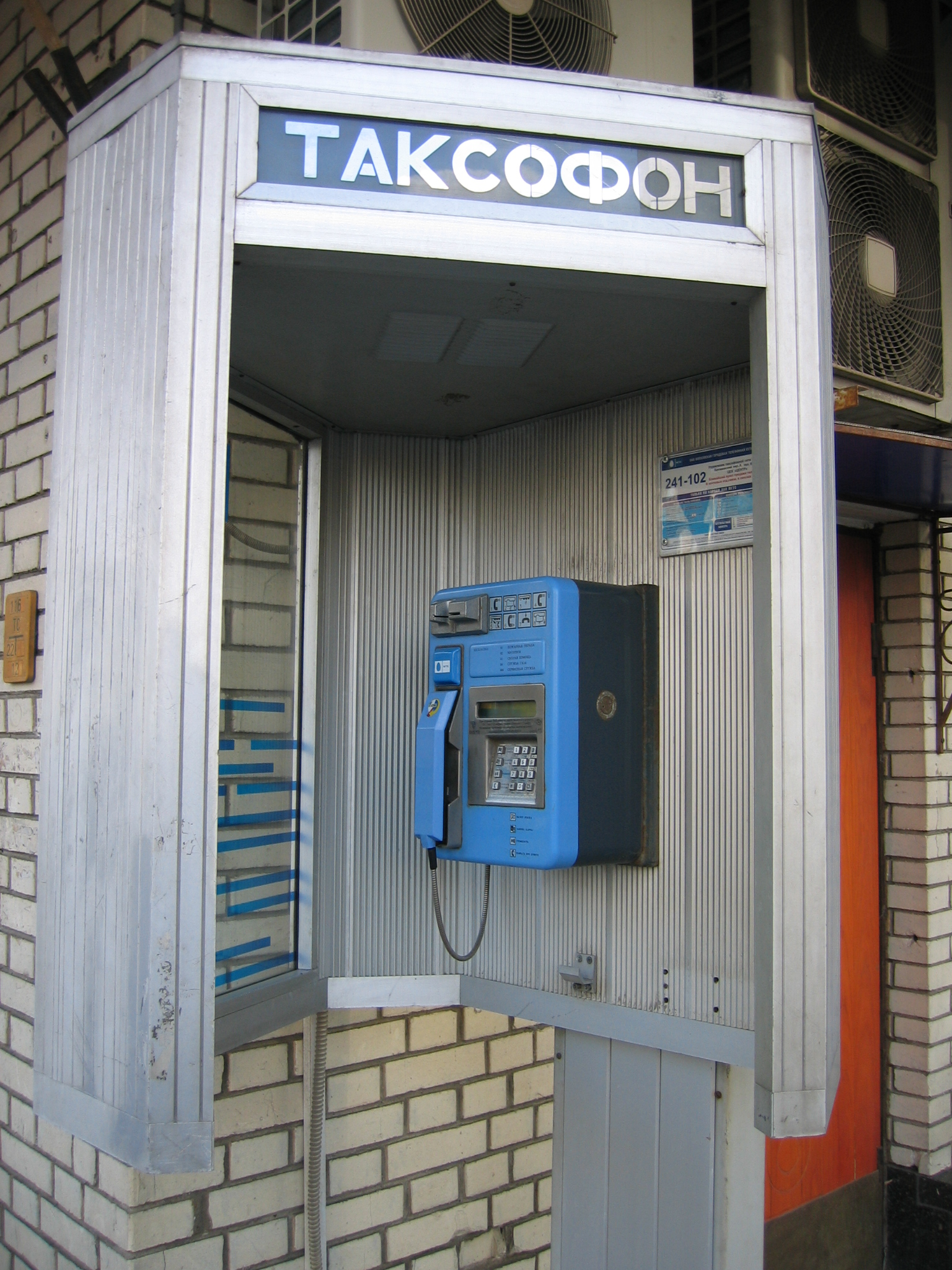
Téléphone public à Moscou, en 2007.

### Suède
La première cabine téléphonique en Suède a été érigée en 1890. En 1981, on en comptait 44 000, mais en 2013, il n'en restait plus que 1 200, avec un retrait de la dernière en 2015. Une enquête a montré qu'en 2013, seulement 1 % de la population suédoise en avait utilisé une l'année précédente.

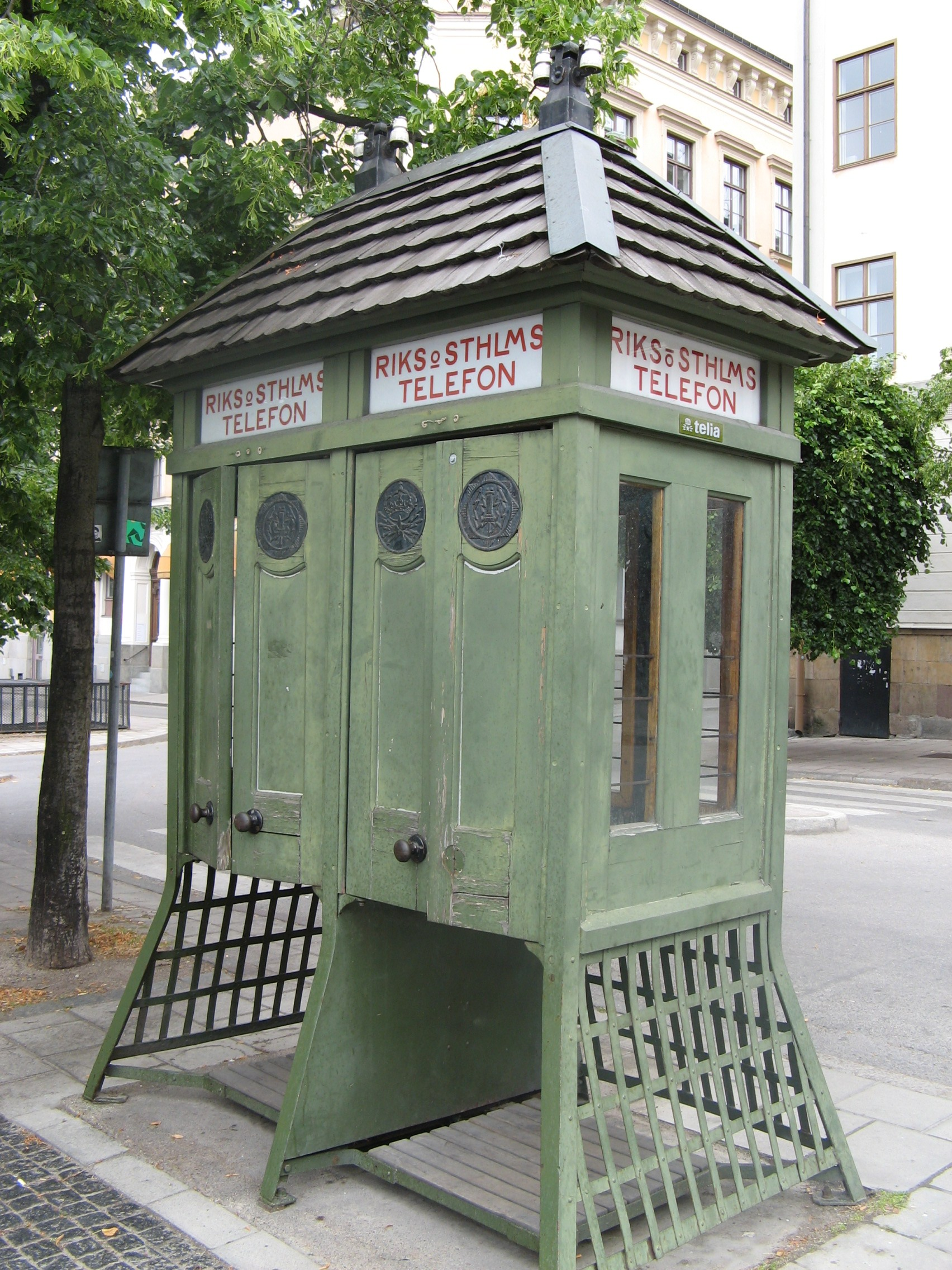
Cabine téléphonique traditionnelle de Stockholm (Suède), à Gamla Stan.
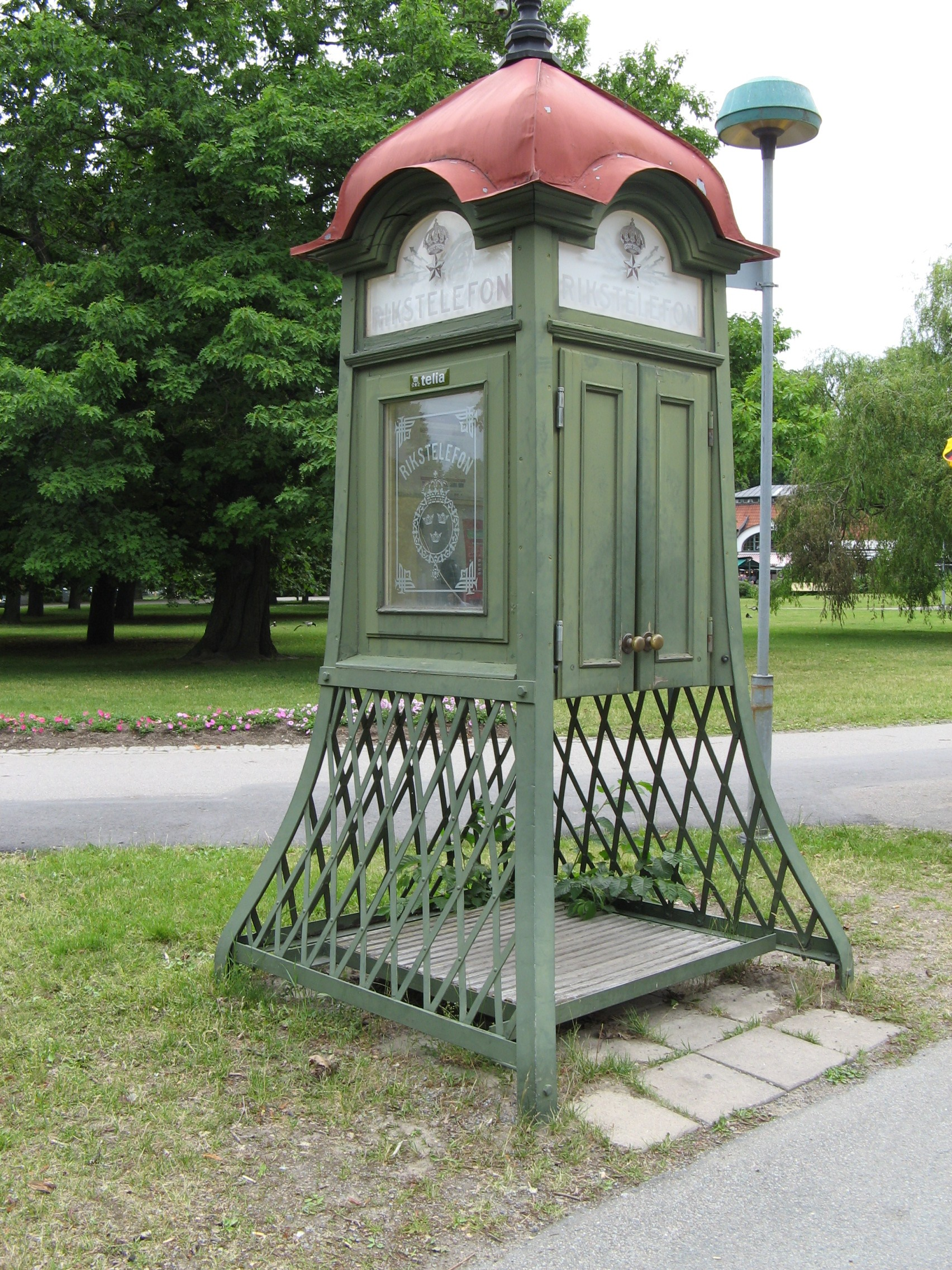
Djurgården, Stockholm, Suède.
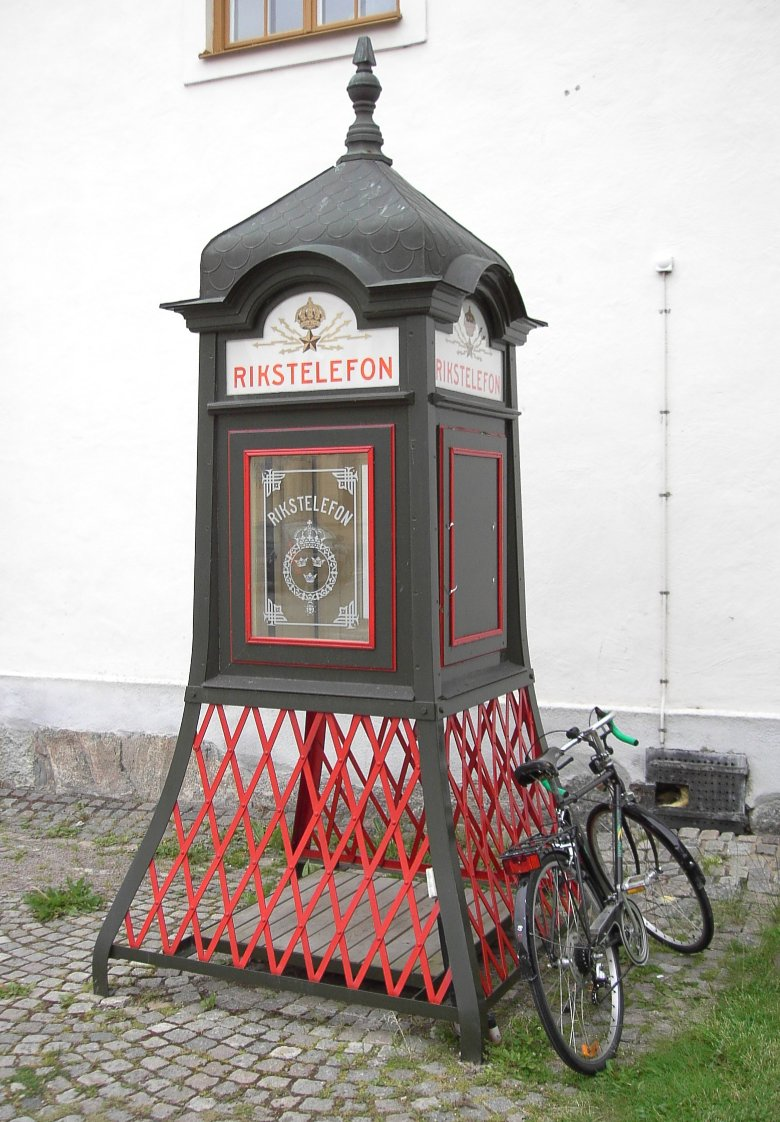
Skänninge, Suède.
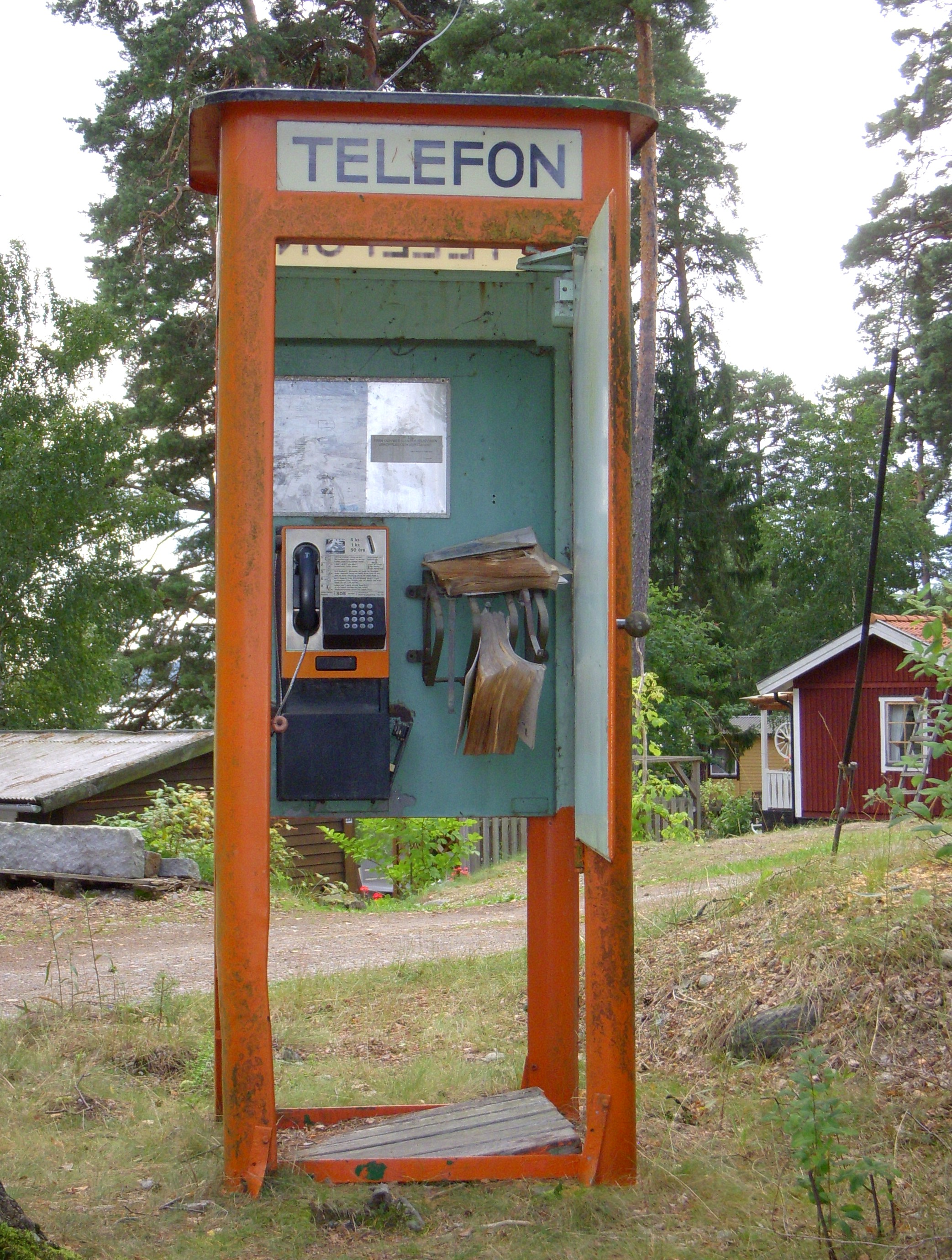
Ancienne cabine téléphonique dans la campagne suédoise (2010)
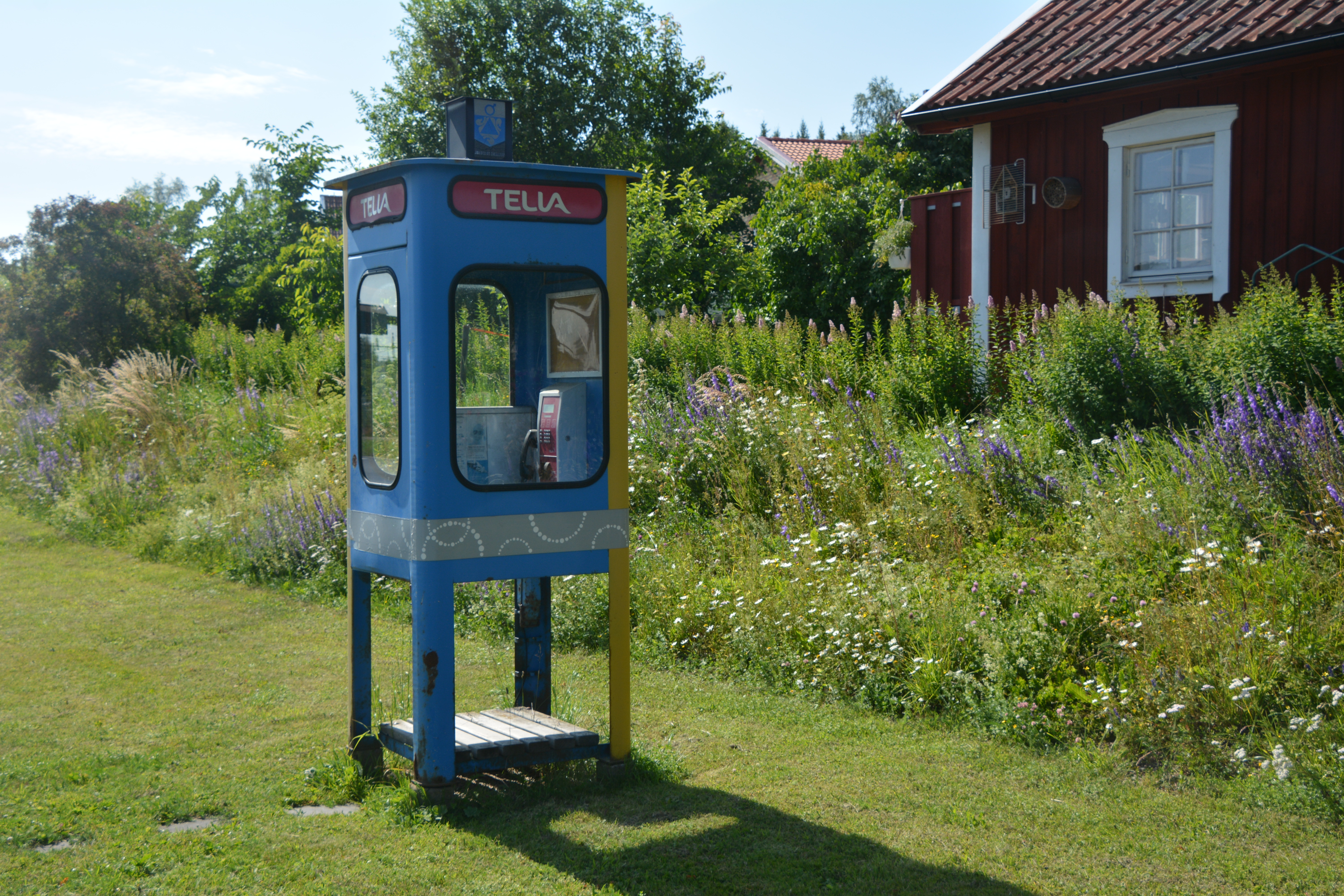
Ancienne cabine téléphonique à Karbenning (2019)

### Suisse
Le premier téléphone public de Suisse a été installé en 1881 à la poste du Fraumünster à Zurich. La Suisse comptait environ 40 000 cabines téléphonique en 1985, un maximum de plus de 58 000 en 1995 (pour près de 3 000 communes), puis leur nombre diminue régulièrement jusqu’en 2019.
Jusqu’à fin 2017, la Confédération Suisse confie le mandat de « service universel » à la société Swisscom, qui exige d'avoir un minimum d’une cabine publique par commune.
La dernière cabine de Suisse est démontée à Baden en Argovie le 28 novembre 2019. La dernière cabine de Suisse romande est démontée le 31 octobre 2019, ce qui fait l’objet d’émissions télévisuelles. Certaines cabines sont recyclées pour y créer notamment des boîtes d'échange (« Boîte à livres »), des points d'information, des cabinets d'art, ou encore des bornes de recharge pour smartphones,,.
Mises en service en 1979 et démontées en 2019, les anciennes cabines du Barfüsserplatz de Bâle sont réinstallées provisoirement à leur place en mars 2023 à l'occasion de l'exposition Hors usage – Le quotidien en mutation présentée au Musée historique de Bâle,.

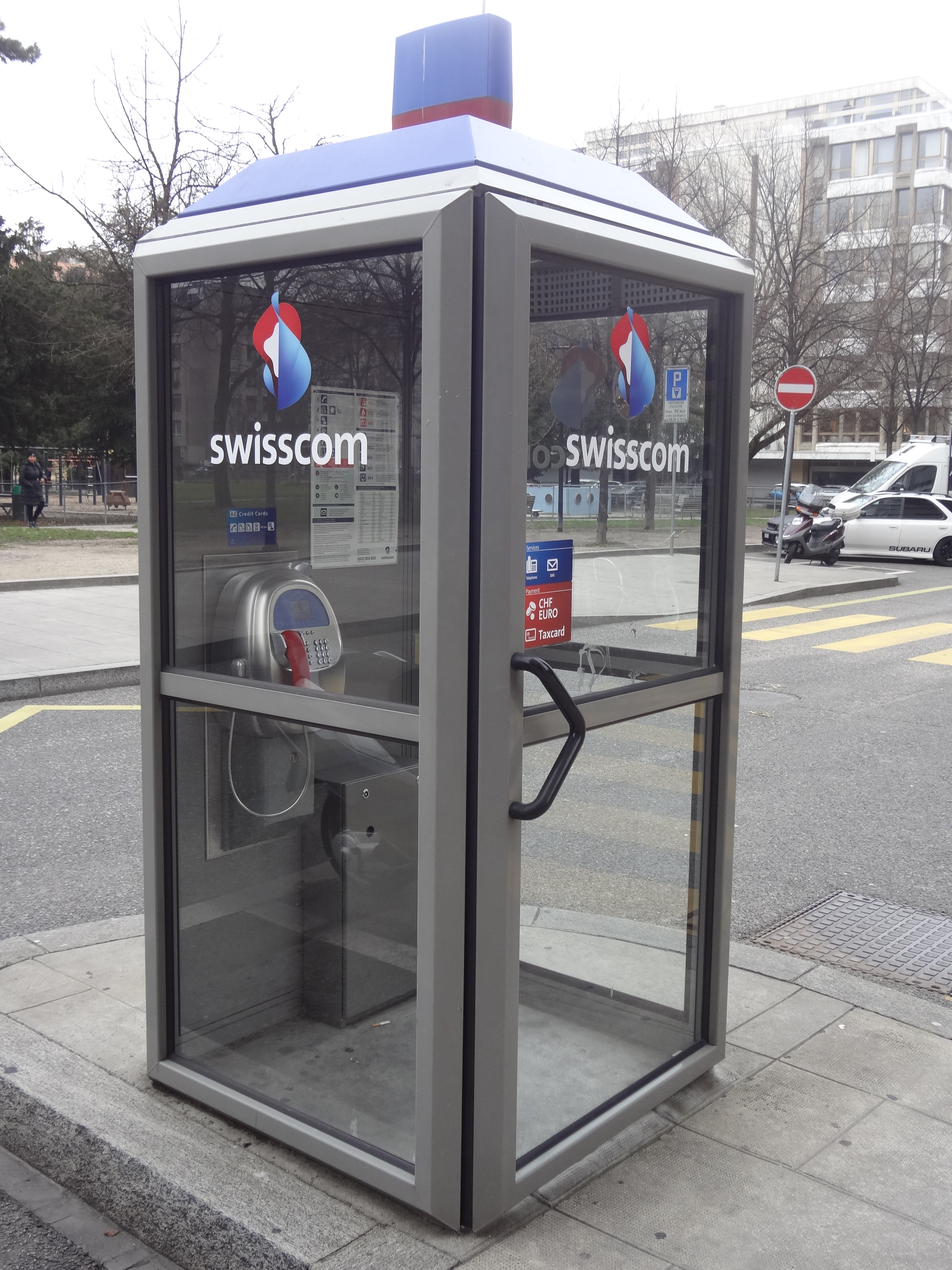
Cabine téléphonique à Genève.
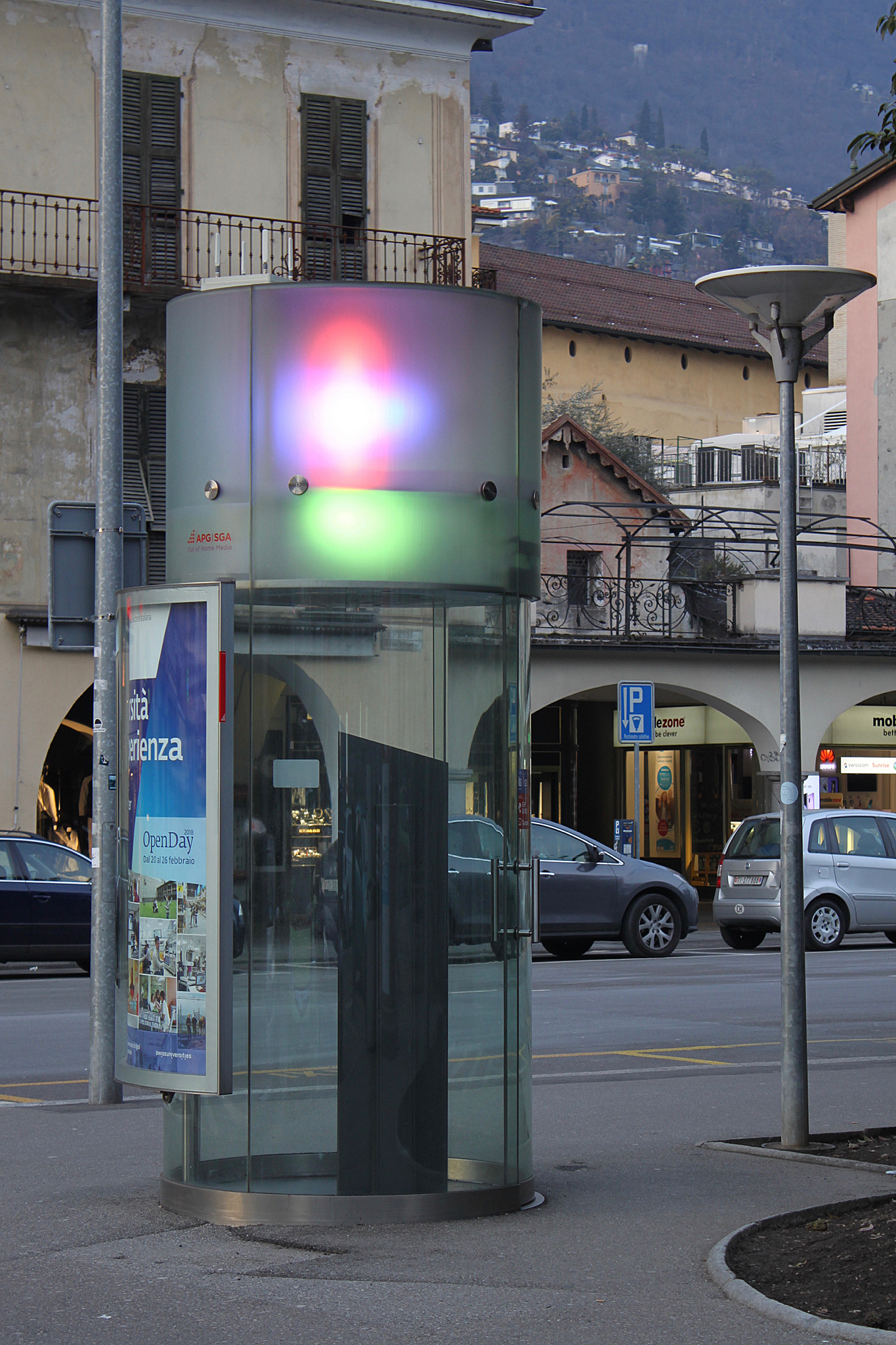
Cabine téléphonique à Locarno.

## Dans la culture

### Cinéma

#### Films et documentaires ayant une ou des cabine(s) téléphonique(s) pour sujet
- La cabina, moyen métrage espagnol de Juan José Plans, 1972. Le film se déroule dans une cabine téléphonique.
- Bill & Ted's Excellent Adventure (L'Excellente Aventure de Bill et Ted), de Stephen Herek, 1989. Dans ce film les héros voyagent dans le temps avec une cabine téléphonique.
- Phone Game, de Joel Schumacher, 2002. Le film se situe presque intégralement dans une cabine téléphonique à New York.
- Mojave Phone Booth (en), est un film indépendant de John Putch, 2006. Il s'agit d'une fiction autour de la Mojave phone booth, une cabine réelle et iconique, isolée entre le Nevada et la Californie, en plein désert des Mojaves, aux États-Unis.
- Kaze no denwa (風の電話?) (2020), long-métrage de Nobuhiro Suwa, inspiré du téléphone du vent situé à Ōtsuchi.
- Allô la France (2021), long-métrage de Floriane Devigne[108],[109].
- La Cabine téléphonique au cinéma, de Luc Lagier, 2022[110],[111] : 501e épisode de l'émission Blow Up d'Arte, passant en revue une grande partie des apparitions de cabines téléphoniques et téléphones publics dans l'histoire du cinéma. Ce documentaire est en partie la source du chapitre suivant.

#### Liste non exhaustive de films, téléfilms et séries télévisées dont une ou plusieurs scènes marquantes se déroulent dans une ou des cabine(s) téléphonique(s)
- I Know Where I'm Going! (Je sais où je vais) de Michael Powell et Emeric Pressburger, 1945.
- Dial M for Murder (Le crime était presque parfait) de Alfred Hitchcock, 1954.
- Ascenseur pour l'échafaud de Louis Malle, 1958.
- North by Northwest (La Mort aux trousses) de Alfred Hitchcock, 1959.
- Charade de Stanley Donen, 1963[112].
- The Birds (Les Oiseaux) de Alfred Hitchcock, 1963.
- Doctor Who de Sydney Newman et Donald Wilson, 1963 à 1989
- Get Smart (Max la Menace) de Mel Brooks et Buck Henry, 1965 à 1969[113].
- Week-end de Jean-Luc Godard, 1967.
- Rosemary's Baby de Roman Polanski, 1968.
- Dirty Harry (L'Inspecteur Harry) de Don Siegel, 1971.
- Duel (téléfilm) de Steven Spielberg, 1971.
- The Godfather (Le Parrain) de Francis Ford Coppola, 1972.
- Le Magnifique de Philippe de Broca, 1973.
- The Conversation (Conversation secrète) de Francis Ford Coppola, 1974.
- La Gifle de Claude Pinoteau, 1974.
- Three Days of the Condor (Les Trois Jours du Condor) de Sydney Pollack, 1975.
- Peur sur la ville de Henri Verneuil, 1975[114].
- High Anxiety (Le Grand Frisson) de Mel Brooks, 1977[115].
- Superman de Richard Donner, 1978.
- The Rose de Mark Rydell, 1979.
- The Blues Brothers (Les Blues Brothers) de John Landis, 1980.
- Nighthawks (Les Faucons de la nuit) de Bruce Malmuth, 1981.
- La Boum 2 de Claude Pinoteau, 1982.
- Le père Noël est une ordure de Jean-Marie Poiré, 1982[116].
- Scarface de Brian De Palma, 1983.
- Vivement dimanche ! de François Truffaut, 1983[117].
- Love Streams de John Cassavetes, 1984.
- Terminator de James Cameron, 1984.
- Commando de Mark L. Lester, 1985.
- Le téléphone sonne toujours deux fois de Jean-Pierre Vergne, 1985.
- The Falcon and the Snowman (The Falcon and the Snowman) de John Schlesinger, 1985.
- Jumpin' Jack Flash de Penny Marshall, 1986.
- La Bamba de Luis Valdez, 1987.
- 旺角卡門 (As Tears Go By) de Wong Kar-wai, 1988[118].
- Rain Man de Barry Levinson, 1988.
- The Blob (Le Blob) de Chuck Russell, 1988.
- Bill & Ted's Excellent Adventure (L'Excellente Aventure de Bill et Ted) de Stephen Herek, 1989.
- Miracle Mile (Appel d'urgence) de Steve De Jarnatt, 1989.
- GoodFellas (GoodFellas) de Martin Scorsese, 1990.
- The Bonfire of the Vanities (Le Bûcher des vanités) de Brian De Palma, 1990.
- Terminator 2 de James Cameron, 1991.
- True Romance de Tony Scott, 1993.
- Dumb and Dumber de Peter et Bobby Farrelly, 1994.
- Little Odessa de James Gray, 1994.
- Reality Bites (Génération 90) de Ben Stiller, 1994 : Le héros va dans une cabine téléphonique pour téléphoner avec son téléphone portable.
- GoldenEye de Martin Campbell, 1995.
- Die Hard with a Vengeance (Une journée en enfer) de John McTiernan, 1995.
- Fight Club de David Fincher, 1996[119].
- The Sweet Hereafter (De beaux lendemains) de Atom Egoyan, 1997.
- Chapeau melon et bottes de cuir de Jeremiah S. Chechik, 1998.
- Lola rennt (Cours, Lola, cours) de Tom Tykwer, 1998.
- Série de films Matrix de Lana et Lilly Wachowski, de 1999 à 2021.
- Harry Potter et l'Ordre du Phénix de David Yates, 2007[120]
- Le Fabuleux Destin d'Amélie Poulain de Jean-Pierre Jeunet, 2001.
- Assassination Tango de Robert Duvall, 2002.
- Punch Drunk Love de Paul Thomas Anderson, 2002.
- La Mémoire dans la peau de Doug Liman, 2002.
- Phone Game de Joel Schumacher, 2003. (Toute l'intrigue du film tourne autour d'un homme isolé dans une cabine, proie d'un sniper)
- Anchorman: The Legend of Ron Burgundy (Présentateur vedette : La Légende de Ron Burgundy) de Adam McKay, 2004.
- Doctor Who de Russell T Davies, 2005 jusqu'à aujourd'hui
- Dikkenek de Olivier Van Hoofstadt, 2006.
- OSS 117 : Le Caire, nid d'espions de Michel Hazanavicius, 2006.
- Pentagon Papers de Steven Spielberg, 2006.
- Mission: Impossible – Ghost Protocol (Mission impossible : Protocole Fantôme) de Brad Bird, 2011.
- La Rançon de la gloire de Xavier Beauvois, 2014.
- The Grand Budapest Hotel de Wes Anderson, 2014.
- Un couteau dans le cœur de Yann Gonzalez, 2018.

### Programmes radiophoniques (documentaires et création radiophonique)
- Opéra radiophonique La cabine téléphonique, de Claude Arrieu, sur des paroles de Michel Vaucaire, 1959[121],[122].
- “À chaque fois qu'on enlève une cabine téléphonique, c'est le passé d'un quartier qui brûle”, chronique de Guy Carlier du 6 septembre 2017 dans l'émission “Rien ne s'oppose à midi” sur Europe 1”[123].

### Littérature
- Éric Bulliard, La cabine, Les Éditions de l'Hèbe, 2022. Roman inspiré de l'histoire de la célèbre cabine téléphonique du désert de Mojave[124].
- Laura Imai Messina, Ce que nous confions au vent, éditions 10/18, 2023. Le roman s'inspire du téléphone du vent, à Ōtsuchi, au Japon[125],[126].

### Arts (arts plastiques, musique, théâtre et littérature)

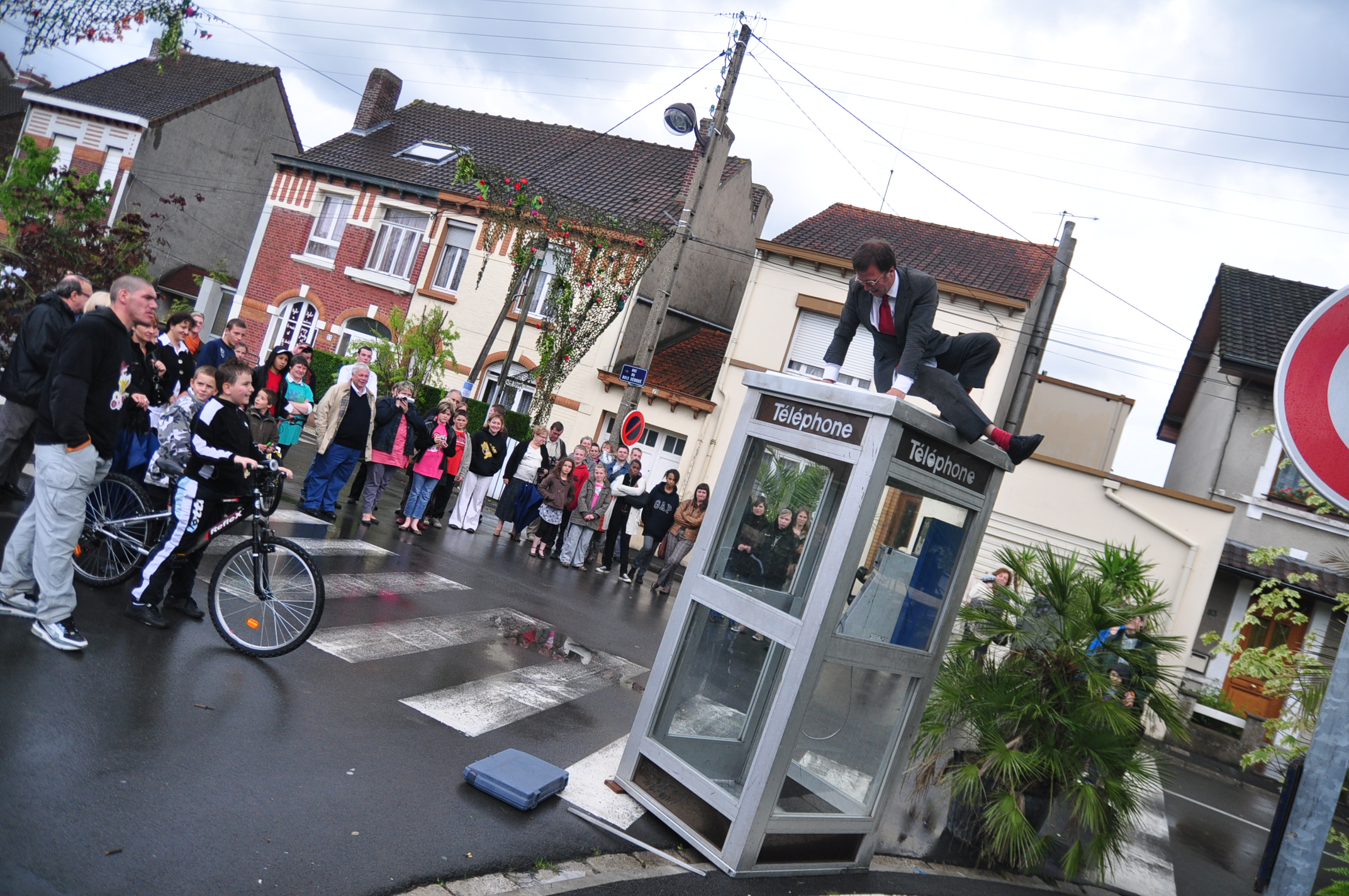
Ivan Chary et la compagnie du petit Monsieur avec sa cabine téléphonique en 2009.

- Cabine téléphonique bloquée, 1978-1979, de Françoise Sullivan[127].
- Le Havre, #015 est une photographie de la série “Nocturne” de Gilbert Fastenaekens réalisée en 1982[128]
- Out of Order, 1989. Installation de David Mach, composée de 12 cabines téléphoniques britanniques disposées sur la Old London Road de Kingston[129]

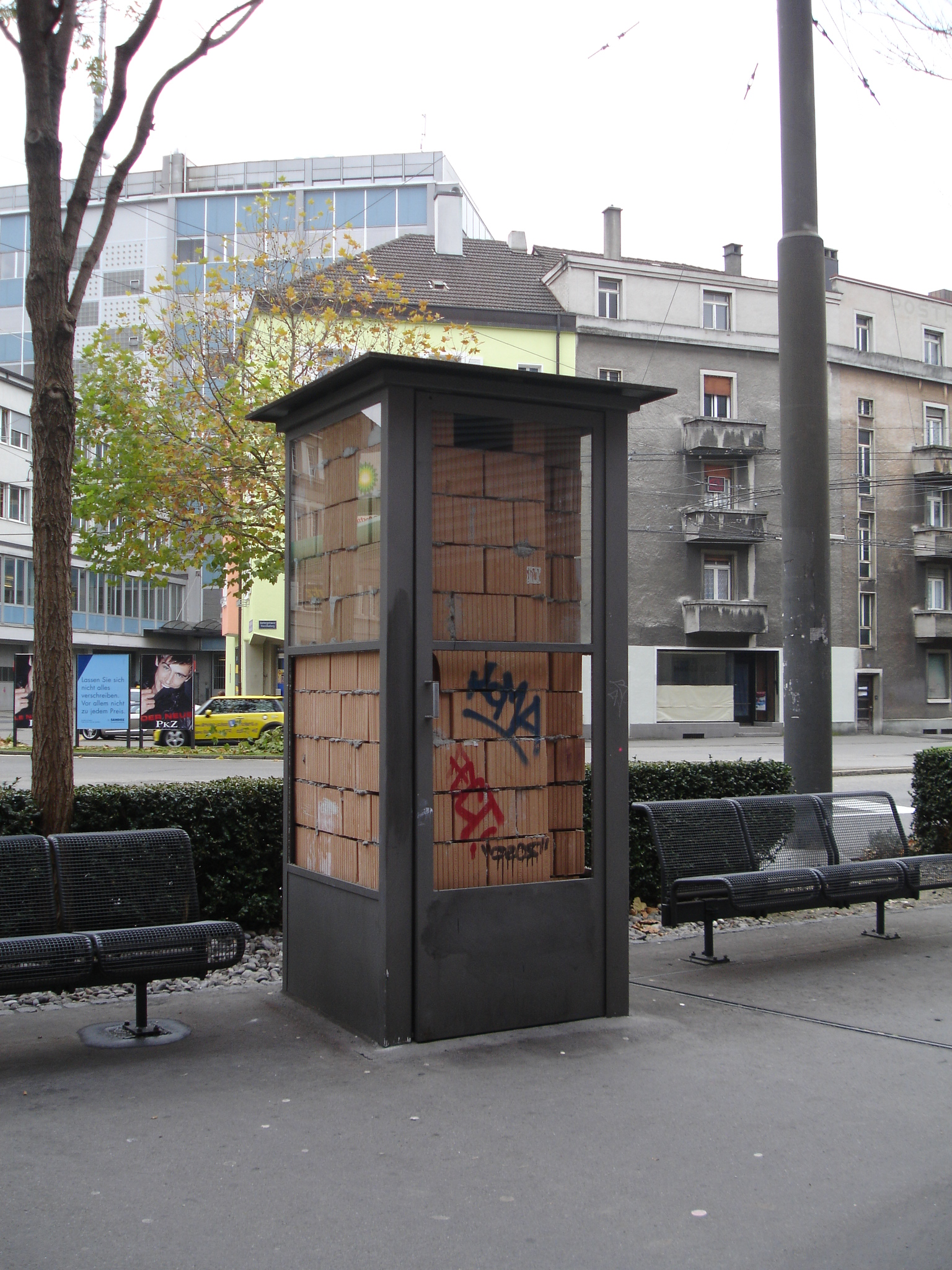
Zeitreise (Voyage dans le temps), 1995, d'Eric Hattan. En 2000, l'artiste mure la cabine (photographie : 2006).

- Zeitreise (Voyage dans le temps), 1995, d'Eric Hattan. Réplique d'une cabine téléphonique surdimensionnée à 116% et installée à Bienne : 16 fois par jour son téléphone sonnait et la personne qui décrochait pouvait entendre une horloge parlante de n'importe quelle origine dans le monde. En réaction à sa dégradation et sans en informer l'artiste, Swisscom dépouille plus tard la cabine de son contenu au lieu d'en assurer la maintenance comme initialement prévu, et en réaction à cet état de fait, l'artiste mure la cabine en 2000, comme on le ferait pour une maison. La cabine, très dégradée, est démontée fin décembre 2020 pour être déplacée devant l'un des ateliers de l'artiste, à Baulmes[130].
- Cabines est une série d'œuvres d'Ernest Pignon-Ernest réalisées en 1997 à Lyon et 1999 à Paris[131].
- En dérangement est un spectacle de rue présenté depuis 1998, et dans lequel le personnage principal essaie a tout prix de pénétrer dans la cabine qui lui résiste[132]
- Standard, dispositif pour téléphone public créé par Grégory Chatonsky en 2005 pour la Nuit blanche de Paris[133].
- Le Téléphone, une œuvre de Sophie Calle, conçue en collaboration avec Frank Gehry, installée à Paris sur le pont du Garigliano. Elle est inaugurée le 14 décembre 2006 et démontée le 12 mars 2012 à Paris[134].
- La cabine téléphonique aquarium est une œuvre de Benedetto Buffalino présentée à l'origine en 2007 à la Fête des lumières à Lyon, puis dans de multiples versions (avec des cabines de diverses origines) en France et à l'étranger, à Biarritz (2009), Port-Louis (2009), Gand (2012), Metz (2013), Durham (2013) et Nantes (2016)[135].
- Leurs voix, installation pour téléphone public créée par Grégory Chatonsky en 2008 pour le centre d'art Oboro à Montréal[136].
- Rendez-vous ! est une installation dans l’espace public, composée de cabines téléphoniques et de conteneurs poubelles fondus présentée dans l'exposition Downtown au Havre, en 2008[137].
- Concert pour 52 cabines téléphoniques d'Élodie Merland[138], le 15 mai 2010, lors de la nuit des musées. Vers 21 heure, durant environ 10 minutes, 52 personnes devant 52 partitions appellent avec leurs téléphones portables 52 numéros qui correspondent à des cabines téléphoniques situées entre Dunkerque et Toulon.
- Spy booth, œuvre de Banksy apparue en avril 2014 et détruite en août 2016[139].
- La cabine téléphonique mobile est une œuvre de Benedetto Buffalino présentée à Lavaur en 2017[140].
- Once Upon a Place, 2017, installation d'Aman Mojadidi comprenant trois cabines téléphoniques installées à Times Square, à New York et permettant d’entendre les récits de 70 immigrés du monde entier vivants dans différents quartiers de la ville[141].
- Hors service d'Élodie Merland[142] : entre 2018 et 2021, retour sur les lieux des cabines de son Concert pour 52 cabines téléphoniques et réalise la photographie de l'espace vide qu'occupaient les 52 cabines disparues[143].
- Durant l'été 2019, la librairie Coiffard et Stéphane Phélippot installent dans l'space public 2 cabines téléphoniques britanniques repeintes en noir où l'on peut écouter des œuvres littéraires en composant le numéro de la date de naissance de leurs auteurs[144],[145].
- Sophie Mouron en 2021[146].
- Projet Déconnexion[147],[148] par Stéphanie Lacombe à l'initiative de la compagnie F.O.U.I.C, 2021[147].
- Allosaurus [même rue, même cabine], pièce de théâtre de Jean-Christophe Dollé et Clotilde Morgiève (compagnie F.O.U.I.C), 2022[149],[150],[151].
- Téléphone-moi, pièce de théâtre de Jean-Christophe Dollé et Clotilde Morgiève (compagnie F.O.U.I.C), 2022[152],[153],[154].

### Cabines classées monuments historiques
- Cabine téléphonique de Prairie Grove

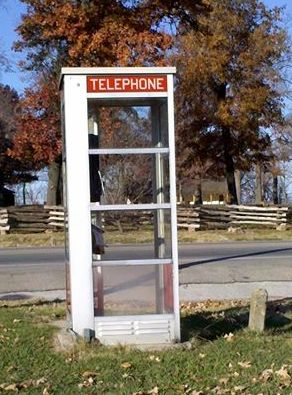
La cabine en novembre 2012.
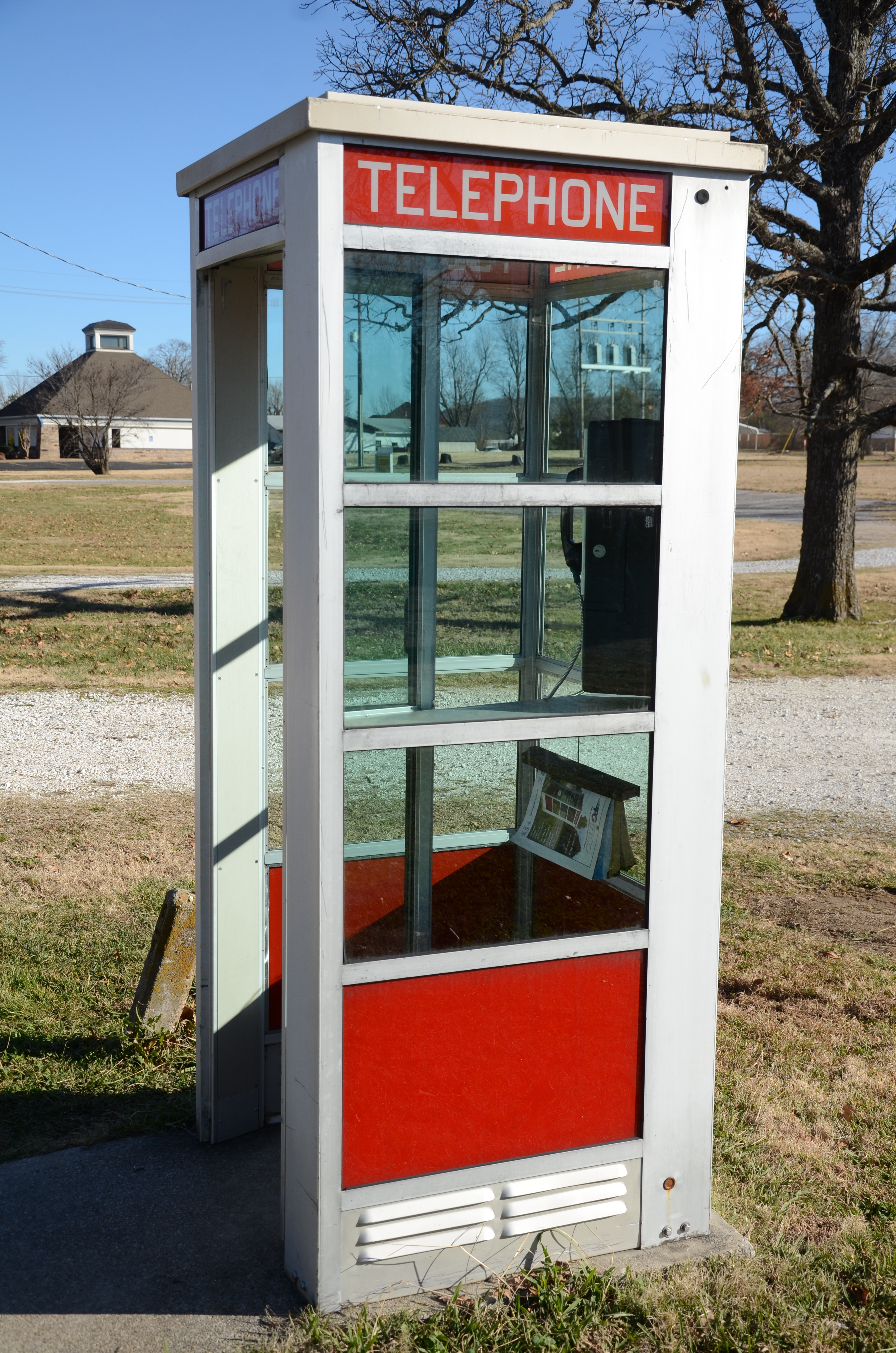
Les panneaux rouges (décembre 2015).
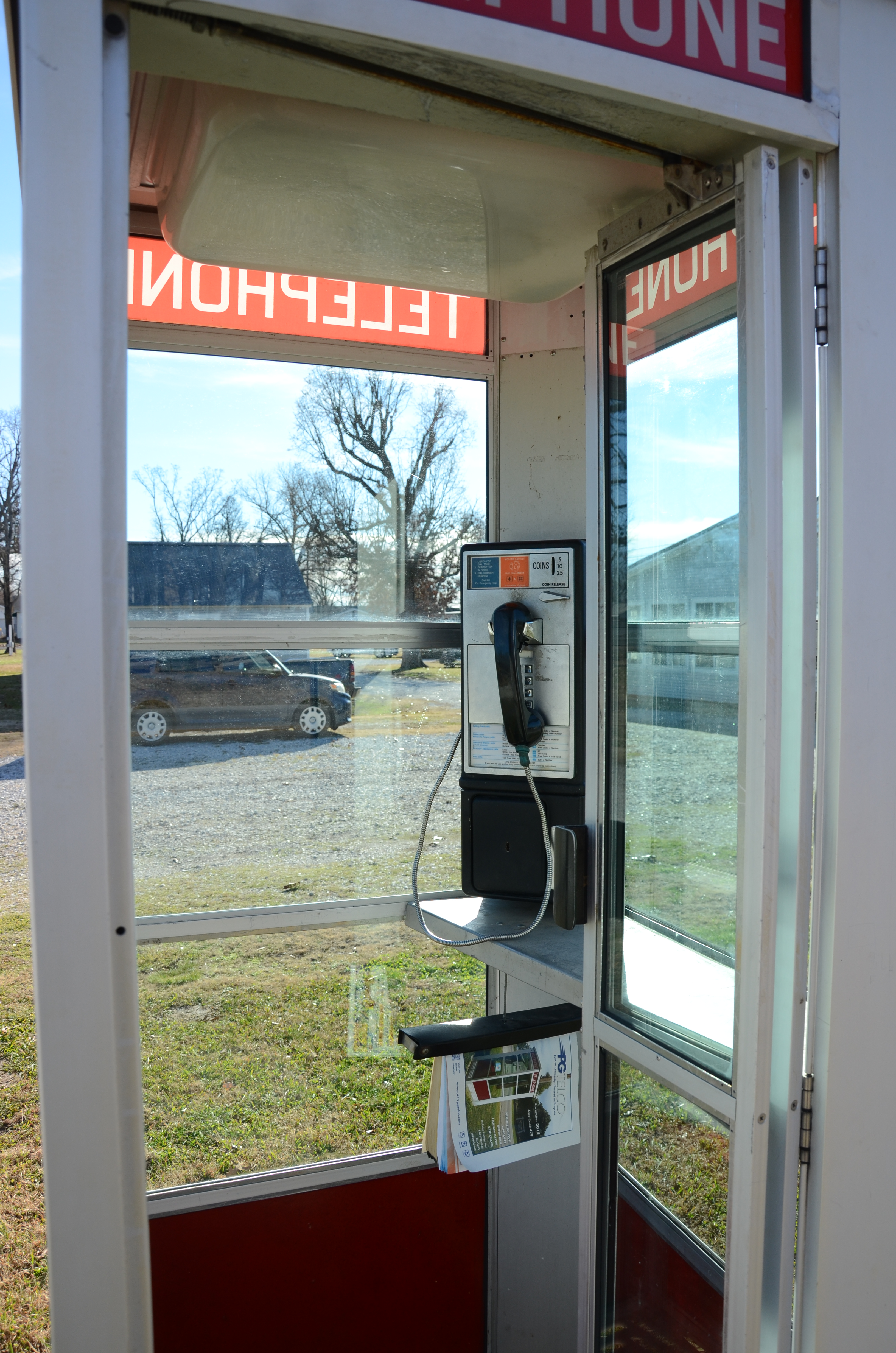
À l'intérieur de la cabine téléphonique (décembre 2015).
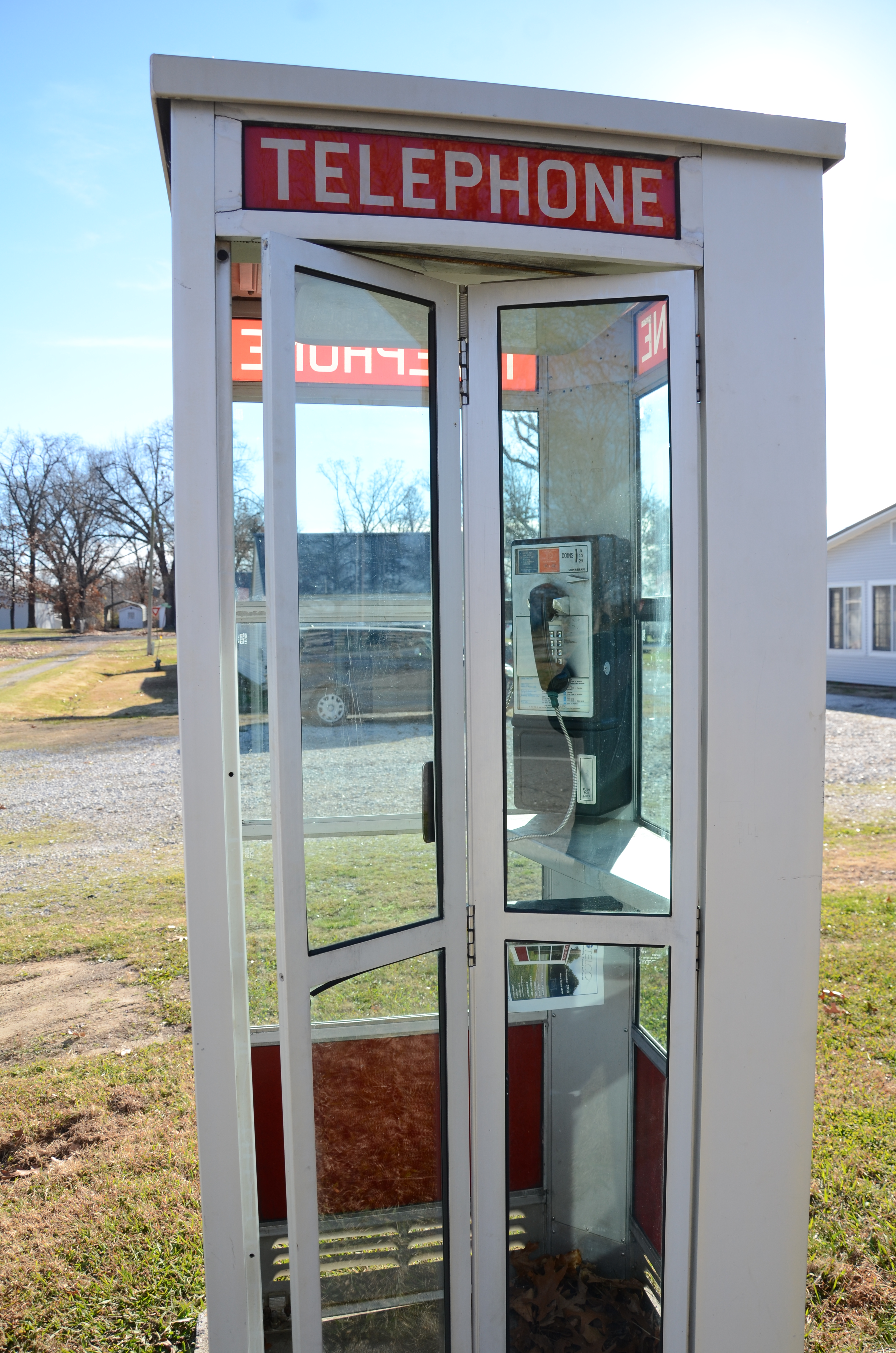
La porte pliante (décembre 2015).